# Montoneros
Montoneros fue una organización guerrillera peronista argentina, surgida en la década de 1970 durante la dictadura cívico-militar autodenominada Revolución Argentina. Al crearse, todos los partidos políticos habían sido prohibidos, el propio Juan Domingo Perón permanecía exiliado en España y estaban surgiendo —al influjo de la Revolución cubana y en el contexto de la Guerra Fría—, tanto en Argentina como en otros países de América Latina, otras organizaciones guerrilleras y «movimientos de liberación nacional», en un clima insurreccional caracterizado por decenas de puebladas entre las cuales el Cordobazo de 1969 fue la más paradigmática. Montoneros declaraba que su objetivo era luchar contra la dictadura gobernante, lograr el retorno de Perón al país, la convocatoria a elecciones libres y sin proscripciones, el establecimiento de un socialismo nacional, al que consideraba una evolución natural del peronismo, conjugando un Estado socialista con las características propias de la cultura argentina y latinoamericana.
Su primera acción pública se realizó el 29 de mayo de 1970, con el secuestro, posterior juicio revolucionario y asesinato del exdictador antiperonista Pedro Eugenio Aramburu, uno de los líderes del golpe de Estado que en 1955 había derrocado al gobierno liderado por el presidente Juan Domingo Perón. Montoneros secuestró al exdictador para someterlo a «juicio revolucionario» por «traidor a la patria», haber fusilado a 27 personas para reprimir el levantamiento de Valle en 1956, y para recuperar el cadáver de Eva Perón que Aramburu había secuestrado y hecho desaparecer.
Montoneros fue el núcleo armado de un conjunto de organizaciones sociales no militares ("frentes de masas") conocido como la Tendencia Revolucionaria del Peronismo, o simplemente «La Tendencia», que incluyó a la Juventud Peronista Regionales (JP), la Juventud Universitaria Peronista (JUP), la Juventud Trabajadora Peronista (JTP), la Unión de Estudiantes Secundarios (UES), la Agrupación Evita y el Movimiento Villero Peronista.
En 1972 se fusionó con Descamisados y en 1973 con las Fuerzas Armadas Revolucionarias (FAR), con las que venía actuando en conjunto. Sus acciones contribuyeron a que la dictadura militar convocara a elecciones libres en 1973, en las que venció el frente electoral multipartidario que integraba (FREJULI), con la candidatura presidencial del peronista Héctor José Cámpora, hombre cercano a Montoneros, al igual que varios gobernadores, parlamentarios, ministros y altos funcionarios del gobierno. El gobierno de Cámpora y su relación con Montoneros fue objeto de fuertes presiones desde un inicio, desde sectores de derecha, la logia anticomunista italiana Propaganda Due y la CIA, y apenas 49 días después debió renunciar, luego de la masacre de Ezeiza.
A partir de la renuncia de Héctor J. Cámpora a la presidencia el 12 de julio de 1973, Montoneros comenzó a perder poder y a verse progresivamente aislado, situación que se agravó luego del asesinato del líder sindical José Ignacio Rucci el 25 de septiembre de 1973 —atribuido a la organización— y sobre todo después de la muerte de Perón, el 1 de julio de 1974, cuando se desató una política de terrorismo de Estado llevada adelante por la organización parapolicial de derecha denominada Triple A comandada por López Rega, que se convirtió en la mano derecha de la presidenta María Estela Martínez de Perón. Dos meses después, Montoneros decidió volver a la clandestinidad y reiniciar la lucha armada. El 8 de septiembre de 1975, la presidenta María Estela Martínez de Perón dictó un decreto de aniquilamiento (Decreto n.º 2452/75) prohibiendo su actividad y calificándola como «grupo subversivo», iniciando el Operativo Independencia.
El 24 de marzo de 1976, fue derrocado el gobierno de María Estela Martínez de Perón, estableciéndose una dictadura cívico-militar anticomunista, que impuso un régimen sistemático de terrorismo de Estado y aniquilamiento de opositores. Montoneros estableció su conducción en México y combatió a la dictadura, causando serias bajas al gobierno cívico-militar y sufriendo igualmente fuertes pérdidas, entre ellas gran cantidad de militantes y combatientes desaparecidos. En 1979 y 1980 intentó dos contraofensivas que fracasaron militar y políticamente. Desde ese momento su organización se fue disgregando progresivamente. Al recuperar la democracia en diciembre de 1983, la organización Montoneros ya no existía como estructura político militar y buscó insertarse en la vida política democrática, dentro del peronismo, bajo la denominación de Juventud Peronista, bajo el liderazgo de Patricia Bullrich y Pablo Unamuno, sin llegar a conformar una organización política autónoma. En los años siguientes, varios adherentes a Montoneros ocuparon cargos políticos de importancia en los gobiernos democráticos.

## Historia

### Antecedentes
En 1955, un golpe de Estado derrocó al gobierno constitucional presidido por Juan Domingo Perón e inició un largo período de casi dos décadas de ilegalización y persecución del peronismo y el movimiento sindical, durante el cual se alternaron dictaduras y gobiernos originados en elecciones no libres y con los principales candidatos proscriptos.
Las raíces tempranas de Montoneros se encuentran en la Resistencia peronista, surgida para combatir la dictadura que derrocó al Gobierno de Perón en 1955, así como la Revolución cubana de 1958, que impulsó la «lucha armada» en todo el continente, como la Guerrilla de Ñancahuazú comandada por el Che Guevara en Bolivia, Tupamaros en Uruguay, el Frente Sandinista de Liberación Nacional en Nicaragua, el Movimiento de Izquierda Revolucionaria (MIR) en Chile, el Ejército Guerrillero de los Pobres (EGP) en Guatemala, las Fuerzas Populares de Liberación Farabundo Martí (FPL) en El Salvador, Vanguardia Armada Revolucionaria Palmares en Brasil, etc. En ese momento jugó un importante papel para impulsar ideológicamente la respuesta armada contra las dictaduras en Argentina, el exdiputado peronista John William Cooke.

### Contexto internacional
La persecución y exclusión del peronismo de la vida política argentina entre 1955 y 1973 se produjo simultáneamente con otros procesos históricos internacionales, que convergieron en este conflicto. En primer lugar la Guerra Fría. La Guerra Fría llevó a Estados Unidos a establecer en América Latina, lo que se llamó doctrina de la seguridad nacional, de la mano de la cual se establecieron dictaduras militares permanentes desde 1964 y métodos represivos basados en el terrorismo de Estado, con el fin de aniquilar a los movimientos nacionalistas y los grupos de izquierda, acusados de ser agentes de "infiltración marxista" —concepto que ocupará un lugar central en los conflictos políticos sucedidos durante el tercer peronismo—. El centro de irradiación de la Doctrina de la Seguridad Nacional fue la Escuela de las Américas, instalada en la base estadounidense del canal de Panamá. La Primavera de Praga de 1968 y la represión soviética del movimiento, fortaleció las posturas de no alineamiento en la Guerra Fría, que el peronismo sostenía desde el principio bajo la política de la tercera posición.
Entre 1958 y 1959 se realizó también la Revolución cubana, que tuvo una fuerte influencia en los movimientos sociales y populares latinoamericanos, sobre todo difundiendo la idea de que la guerrilla podía ser una estrategia exitosa para derrotar a las dictaduras dominadas por las oligarquías locales y las empresas extranjeras, con apoyo de Estados Unidos. En 1968, se produjeron la Revolución peruana conducida por el general Juan Velasco Alvarado y la revolución panameña conducida por el general Omar Torrijos Herrera, en tanto el triunfo electoral de Salvador Allende en Chile en 1970 inició un novedoso intento de realizar una «vía democrática al socialismo». Esos movimientos adoptaron identidades nacionalistas, definiéndose como «antiimperialistas» y fueron expresados genéricamente en los años 1960 y 1970 por la categoría política de «liberación» o más puntualmente, «liberación nacional».
En las décadas de 1960 y 1970, se produjeron grandes transformaciones en el cristianismo y muy especialmente en el catolicismo, que tuvieron su máxima expresión en el Concilio Vaticano II y en la aparición en América Latina de la Teología de la liberación, llamando a los cristianos a optar por los pobres. En Argentina la rama de la Teología de la liberación que predominó fue la Teología del pueblo, más relacionada con la experiencia peronista.
Finalmente, en las décadas de 1960 y 1970, la juventud surgió como categoría social autónoma de la mano de un notable activismo juvenil y estudiantil, que generaron fuertes cambios culturales y políticos, desde la confrontación ética con los valores de los "mayores" cuestionados por su hipocresía, hasta la revolución sexual, la canción de protesta y el rock, el movimiento contra la guerra de Vietnam en Estados Unidos, la Masacre de Tlatelolco en México, o el Mayo francés.

### La respuesta insurreccional a la Revolución Argentina

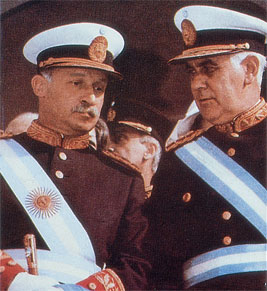
Los dictadores Onganía y Lanusse juntos. La autodenominada "Revolución Argentina" (1966-1973) había establecido una dictadura permanente que generó un estado insurreccional generalizado.

El 28 de junio de 1966, tomó el poder una dictadura autodenominada «Revolución Argentina» que generaría un estado insurreccional generalizado, expresado en puebladas masivas y el accionar de varias organizaciones guerrilleras estables.
La Revolución Argentina formó parte de una serie de dictaduras de tipo permanente, impulsadas por Estados Unidos en América Latina, como parte de su Doctrina de la Seguridad Nacional durante la Guerra Fría. Este tipo de gobierno —que Guillermo O'Donnell definió como Estado burocrático-autoritario— tenía como característica la supresión de la actividad política. La Revolución Argentina estuvo liderada inicialmente por el general Juan Carlos Onganía y su primera orden fue disolver los partidos políticos, con el fin de instalar un régimen de tipo corporativista.
Anulado el Estado de derecho y bloqueada la actividad política, los conflictos sociales solo pudieron expresarse de manera subversiva e insurreccional. La palabra «subversión», precisamente, se convirtió en un lugar común para justificar la represión contra quienes resistían a la dictadura. En esas condiciones y con la actividad política abolida, los conceptos de «revolución» –que también usaban las dictaduras– y «liberación», avanzaron con fuerza en la juventud, incluso en las clases medias.
Con anterioridad a 1966 y luego del golpe de Estado de 1955, se habían creado algunas organizaciones guerrilleras de existencia fugaz o actuación esporádica, como los Uturuncos, el Frente Argentino de Liberación o el Ejército Guerrillero del Pueblo. Pero sería a partir de la dictadura de Onganía que la guerrilla alcanzaría una organización estable y sostenida, realizando atentados de consideración, así como «ejecuciones» y secuestros de personas acusadas de colaborar con la dictadura. En 1968, aparecieron las Fuerzas Armadas Peronistas (FAP) bajo el liderazgo de Envar «Cacho» El Kadri, instalando una guerrilla rural en el área de Taco Ralo en Tucumán.
1969 fue el año del estallido insurreccional en Argentina. Siete grandes puebladas se produjeron en todo el país, con activa participación del movimiento estudiantil y del sindicalismo: el «Ocampazo» (enero-abril), el «Correntinazo» (mayo), el primer Rosariazo (mayo), el Salteñazo (mayo), el primer Cordobazo (mayo), el primer Tucumanazo (mayo) y el segundo Rosariazo (septiembre). Ese mismo año comienzan a actuar las Fuerzas Armadas Revolucionarias (FAR), incendiando el 26 de junio trece supermercados de la cadena Minimax de la familia Rockefeller, como protesta contra la visita de Nelson Rockefeller. Cuatro días después, fue asesinado por el Ejército Nacional Revolucionario, el máximo dirigente sindical argentino de ese momento, Augusto Timoteo Vandor, acusado de negociar con la dictadura militar y de traidor por impulsar un «peronismo sin Perón»; los miembros del ENR se integrarían más adelante a Montoneros. Ese año también comienza a actuar el Ejército Revolucionario del Pueblo (ERP), comandado por Mario Santucho, aunque sus acciones recién se incrementaron al año siguiente.
El año 1970 se inició con el «Choconazo» (febrero-marzo) y el 29 de mayo se produjo la aparición impactante de Montoneros.

### Orígenes y fundadores
Montoneros terminó de conformarse en los primeros meses de 1970, como consecuencia de la confluencia de varias agrupaciones armadas peronistas de raíz católica:
- Comandos Camilo Torres. Tenían dos comandos, uno en Buenos Aires y otro en Córdoba.[25] Los Comandos Camilo Torres habían sido constituidos en 1967 por Juan García Elorrio, director de la revista Cristianismo y Revolución, pero hacia fines de 1969 su liderazgo había sido cuestionado, quedando fuera de la organización.[26]
  - Comando Camilo Torres de Buenos Aires. Este grupo era conocido por los propios militantes de Montoneros como "Grupo Fundador".[27] Hacia fines de 1969, reconocía el liderazgo de Fernando Abal Medina y contaba con la participación de Carlos Ramus, Norma Arrostito, Mario Firmenich, Carlos Alberto Maguid, Graciela Daleo, entre otras personas.[26]
  - Comando Camilo Torres de Córdoba. Emilio Maza, Ignacio Vélez, Héctor Araujo, el sacerdote Alberto Fulgencio Rojas, Liprandi, Susana Lesgart, Alejandro José Yofre, Carlos Capuano Martínez y José Fierro, entre otras personas.[28][26][25]
- Grupo de Sabino. José Sabino Navarro era un sindicalista del Smata (industria automotriz), delegado de la planta de la empresa Deutz en el conurbano bonaerense, y dirigente de la Juventud Obrera Católica, que se relacionó con Juan García Elorrio y la revista Cristianismo y Revolución. Formó un grupo guerrillero en enero de 1969, que también integraban José Amorín, Hilda Rosenberg, Gustavo Lafleur, Carlos Hobert, Graciela Maliandi, Tito Veitzman y Carlos Falaschi, entre otras personas.[29][30]
- Grupo Reconquista. Tenía su base en la ciudad de Reconquista y actuaba principalmente en el norte de la provincia de Santa Fe, y en menor medida en Tucumán y Salta. Estaba representado por Roberto Perdía e incluía también a Hugo Medina, Ricardo Nadalich y Juan Belaustegui, entre otros.[25][31]
- Grupo Santa Fe. Con base en el Ateneo de Santa Fe, estaba liderado por Mario Ernst, e incluía a René Oberlín, Roberto Rufino Pirles, Osvaldo Agustín Cambiasso, Raúl C. Yagger, Raúl Bracco, Juan Carlos Menesses, Marcelo Nívoli, Carlos Legaz, Fernando Vaca Narvaja, entre otros.[25] Al Ateneo también había pertenecido Sara Susana Medina, muerta el 20 de septiembre de 1968 al explotar accidentalmente una bomba.[32]
- Grupo Córdoba. Tenía como principales referentes a Alberto Molina, Luis Rodeiro y el cura Elvio Alberione.[25]

Para un régimen autoritario como el de la dictadura de Onganía, que se pretendía nacionalista y católico, las nuevas posiciones de la Iglesia católica en el Concilio Vaticano II constituyeron un desafío; “cuando la Iglesia reconoció las opciones pluralistas de la fe en cuestiones sociales y políticas y abandonó algunas de las formulaciones ideológicas conservadoras”.

### Presencia femenina
Desde sus orígenes, Montoneros tenía una considerable cantidad de mujeres guerrilleras, un hecho que era novedoso y no estaba presente en las experiencias guerrilleras anteriores. Al respecto, dice la investigadora Ana Noguera: 

En general se destacaba en las noticias —ya sea en el título o en el desarrollo de la nota— acerca de la participación de mujeres en los operativos, expresando cierto tono «sorpresivo» respecto de esta participación. Los atributos socialmente admitidos conforme a la naturaleza femenina suponen actitudes y comportamientos acordes a tales características. Los cambios en los estereotipos sobre la feminidad provocan dificultades para ser aceptados socialmente, principalmente porque se los concibe como inmutables. Si bien algunas mujeres habían participando de los distintos grupos guerrilleros que actuaron durante los sesenta, para comienzos de los setenta todavía era visto como algo «novedoso» no solo para la prensa sino también para el resto de la sociedad, es decir, «llamaba la atención» la presencia femenina en acciones consideradas masculinas... En un contexto de creciente radicalización política muchas mujeres ingresaron a la militancia política y social. Su incorporación fue paulatinamente en ascenso durante los años 1971 y 1972, incrementándose, al igual que el conjunto de la militancia política tanto peronista como no peronista, hacia el año 1973.

### Durante la dictadura autodenominada Revolución Argentina

#### Primeras acciones
Entre 1968 y 1969, según relata Ignacio Vélez Carreras, «hicimos numerosas operaciones de recuperación de armas y uniformes. En realidad sólo pensábamos en montar el aparato. Desde un tiro federal, policías sueltos, varios destacamentos policiales, una guardia militar y otros. […] Era tan fuerte la conciencia del destino manifiesto del grupo, tan clara la decisión, que el Cordobazo nos pasó de lado. […] En esa época no teníamos ninguna relación con el Partido Justicialista, al que nunca estuvimos afiliados ni participamos en sus estructuras locales. En realidad sentíamos por el PJ un profundo desprecio».

#### Organización político-militar (OPM)
Montoneros se constituyó como una organización político-militar (OPM). Ello significó rechazar el modelo dual, que habían tradicionalmente adoptado otras experiencias insurreccionales (leninismo, maoísmo, castrismo, sandinismo, Vietnam, Irlanda, etc.), que habían separado la organización militar de la organización política, creando una estructura puramente militar para el primer caso (ejército o milicias), y un partido político de cuadros bajo el régimen del centralismo democrático, para el segundo, siendo aquel considerado como «brazo armado» del partido.
Montoneros adoptó la forma de una OPM, porque su intención era ser considerada como una de las organizaciones existentes dentro del Movimiento Peronista, liderado por Juan Domingo Perón, aceptando la heterogeneidad del mismo. Esta conformación cambiaría luego de la muerte de Perón, con la creación primero del Partido Peronista Auténtico (o simplemente Partido Auténtico) en 1975 y luego con la fundación del Partido Montonero en 1976.

#### Secuestro y asesinato de Aramburu (Operación Pindapoy)

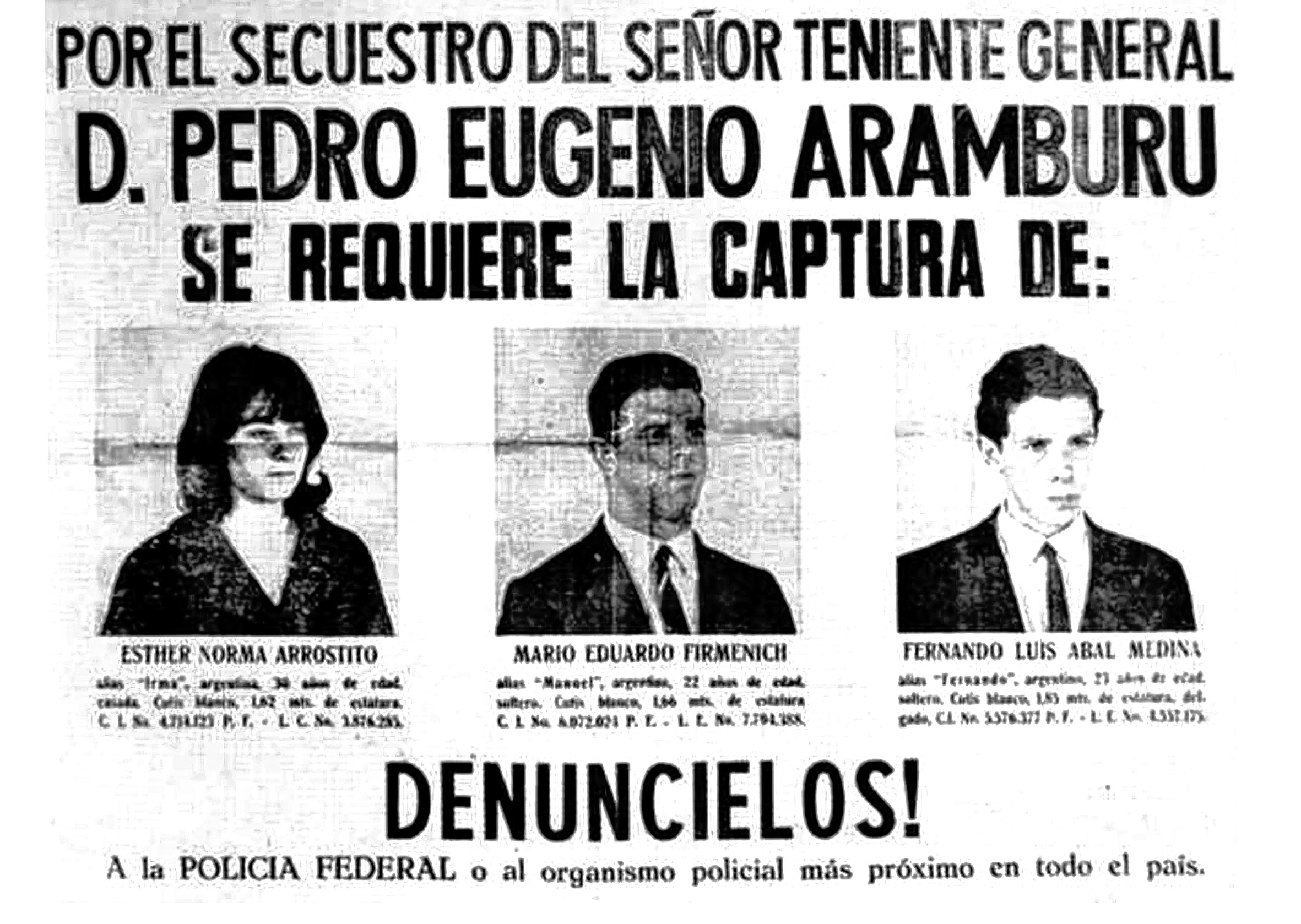
Aviso oficial de la dictadura llamando a denunciar a Norma Arrostito, Mario Eduardo Firmenich y Fernando Abal Medina por el secuestro de Aramburu.

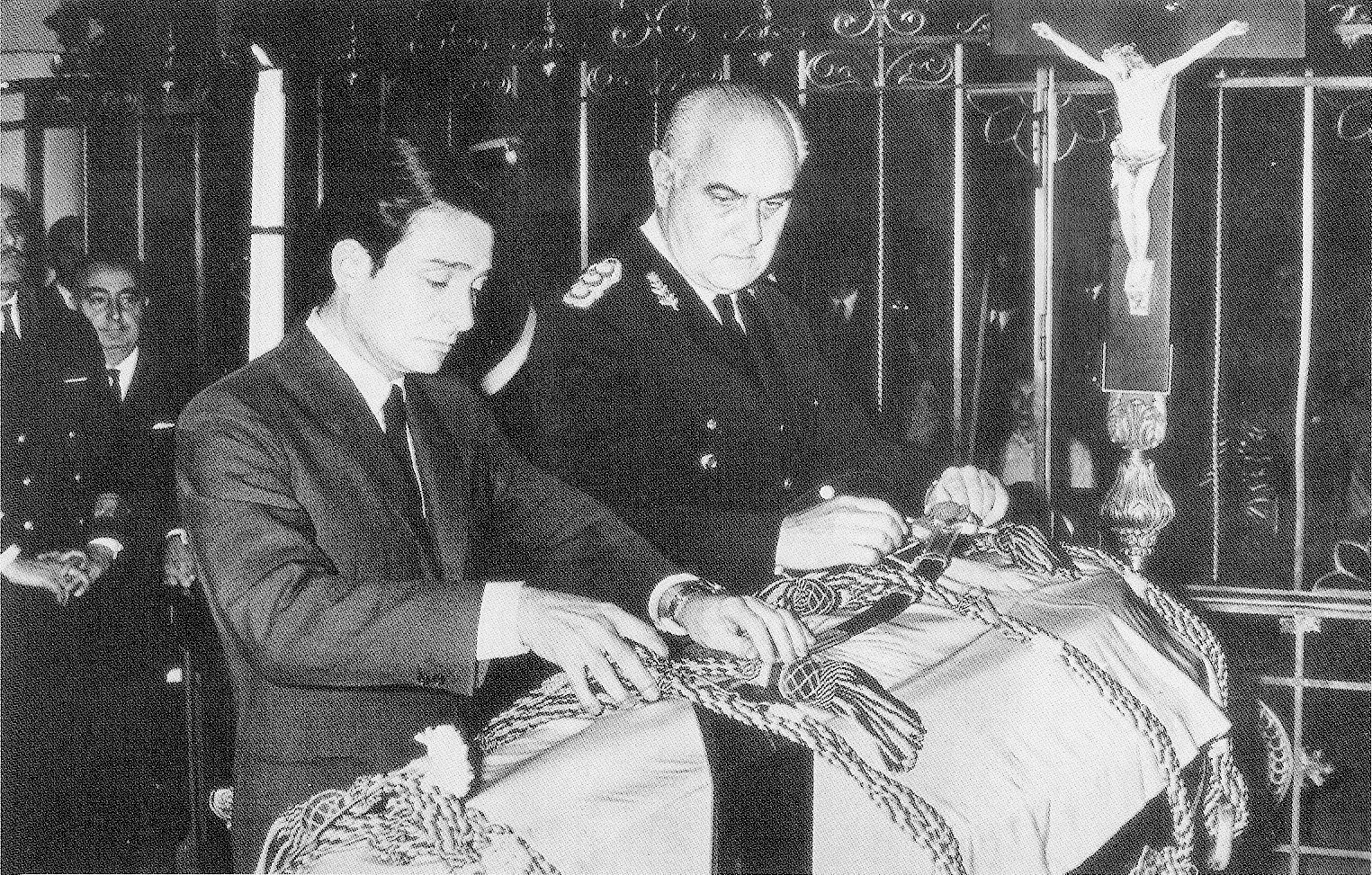
Lanusse frente al ataúd de Aramburu.

La primera acción de Montoneros, llamada Operación Pindapoy, se produjo el 29 de mayo de 1970, cuando un grupo comando secuestró en su casa al exdictador Pedro Eugenio Aramburu. La acción conmovió a la opinión pública y detonó la caída del dictador Juan Carlos Onganía, quien sufrió un golpe interno diez días después.
Aramburu había sido el líder del ala más dura de la dictadura autodenominada Revolución Libertadora que en septiembre de 1955 había derrocado al gobierno constitucional de Perón, encabezando el golpe interno que depuso al general Eduardo Lonardi en marzo de 1956. Puntualmente, Aramburu fue el dictador que ordenó los fusilamientos de 1956, el secuestro y desaparición del cadáver de Eva Perón y el Decreto Ley 4161 de 1956 que ilegalizó al peronismo y justificó el encarcelamiento de miles de ciudadanos.
El secuestro de Aramburu fue realizado por al menos diez guerrilleros del Comando Camilo Torres de Buenos Aires: Fernando Abal Medina, Esther Norma Arrostito, Raúl Capuano Martínez, Mario Eduardo Firmenich, Carlos Alberto Maguid, Emilio Maza, Carlos Ramus e Ignacio Vélez. Abal Medina, Arrostito y Maza habían tenido adiestramiento militar en Cuba. Montoneros se había ido conformando en los últimos meses como una organización unitaria, a partir de la confluencia de los grupos fundadores con presencia en Buenos Aires, Santa Fe y Córdoba.
Ese mismo día Montoneros dio a conocer su primer comunicado:

Perón vuelve. Comando Número 1. Al pueblo de la Nación. Hoy, 29 de mayo, a las 9.30 horas, nuestro Comando procedió a la detención de PEDRO EUGENIO ARAMBURU, en cumplimiento de una orden emanada de nuestra conducción, a los fines de someterlo a JUICIO REVOLUCIONARIO. Sobre Pedro Eugenio Aramburu pesan 108 cargos de TRAIDOR A LA PATRIA Y AL PUEBLO Y DE ASESINO DE 27 ARGENTINOS. Oportunamente se darán a conocer las alternativas del juicio y la sentencia dictada. ¡Perón o Muerte! ¡Viva la Patria! Comando Juan José Valle. Montoneros.

La denominación Juan José Valle, remitía al general Valle, uno de los líderes en 1956 de un fallido levantamiento cívico-militar contra la dictadura de Aramburu y que fuera fusilado por este junto a otros civiles y militares, en un acto de violencia institucional sin antecedentes en la historia argentina.
Aramburu fue trasladado a la estancia La Celma de la localidad de Timote en la provincia de Buenos Aires, donde fue sometido a un «juicio revolucionario» durante los siguientes dos días. El juicio consistió en una interpelación de Aramburu sobre nueve cargos:
1. Haber firmado los decretos 10 362/56 estableciendo la Ley Marcial y 10 363/56 estableciendo la pena de muerte, que habilitaron los fusilamientos sumarios y clandestinos cometidos en 1956.
2. Haber firmado el Decreto 10 364/56 ordenando fusilar a ocho militares sublevados, en contradicción con la sentencia de inocencia dictada por el Consejo de Guerra.
3. Haber ordenado la prohibición y represión del peronismo, y la intervención de los sindicatos.
4. Haber secuestrado y hecho desaparecer el cadáver de Eva Perón.
5. Haber difamado a los dirigentes peronistas, especialmente Juan D. Perón, Eva Perón y Juan José Valle.
6. Haber anulado las conquistas sociales del peronismo.
7. Haber iniciado la entrega del patrimonio nacional a intereses extranjeros.
8. Estar en ese momento orquestando una operación golpista para instalar una "falsa democracia".
9. Haber sido vehículo de la «oligarquía» para frenar «el cambio del orden social hacia un sentido de estricta justicia cristiana».[46]

Según el Comunicado N.º 3 de Montoneros, del 31 de mayo de 1970, Aramburu aceptó haber realizado los primeros cuatro actos que se le imputaban, pero negó haber realizado los últimos cinco.
El «tribunal revolucionario» resolvió condenar a Aramburu a muerte por arma de fuego, dar cristiana sepultura a su cuerpo y entregarlo a sus familiares una vez que el cadáver de Eva Perón fuera devuelto al pueblo argentino. El 1 de junio la sentencia fue cumplida por Fernando Abal Medina, quien procedió a matar a Aramburu mediante el disparo de una pistola.
El secuestro y asesinato de Aramburu produjo la caída de Onganía una semana después y fue designado en su lugar el general Roberto Marcelo Levingston, quien modificó los objetivos de la dictadura, abandonando la intención de establecer un régimen dictatorial permanente, para dar paso a una «salida electoral» que pudiera ser «controlada» por los militares, aunque finalmente se concretó tres años después, con el triunfo del peronismo en las elecciones presidenciales del 11 de marzo de 1973. A poco de asumir el nuevo dictador, el cadáver de Aramburu fue encontrado enterrado en un campo de la localidad de Timote, propiedad de la familia Ramus. 
Un sector minoritario, cercano a Aramburu, ha sostenido que el asesinato de Aramburu fue ordenado por el dictador Onganía y fue ejecutado o contó con el apoyo de sectores del Ejército o de los servicios de inteligencia.

#### Toma de La Calera

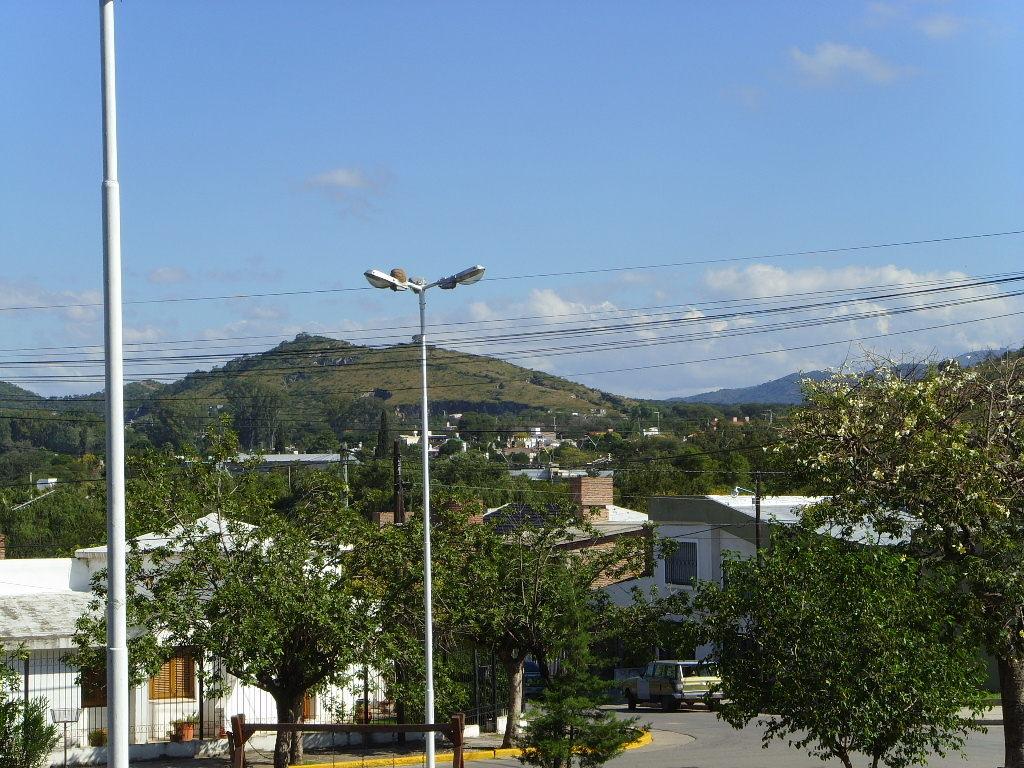
Vista actual de la localidad cordobesa de La Calera.

Luego del secuestro y «ejecución» de Aramburu, que hizo conocido a Montoneros en todo el país, la organización realizó algunas acciones armadas, como el asalto a la comisaría de Villa Carlos Paz, el robo de armamento del Tiro Federal de Córdoba, un ataque menor al Hospital Militar, estallido de bombas en lugares que eran considerados símbolos del «imperialismo» y «gorilismo», así como el desarme de policías. Estas acciones tenían como fin realizar una modalidad de «propaganda armada», a la vez que se proveían de armas, dinero, vehículos otros elementos logísticos (pelucas, mimeógrafos, documentos). Por dicha razón, los operativos eran acompañados de comunicados enviados a la prensa adjudicándose los mismos, como forma de mostrar presencia efectiva y «generar conciencia» entre la población que se oponía a la dictadura militar.
El 1 de julio de 1970, a las 7:30, cuatro comandos montoneros (Eva Perón, Comandante Uturunco, General San Martín y 29 de Mayo), con brazaletes celestes y blancos con una leyenda que decía «Montoneros», bajo el mando de Emilio Maza, tomaron el control de la localidad cordobesa de La Calera, de manera similar a lo que la organización guerrillera Tupamaros de Uruguay, había realizado en Pando el año anterior. La operación recayó principalmente sobre los integrantes del Comando Camilo Torres de Córdoba.
En una entrevista realizada al año siguiente por la revista Cristianismo y Revolución, Montoneros contó que los objetivos eran: 1) Conseguir armas y dinero; 2) Mostrar que tenían capacidad operativa en todo el país; 3) Mostrar que era posible realizar operaciones militares de envergadura y que la dictadura era vulnerable; 4) Mostrar solidaridad con los obreros cordobeses; 5) Hacer una prueba de capacidad, disciplina y responsabilidad en operativos de envergadura.
La Calera es una pequeña localidad serrana ubicada a 10 km de la ciudad de Córdoba que, simbólicamente, fue el último punto del país en ser tomado por los golpistas que habían derrocado al peronismo en 1955. Los montoneros tomaron simultáneamente la comisaría reduciendo a los policías sin encontrar resistencia, la municipalidad y la central telefónica, y asaltaron la sucursal del Banco de la Provincia de Córdoba, llevándose cuatro millones de pesos (equivalentes a un millón de dólares de entonces). En la esquina del banco dejaron una caja para que fuera confundida con una bomba y demorara la reacción del Ejército, que al desarmarla se encontró con un grabador con la Marcha peronista.
La toma duró menos de una hora, sin que se presentaran mayores inconvenientes, y luego los guerrilleros se retiraron en los cuatro vehículos en los que habían llegado, pero uno de ellos tuvo un desperfecto que obligó a sus ocupantes a bajarse y robar un automóvil para dirigirse a la casa de seguridad preestablecida. El robo fue rápidamente asociado con la acción guerrillera y permitió a la Policía y al Ejército detener a José Fierro y Luis Losada, luego de un tiroteo donde resultó herido este último. Un interrogatorio bajo tortura y una deficiente compartimentación de la información entre los guerrilleros, permitió al Ejército obtener la dirección de la principal casa de seguridad, ubicada en el barrio Los Naranjos de la ciudad de Córdoba donde se encontraba el comandante del grupo, Emilio Maza y otros tres guerrilleros. Luego de un tiroteo en el que Vélez y Maza resultaron gravemente heridos —Maza murió una semana después—, el Ejército tomó control de la casa encontrando gran cantidad de documentación crucial sobre todos los miembros de Córdoba, así como información sobre el grupo de Buenos Aires y el secuestro de Aramburu. De este modo el grupo de Córdoba quedó con su comandante muerto, varios miembros de importancia detenidos (Ignacio Vélez, Luis Losada, José Fierro, Carlos Soratti Martínez, Liprandi, Raúl Guzzo Conte Grand, José María Breganti, Guillermo Martorell Juárez, Felipe Nicolás Defrancesco y Heber Albornoz), mientras que el resto de los miembros debieron trasladarse a otras provincias, en situación de clandestinidad.
Pese a ello la toma de La Calera fortaleció la imagen nacional de Montoneros y aumentó el apoyo entre la población. El entierro de Maza convocó a 10 000 personas que acompañaron el ataúd hasta el cementerio, donde cantaron la Marcha Peronista y el Himno Nacional en un acto de abierto desafío a la dictadura. Asimismo, la toma de La Calera dio lugar a que el Movimiento de Sacerdotes para el Tercer Mundo (MSTM) se pronunciaran sobre la lucha armada y emitieron un comunicado en el que, sin promover la lucha armada sostenían que «El Movimiento respeta a quienes, juzgando haber agotado todas las instancias, considera como única salida la vía de las armas». Simultáneamente un grupo de seminaristas de Córdoba calificaron la muerte de Maza como «el mayor acto de amor cristiano».

#### Toma de Garín. Surgen las FAR

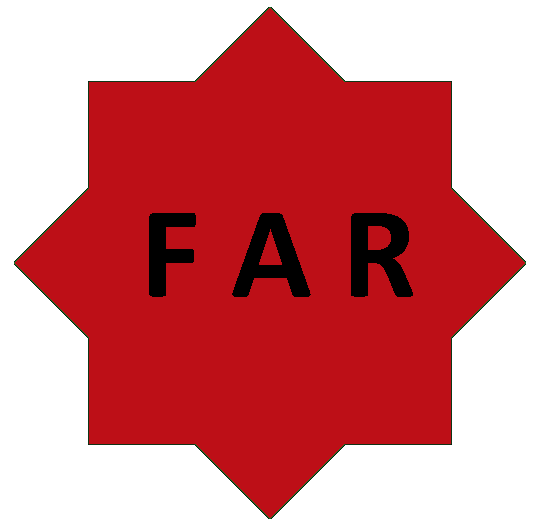
La estrella de ocho puntas que fue el símbolo de las Fuerzas Armadas Revolucionarias (FAR). Su primera acción fue la toma de Garín un mes después de que Montoneros tomara La Calera. Ambas organizaciones actuaron conjuntamente hasta fusionarse en 1973.

El 30 de julio de 1970, cuarenta guerrilleros tomaron durante una hora la ciudad de Garín, en el conurbano bonaerense, muy cerca de Campo de Mayo, la principal base militar del país. Significaba la aparición de las Fuerzas Armadas Revolucionarias (FAR). Las FAR tuvieron un origen que provino principalmente del Partido Comunista y la Federación Juvenil Comunista, bajo el liderazgo de Carlos Olmedo y Roberto Quieto, con ideología muy diferente del peronismo cristiano de donde provenía Montoneros. Otros grupos menores eran liderados por Arturo Lewinger, Élida Aída D'Ippolito (la gorda Amalia), Marcos Osantinsky y Carlos Herllman, y Julio Roqué, referente del grupo de los Comandos Populares Santiago Pampillón (CPSP), con base en Córdoba. Otros referentes de la organización eran Paco Urondo y Juan Pablo Maestre. Progresivamente FAR y Montoneros fueron acercando posiciones y actuando conjuntamente, hasta que en 1973 se fusionaron. 

Una de las peculiaridades de la organización fue su transición de un origen marxista-guevarista, dado que una gran cantidad de sus miembros fundadores provenían de las huestes juveniles del Partido Comunista (PC), a una posición que los llevó a realizar una relectura de la historia nacional y del peronismo en clave marxista.

El 27 de agosto el Comando Montonero Emilio Maza del Ejército Nacional Revolucionario «ejecutó» al sindicalista José Alonso, uno de los líderes del sector «participacionista» del sindicalismo argentino, que dejaba de lado el objetivo de luchar por la vuelta de Perón y promovía la participación del movimiento obrero en el gobierno militar, siguiendo los lineamientos corporativistas propuestos por Onganía.

#### Combate de William C. Morris

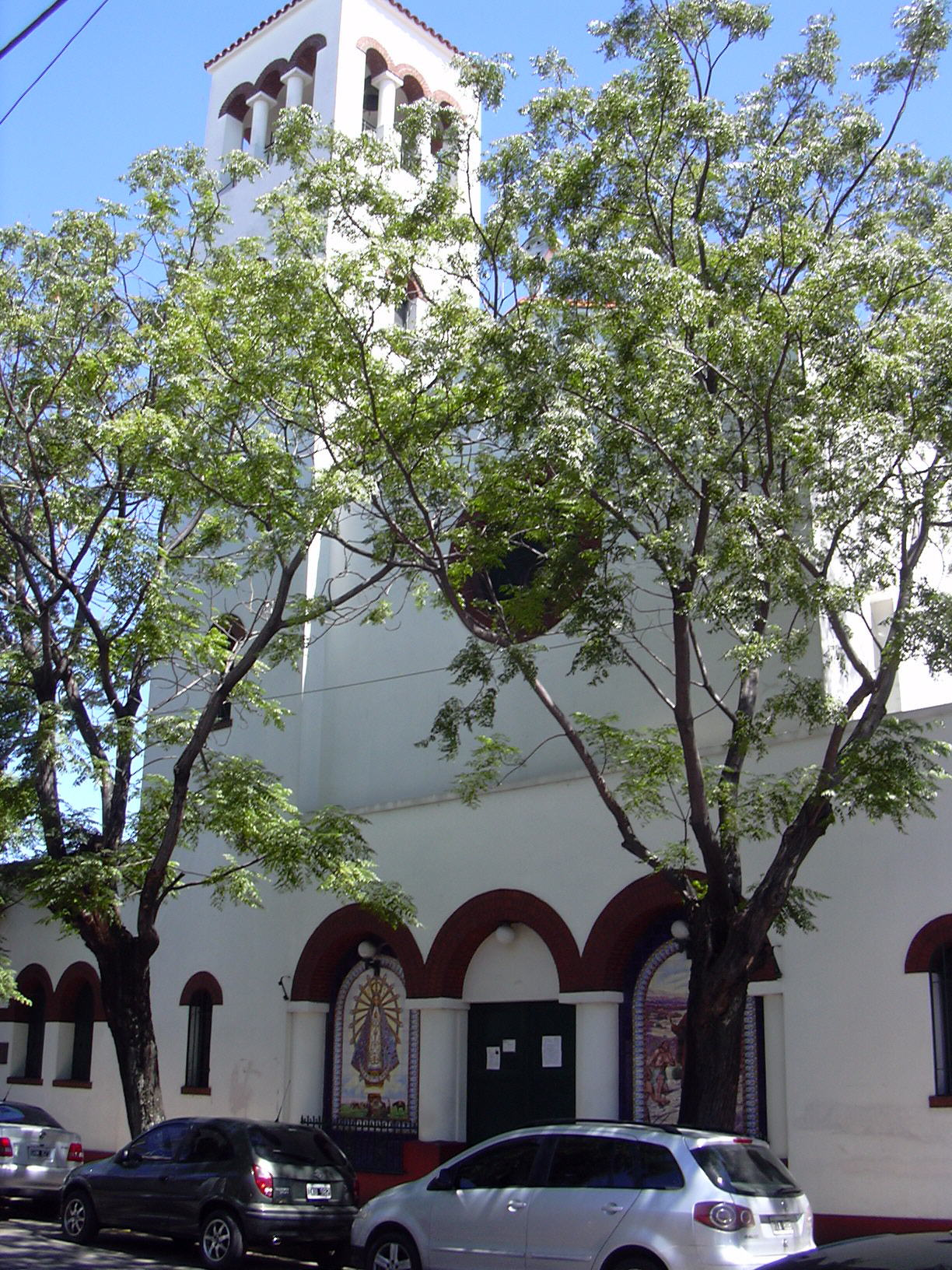
Parroquia de San Francisco Solano en Buenos Aires, donde fueron velados Abal Medina y Ramus. Cuatro años después el padre Mugica sería asesinado en la puerta de la misma parroquia.

El 7 de septiembre de 1970 la policía sorprendió a una parte de la cúpula de Montoneros cuando se aprestaba a realizar una reunión en el bar La Rueda, en la esquina de Potosí y Villegas de la localidad bonaerense de William C. Morris, generándose un combate en el que murieron Fernando Abal Medina y Carlos Gustavo Ramus, resultando detenido Luis Rodeiro. Sabino Navarro, por su parte, logró romper el cerco a pesar de estar herido en una pierna, mientras que Carlos Capuano Martínez se retiró ileso.
Abal Medina y Ramus fueron velados en la parroquia San Francisco Solano, ubicada en el barrio de Villa Luro de la ciudad de Buenos Aires, habilitada por los sacerdotes Rodolfo Ricciardelli y Jorge Vernazza. Durante la misa, el sacerdote Carlos Mugica, en el mismo lugar donde sería asesinado cuatro años después, pronunció las siguientes palabras:

No puedo sino pronunciar unas palabras de despedida para quienes fueron mis hermanos Carlos Gustavo y Fernando Luis, que eligieron el camino más duro y difícil por la causa de la dignidad del hombre. No podemos seguir con indefinición y con miedo, sin comprometernos. Recuerdo cuando con Carlos Gustavo hicimos un viaje al norte del país y allí lo vi llorar desconsolado al ver la miseria y el triste destino de los hacheros. Fue fiel a Cristo, tuvo un amor concreto y real por los que sufren; se comprometió con la causa de la justicia, que es la de Dios, porque comprendió que Jesucristo nos señala el camino del servicio. Es un ejemplo para la juventud, porque tenemos que luchar para alcanzar la sociedad justa y superar el mecanismo que quiere convertirnos en autómatas. Que este holocausto nos sirva de ejemplo.
Padre Carlos Mugica

En memoria de este hecho, el 7 de septiembre fue elegido como Día del Militante Montonero.

#### La puja por la «salida electoral»
La caída de Onganía el 8 de junio de 1970, hizo colapsar el proyecto de establecer una dictadura permanente, bajo la forma de un Estado burocrático-autoritario, en el marco de la doctrina de la seguridad nacional que Estados Unidos aplicaba para mantener el control de América Latina en la Guerra Fría contra el bloque soviético, otorgando a las fuerzas armadas la función de controlar internamente a las poblaciones y garantizar la orientación político-económica del Estado.
Anulado el Estado de derecho y cancelados los partidos políticos, los conflictos sociales solo pudieron expresarse de manera insurreccional. La palabra "subversión" se convirtió en un lugar común para justificar la represión contra quienes resistían a la dictadura. En esas condiciones y con la actividad política abolida, los conceptos de «revolución» —que también usaban las dictaduras— y «liberación», prendieron con fuerza en sectores de la juventud, incluso en las clases medias. Se generalizaron las puebladas insurreccionales (en los tres años que van de 1969 a 1972 se produjeron al menos 21 puebladas, de las cuales el Cordobazo fue la más conocida) y se instaló una actividad guerrillera urbana y rural, simultáneamente con un extraordinario incremento de la movilización política de la juventud, en los sindicatos y universidades.
La dictadura respondió a las movilizaciones juveniles, puebladas y la guerrilla, con una extrema represión, utilizando la tortura de manera generalizada, deteniendo a cientos de presos políticos y cometiendo decenas de asesinatos, mayoritariamente jóvenes manifestantes (Santiago Pampillón, Juan José Cabral, Máximo Mena, Adolfo Ramón Bello, Luis Norberto Blanco, Hilda Guerrero de Molina, etc.) negando que se tratara de una situación de derecho de resistencia a la opresión.
En esas condiciones el general Roberto Marcelo Levingston asumió el poder en junio de 1970, con el objetivo de alcanzar una «salida electoral» controlada por los militares y los sectores civiles aliados. De inmediato se inició un acercamiento político entre Juan Domingo Perón y Ricardo Balbín. Luego se incluirá también Arturo Frondizi, el tercero de los grandes referentes políticos de la época. Perón y Balbín eran en ese momento, las máximas expresiones de los sectores peronista y de los antiperonistas, en que el país se había dividido desde 1945. Balbín, por entonces líder de la Unión Cívica Radical del Pueblo, tomó contacto con Jorge Daniel Paladino, delegado personal de Perón, que permanecía exiliado en España y proscripto en Argentina. Balbín le transmitió a Paladino su propuesta de reunir a los partidos políticos a fin de acordar una serie de líneas democráticas comunes y emprender colectivamente negociaciones con la dictadura para la "salida política" del régimen hacia un gobierno elegido por la población. Perón a su vez, apoyó la propuesta de Balbín y le escribió una carta personal, fechada el 25 de septiembre de 1970, en la que el fundador del peronismo le dice al presidente de la UCRP:

Estimado compatriota: (…) Tanto la Unión Cívica Radical del Pueblo como el Movimiento Nacional Justicialista son fuerzas populares en acción política. Sus ideologías y doctrinas son similares y debían haber actuado solidariamente en sus comunes objetivos. Nosotros, los dirigentes, somos probablemente los culpables de que no haya sido así. No cometamos el error de hacer persistir un desencuentro injustificado. (…) Separados podríamos ser instrumentos, juntos y solidariamente unidos, no habrá fuerza política en el país que pueda con nosotros y, ya que los demás no parecen inclinados a dar soluciones, busquémoslas entre nosotros, ya que ello sería una solución para la Patria y para el Pueblo Argentino. Es nuestro deber de argentinos y, frente a ello, nada puede ser superior a la grandeza que debemos poner en juego para cumplirlo.
Carta de Juan Domingo Perón a Ricardo Balbín, 25 de septiembre de 1970

El 11 de noviembre de 1970, representantes de los partidos Unión Cívica Radical del Pueblo (UCRP), Peronista, Socialista Argentino, Conservador Popular y Bloquista, constituyeron el agrupamiento llamado La Hora del Pueblo, exigiendo elecciones inmediatas, sin exclusiones y respetando a las minorías.
Comenzó así una compleja pulseada, condicionada por múltiples tensiones e intereses, internas y externas, en torno a una «salida electoral» que fuera una alternativa efectiva al estado insurreccional que crecía en Argentina, y que al mismo tiempo abordara la cuestión de la legalización del peronismo y la vuelta de Perón al país, que constituía un límite inaceptable para los sectores más antiperonistas de las Fuerzas Armadas y de los grupos de poder conservadores, pero que al mismo tiempo constituía una condición indispensable para el propio Perón y el sector del peronismo que rechazaba la posibilidad de un «peronismo sin Perón».
La actividad insurreccional continuó después de la caída de Onganía. En noviembre de 1970 se produjeron el segundo Tucumanazo y el Catamarqueñazo; en marzo de 1971 sucedió el Viborazo, que causó la caída del dictador Levingston y su reemplazo por el general Alejandro Agustín Lanusse. Lanusse era el líder indiscutible del Ejército y del bando «azul» (antiperonista moderado) que venció al bando «colorado» (antiperonista radical, liderado por la Armada) durante el conflicto militar acaecido entre 1962 y 1963. Asumió el poder con un plan para la «salida electoral» que denominó Gran Acuerdo Nacional (GAN), que consistía en un acuerdo político-social, entre los militares y los grupos de poder actuantes en Argentina, incluyendo al peronismo y el sindicalismo, para posibilitar una «salida electoral» cuyo resultado fuera aceptable para todos. El objetivo del GAN era consagrar electoralmente un gobierno cívico-militar republicano, con el propio Lanusse como presidente de consenso, aceptando el hecho de que no era conveniente que el peronismo volviera al poder en lo inmediato y sobre todo de que Perón pudiera presentarse como candidato. Los siguientes dos años serían una partida de ajedrez entre Lanusse y Perón.
En esa situación, Montoneros tenía las opciones de adoptar una estrategia denominada de «guerra popular prolongada», rechazando toda posible «salida electoral», o de impulsar una estrategia de debilitamiento de la dictadura que la obligara a aceptar una «salida electoral», sin condicionamientos, con participación plena del peronismo y la posibilidad de que Perón pudiera presentarse como candidato. Ambas posibilidaes se expresaron en la época con dos consignas contrapuestas: la primera era «Ni golpe ni elección, revolución» y la segunda, «Elecciones libres y sin proscripciones». Tanto Montoneros como FAR, si bien con disidencias internas, optaron por presionar una «salida electoral» sin restricciones de ningún tipo, para lo cual abrieron los llamados «frentes de masas», para canalizar la militancia política juvenil, femenina, sindical, estudiantil y barrial, que conformaron la Tendencia Revolucionaria del Peronismo.

#### La «Federación»

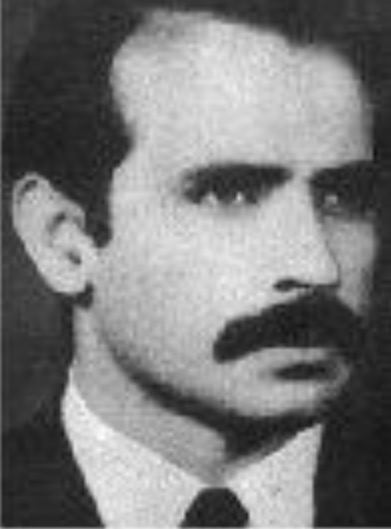
José Sabino Navarro, coordinador de Montoneros durante la etapa de la "federación", es herido en un enfrentamiento en julio de 1971 y se suicida antes de ser atrapado.

Los desastres de junio de 1970 en La Calera y de septiembre en William C. Morris dejó a Montoneros sin sus líderes y con la mayoría de sus miembros descubiertos, por lo que quienes no habían sido detenidos o muertos debieron refugiarse en sus respectivos grupos regionales y limitar sus contactos. La organización quedó sin una verdadera conducción nacional y tomó la forma de una "federación", con escasos contactos entre los grupos, lo que postergó la discusión política sobre la estrategia a adoptar.
Durante ese período hubo cuatro «regionales» autónomas: Buenos Aires, Córdoba, el noroeste y Santa Fe., cada una contaba entre quince y treinta combatientes, organizados en células de cuatro o cinco integrantes denominadas "unidades básicas de combate", con un responsable y un territorio de operaciones. Los guerrilleros usaban nombres de guerra, organizaban su vida sin llamar la atención y mantenían la información “compartimentalizada” en cada grupo, para reducir al mínimo las sospechas de vecinos y los daños de una detención.
La regional Buenos Aires era la que tenía la mayor cantidad de combatientes y la que consiguió el mayor desarrollo de masas con el crecimiento de la JP en 1971. El tamaño y densidad poblacional del territorio de actuación facilitaba el anonimato y proveía mejores condiciones de seguridad que el llamado "interior" del país. Luego de las caídas de Abal Medina y Ramus, la conducción quedó en manos de José Sabino Navarro, porque su grupo había sido menos golpeado y quedado mucho menos expuesto que el "grupo Fundador" y cuando viajaba a las otras regionales, era reemplazado por Carlos Hobert o Mario Firmenich.
La regional Santa Fe quedó, tras la caída de Mario Ernst, bajo el comando de Ricardo René Haidar; tenía su base principal en la ciudad de Santa Fe, establecida en los años anteriores por el Grupo Santa Fe, recurriendo sobre todo al Ateneo Santa Fe, una agrupación estudiantil que actuaba en la Universidad del Litoral.
La regional Córdoba, virtualmente desmantelada después de La Calera quedó bajo el comando de Alejandro Yofre con el apoyo de algunos cuadros de Río Cuarto y fue reorganizada, e incluso extendida hacia San Luis, San Juan y Mendoza, bajo la responsabilidad de Alberto Molinas.
La regional Noroeste, organizada por el Grupo Reconquista, recibió una importante cantidad de guerrilleros trasladados por seguridad de otras partes del país y quedó bajo el comando de Roberto Cirilo Perdía y Fernando Vaca Narvaja, en Tucumán y Salta, respectivamente.
El principio básico de la actividad guerrillera de Montoneros, como el de toda guerrilla, era el factor sorpresa. Los operativos debían ser rápidos, siguiendo las consignas de “concentración y dispersión” y “golpear y desaparecer”, evitando el enfrentamiento abierto con la policía o el Ejército. En esa época dieron prioridad a copar comisarías o puestos policiales, para apoderarse de armas, municiones y uniformes, o bancos y empresas, para obtener dinero, utilizando grupos de siete u ocho guerrilleros, en operativos que duraran unos breves minutos. Cada operativo era reconocido mediante un comunicado o pintadas en el lugar, con el fin de que obrara también como “propaganda armada”, como se la denominada. En este período Montoneros realizó dos o tres operativos por mes, relativamente menores y principalmente en Buenos Aires. Algunas de las acciones fueron el asalto al Registro Civil de Bella Vista en diciembre de 1970, para obtener material para falsificar documentos de identidad, la toma de la Casa Histórica de Tucumán en febrero de 1971, el atentado contra el Jockey Club de Santa Fe en marzo de 1971, el asalto al Banco de Boulogne de Villa Ballester en junio de 1971, donde obtuvieron 88 000 dólares, etc. La operación más importante de 1971 fue la toma, en junio, de San Jerónimo Norte, una pequeña ciudad de cinco mil habitantes ubicada a 45 km de la ciudad de Santa Fe, donde asaltaron el banco y tomaron la comisaría llevándose las armas. La prensa nacional cubrió el hecho y lo consideró como una “reaparición” de Montoneros, luego de la caída de Abal Medina y Remus.
En los primeros meses de 1971 José Sabino Navarro comenzó a viajar frecuentemente por el país para tomar contacto con las regionales, con el fin de reconstituir una conducción nacional. El 25 de junio estuvo a punto de ser capturado y mató a los policías bonaerenses Domingo Moreno y Fernando Cidraque. Un mes después fue interceptado en la provincia de Córdoba, sobre la Ruta Nacional 36 y resultó herido; estuvo una semana intentando escapar por el campo, pero finalmente la herida le impidió continuar y se suicidó antes de ser atrapado. En esa ocasión muere también Juan Antonio Díaz y resulta detenido Jorge Cottone.
La muerte de Sabino Navarro fue uno de varios golpes graves sufridos por la organización antes de que comenzara a masificarse a mediados de 1972. En la regional noroeste fueron apresados Fernando Vaca Narvaja, Edmundo Candiotti, Susana Lesgart, Mariano Pujadas, Carlos Figueroa, Rosa del Carmen Quinteros y Jorge Raúl Mendé, además de varios miembros de las FAR, paralizando prácticamente a la regional. En Santa Fe fueron detenidos catorce guerrilleros y muchos colaboradores y resultó muerto Oscar Alfredo Aguirre; mientras que en Rosario fueron heridos y detenidos René Oberlín y Juan Ernest. En Córdoba murieron dos guerrilleros y fueron detenidos otros tres. En Buenos Aires murió Jorge Guillermo Rossi en un tiroteo con el dirigente de Nueva Fuerza Roberto Uzal, quien también murió al intentar defenderse de su secuestro; como consecuencia de ello fueron detenidos cuatro montoneros.
En ese momento la organización quedó reducida a su mínima expresión, con solo trece miembros, siendo Carlos Hobart el único que no era buscado por la policía. Por esa razón, Hobart fue el encargado de establecer contactos políticos, que le permitiera a Montoneros salir del encierro. Hobart se conectó con sindicalista y militantes que habían estado vinculados a la experiencia de la CGT de los Argentinos, en la que había participado, y con JAEN, una agrupación universitaria liderada por Rodolfo Galimberti.

#### La Juventud Peronista

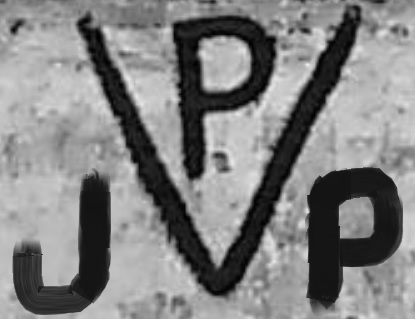
Logotipo de la Juventud Peronista.

La "apertura política" colocaba a Montoneros en un lugar político contradictorio: por un lado habían adquirido un muy alto perfil dentro de la Resistencia Peronista, pero por otro lado se trataba de un grupo de jóvenes con escasas relaciones políticas, cercado y reducido a su mínima expresión. En esas condiciones Rodolfo Galimberti, líder de una agrupación universitaria peronista llamada JAEN (Juventudes Argentinas para la Emancipación Nacional), logró conectarse con Carlos Hobart y se ofrece para llevar una carta de la organización guerrillera a Perón, explicando las causas de las "ejecuciones" de Aramburu y el sindicalista José Alonso y sus intenciones de continuar actuando como el brazo armado del movimiento peronista. La carta está fechada el 9 de febrero de 1971.
Galimberti logró que Perón lo recibiera pocos días después en Madrid, donde se encontraba exiliado, y que escribiera una carta de respuesta y grabara un mensaje de audio dirigido a "los compañeros de la juventud", que fue transcripta y publicada por la revista Cristianismo y Revolución en junio bajo el título de "Perón habla a la juventud".
La carta de Perón a Montoneros está fechada el 20 de febrero de 1971. Allí se manifiesta "completamente de acuerdo y encomio todo lo actuado” con respecto a Aramburu y, sobre la "ejecución" de José Alonso, desmiente categóricamente "que haya perturbado plan táctico alguno". Con respecto a la evolución de la situación política, responde que no cree que los militares estén dispuestos a dar elecciones sin proscripciones, pero aclara que “no se puede despreciar la oportunidad de forzar también este factor”, anticipando su apoyo a una salida electoral si se pudiera "forzar" que se realizara en condiciones de libertad. Finalmente, Perón se refiere a la vinculación que Montoneros podría tener con el movimiento peronista en estos términos:

Como les explicará el compañero [por Galimberti], mientras las organizaciones de superficie obedecen a una conducción centralizada, las organizaciones que se encargan de la “guerra revolucionaria” tienen absoluta independencia en su conducción y coordinada nada más que por los objetivos.
Juan Domingo Perón.

En la grabación dirigida a "los compañeros de la juventud", Perón caracteriza la situación diciendo que "la Patria vive días inciertos y dramáticos, sometida al vasallaje de sus fuerzas de ocupación... [en la que] luchar es un deber", negando toda legalidad a la dictadura militar. Habla de la "juventud maravillosa" —una expresión que adquirirá a partir de entonces un peso alegórico para la Juventud Peronista— y se extiende en consideraciones sobre el papel de la lucha armada en aquel momento. Denomina a las organizaciones guerrilleras como "formaciones especiales":

El Movimiento Peronista ha de estar organizado apropiadamente para ello, en forma que permita la lucha orgánica de superficie, y pueda hacer frente también a las formas cruentas que suelen ser impuestas por las dictaduras como la que azota al país en nuestros días. Las formaciones especiales encargadas de lo último, deben tener características especiales y originales, como especiales y originales son las funciones que deben cumplir. Ellas actúan tanto dentro de nuestro dispositivo, como autodefensa, como fuera de él, en la lucha directa de todos los días dentro de las formas impuestas por la guerra revolucionaria.
Juan D. Perón (Perón habla a la juventud)

"A partir del explícito apoyo de Perón y de la simpatía que había concitado la muerte de Aramburu, Montoneros gozaba de una no despreciable popularidad entre las bases peronistas", dice el investigador Lucas Lanusse.
El 26 de julio de 1971 Montoneros realiza su primera acción conjunta con las FAR, tomando la comisaría de Villa Mariano Moreno en Tucumán, apoderándose de las armas sin derramar sangre. Tres días después, ambas organizaciones y las FAP, "ajusticiaron" al mayor Julio Ricardo Sanmartino, exjefe de policía de Córdoba y organizador de grupos paramilitares. En este período llegó a funcionar una efímera coordinación tripartita/cuatripartita entre Montoneros, las FAR, las FAP y Descamisados, bajo la sigla OAP: Organizaciones Armadas Peronistas. Arrostito atribuye el fracaso en constituir las OAP a "la polémica interna de FAP", "el izquierdismo de FAR" y "la incoherencia de Descamisados".
El 30 de junio había sido sancionada la Ley de Partidos Políticos, restableciendo su legalidad y habilitando la afiliación, iniciando así el tenso camino que culminaría en las elecciones de marzo de 1973. 
Mientras tanto, Rodolfo Galimberti se había convertido en el nexo entre Perón y Montoneros y el 27 de noviembre de 1971, Héctor J. Cámpora, recientemente designado delegado personal de Perón en Argentina, anunció que Perón había nombrado a Galimberti como representante de la Juventud en el Consejo Superior del Movimiento Peronista. Desde esa posición Galimberti crea el Consejo Provisorio de la Juventud Peronista (JP o Jotapé), que a su vez se da una organización en regionales, replicando la estructura de Montoneros, para unificar a los diversos grupos juveniles que venían actuando separadamente hasta ese momento. En seis meses ya contaba con más de 80 000 militantes. Esa estructura comenzó a funcionar a comienzos de 1972 y sería conocida desde entonces como JP Regionales, que si bien formalmente incluía diversos grupos juveniles peronistas, en los hechos se fue constituyendo gradualmente en el principal "frente de masas" de Montoneros, hasta culminar a mediados de 1973 cuando Montoneros "ya pasa a obtener el control orgánico absoluto de la JP".
En noviembre de 1971, una encuesta realizada por la International Political Science Asociation (IPSA) indicó que una gran parte de la sociedad argentina aprobaba la violencia guerrillera, alcanzando el 53 % en Córdoba, el 51 % en Rosario y el 4 5% en Buenos Aires.

#### El trabajo barrial
Montoneros dio prioridad a la acción política y social en los barrios populares y villas miseria, instalando unidades básicas organizadas por la Juventud Peronista, vinculando a jóvenes de clase media, que eran estudiantes secundarios o universitarios, con la población trabajadora que habitaba en los barrios periféricos de las ciudades. Este tipo de militancia significaba concentrarse en la resolución de los problemas de vivienda, urbanismo y condiciones de vida de los sectores populares. En 1973 se crearían el Movimiento Villero Peronista y el Frente de Inquilinos, como "frentes de masas" específicos.

#### "Luche y vuelve": la masificación

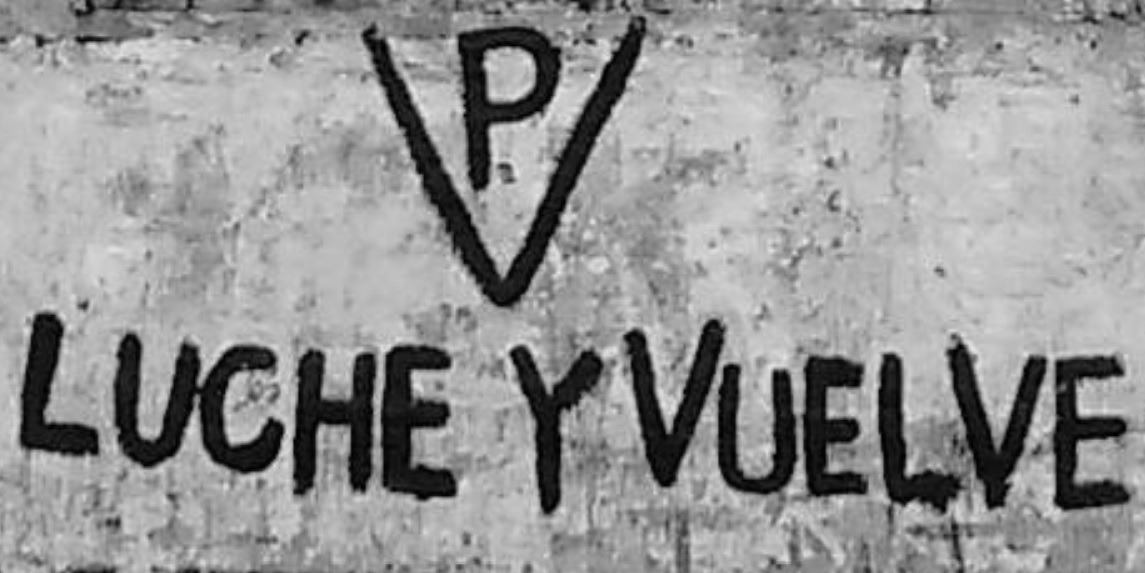
En 1972 Montoneros adhiere y promueve la consigna "Luche y vuelve", convocando a la lucha para lograr que Perón pudiera volver a la Argentina, que tuvo gran adhesión popular.

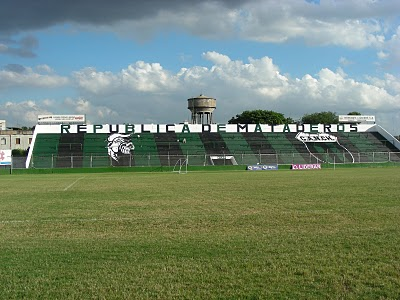
Estadio del club Nueva Chicago, baluarte del peronismo en la Resistencia, donde Montoneros y la Juventud Peronista organizó el acto en el que se lanzó la consigna "Luche y vuelve", el 28 de julio de 1972.

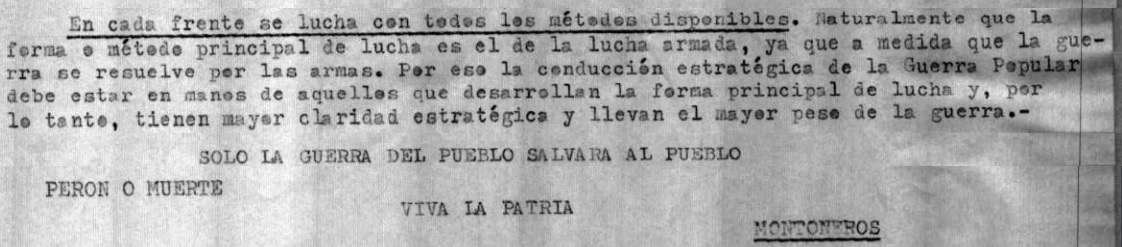
Párrafo final del primer documento de Montoneros, "Línea Político-Militar", debatido en diciembre de 1971.

Debido a las bajas y las dificultades para incorporar nuevos miembros, a comienzos de 1972, el tamaño de Montoneros "no era mucho más grande que el de comienzos de 1971". Recién en agosto de 1971, un año y medio después de su aparición, había podido realizar su primer Congreso Nacional, con la participación de seis regionales (Buenos Aires, Córdoba, Litoral, Noroeste, Noreste y Cuyo), en gran medida gracias al trabajo realizado por Sabino Navarro. El Congreso había resuelto que cada regional eligiera su propia dirección, mientras que la Conducción Nacional estaría integrada por los jefes de cada regional. Y tuvieron que esperar hasta diciembre de 1971 para realizar la primera reunión de Conducción Nacional, donde se presentó para discutir el primer documento político-militar elaborado por Montoneros. Firmenich asumió entonces el primer lugar en la Conducción Nacional y la mantendría en adelante. Otros jefes nacionales fueron Roberto Perdía (Noroeste), Carlos Hobert (Buenos Aires), Raúl Yager (Litoral) y Paco Urondo (Cuyo). La organización había establecido una estructura de grados militares: en la base se ingresaba como miliciano y el primer ascenso era como aspirante; a partir de allí el combatiente se convertía en oficial (raso, segundo, primero, mayor y superior). Como medida de seguridad, cada uno era referido por su nombre de guerra.
Montoneros estaba todavía dividido internamente entre los sectores que proponían como objetivo primario presionar para que la dictadura convocara a elecciones libres, con el fin de ganarlas y formar parte de un "gobierno popular" y aquellos que desconfiaban de la "salida electoral", proponiendo mantenerse aparte del proceso político, persistiendo en la lucha armada hasta lograr "la revolución", con la consigna «Ni votos, ni botas, fusiles y pelotas».

Existía una controversia política que se arrastraba desde que Montoneros había tomado la decisión de participar en el proceso electoral: «Cámpora al Gobierno, Perón al Poder». Decisión que no era compartida por la totalidad de la Organización. De hecho, en los diferentes niveles de conducción, éramos pocos los compañeros que promovíamos con entusiasmo nuestra participación en las elecciones, lo cual implicaba desplazar nuestra prioridad de las acciones político-militares, a las acciones políticas. Muchos tenían dudas y unos pocos estaban en contra.
José Amorín

Al finalizar 1971 la Conducción de Montoneros debatió y elaboró el primer documento de la organización, de carácter interno, titulado "Línea político-militar". En dicho documento Montoneros insiste en remarcar la centralidad de la lucha armada y "la guerra" a la que caracteriza como "la forma más alta de lucha política", reconociendo la validez de "la lucha electoral" —definida como "la movilización popular por sus reivindicaciones, su programa y su Líder"—, pero como método secundario, subordinado a la lucha armada y la construcción de un "ejército popular", que tenga como objetivo "la liberación nacional y la construcción nacional del socialismo". En las conversaciones mantenidas con Montoneros durante 1972 y 1973, Perón dejó en claro que la guerrilla era una herramienta esencial para debilitar a la dictadura y lograr elecciones libres, pero que una vez establecido un gobierno popular Montoneros debía reconvertirse asumiendo un papel central en la política social hacia los sectores más desposeídos, desempeñando un papel equivalente al que había jugado la Fundación Eva Perón en su gobierno. Ambas visiones comenzarían a bifurcarse luego de las elecciones.
El jefe de la regional Buenos Aires, Carlos Hobert terminó con las dudas al hacer pública su posición por “elecciones sin proscripción”. La decisión de participar activamente en las elecciones, significó que un sector de Montoneros se separara de la organización bajo el nombre de Columna Sabino Navarro ("los sabinos"), pero simultáneamente se integraron otras organizaciones guerrilleras peronistas, como un sector de las Fuerzas Armadas Peronistas (FAP) y la agrupación Descamisados. Por su parte, las FAR, desconfiaban de la "salida electoral" y proponían utilizarla como plataforma para una gran insurrección armada, con la consigna “Con las urnas al gobierno, con las armas al poder”.
Desde comienzos de 1972 y de la mano con la convocatoria a elecciones realizada por la dictadura, Montoneros comenzó a masificarse, especialmente sus incipientes "frentes de masas" (barrial, estudiantil, sindical, femenino). El momento es conocido como la etapa de "el engorde". El primer frente de masas que se masificó fue la "rama juvenil" organizada por la JP Regionales que conducía Rodolfo Galimberti. En solamente doce meses la JP se transformó en la organización con mayor capacidad de
convocatoria y movilización dentro del peronismo, pasando de movilizar cinco mil personas en febrero de 1972, a movilizar cien mil personas al inicio de 1973. El frente universitario tuvo escaso desarrollo antes de 1973, con excepción de la Universidad Nacional de La Plata, donde actuaba la Federación Universitaria para la Revolución Nacional (FURN) —aún no se había conformado la Juventud Universitaria Peronista (JUP) como expresión universitaria nacional de la Tendencia—.
Una serie de actos organizados por la JP fueron potenciando y unificando la movilización juvenil alrededor de Montoneros y la Tendencia. En enero de 1972 hubo un acto en Ensenada y en mayo otro en Merlo, ambos en el conurbano obrero de Buenos Aires. El 9 de junio, se lanzó la campaña electoral en la Federación Argentina de Box y el 28 de julio una multitud llenó el estadio de Nueva Chicago, club muy activo en la Resistencia Peronista, donde la Tendencia adhirió a la consigna “Luche y Vuelve”, creada por el PJ.

El vehículo fundamental para la orientación montonera hacia los movimientos de masa fue la Juventud Peronista, desde cuyo interior, después de varios años de desunión y anarquía, se hicieron grandes esfuerzos —desde mediados del 71— para conseguir la unidad, creando una fuerza movilizadora, agitadora y organizativa llena de dinamismo.
Richard Gillespie

De cara a la "salida electoral" Perón se dio una estrategia de alianzas de gran amplitud, con una dimensión política que incluía a todos los partidos y líderes políticos, incluyendo a los que habían sido antiperonistas en 1955, y una dimensión socioeconómica sobre la base de un "pacto" sindical-empresarial, promoviendo a tal efecto, para la conducción de la CGT a José Ignacio Rucci, uno de los pocos dirigentes sindicales de importancia que por entonces adherían al objetivo de poner en primer plano la lucha por la vuelta de Perón.
Para organizar al Movimiento Peronista, Perón concibió una estructura en cuatro ramas (política, sindical, femenina y juventud). El año anterior había nombrado nuevo delegado personal a Héctor J. Cámpora, un histórico dirigente que mantenía buenas relaciones con Montoneros y La Tendencia. Por otra parte Montoneros controlaba la rama juvenil del movimiento a través de Galimberti y la JP, y comenzaba a organizar las demás ramas juveniles (universitaria, secundaria, trabajadora, villera y femenina), que comenzaban a estructurarse. Finalmente, el hecho de que la mayor parte de los sindicatos más poderosos creyeran que la vuelta de Perón no sucedería, hizo que el sindicalismo, con excepción de Rucci y un sector de sindicatos menos determinantes, estuviera poco activo durante el año y medio anterior a las elecciones de marzo de 1973, permitiendo así que Montoneros y la JP, principalmente, ocuparan un lugar destacado, tanto en las movilizaciones masivas como en los nuevos liderazgos que se iban conformando de cara a un eventual triunfo electoral. En esa época también se empezó a publicar la revista El Peronista, "órgano de difusión" oficial del grupo.

#### Avance del peronismo en la juventud de clase media
Montoneros canalizó un fenómeno singular de la política argentina en la década de 1970 que fue el avance del peronismo en un sector considerable de la clase media, especialmente de la juventud, que tradicionalmente había rechazado el peronismo. Este sector juvenil de clase media adhirió al llamado genéricamente "peronismo revolucionario" o "izquierda peronista" e ingresó masivamente a Montoneros y sus frentes de masas, especialmente estudiantiles, llevando adelante una práctica de trabajo solidario en barrios populares y villas miseria, y en menor medida en los sindicatos. Los orígenes ideológicos de esos sectores de clase media fueron muy heterogéneos, desde la militancia católica y la teología de la liberación, pasando por el nacionalismo, hasta las corrientes marxistas, socialistas y guevaristas, manifestándose en la bandera de la "unidad obrero-estudiantil", que venía desde la época de la Reforma Universitaria de 1918 y que vinculó al movimiento estudiantil con el movimiento sindical en las grandes puebladas realizadas entre 1969 y 1972, que tuvo al Cordobazo como emblema.
Esta composición juvenil de clase media de Montoneros, ha sido reiteradamente señalada y fue considerada como dato de importancia por Norma Arrostito, en el documento escrito en la ESMA poco antes de ser asesinada en 1976:

La OPM se conforma con elementos surgidos desde los más diversos sectores políticos: nacionalistas, peronistas, católicos, demócratas cristianos y marxistas de todo tipo; siendo entre estos, la clase media mayoritaria por muy amplio margen.
Norma Arrostito

Para Arrostito la masificación de Montoneros y la consecuente vinculación de los sectores juveniles de clase media con "las mayorías populares", fue la causa principal de su "apogeo", del mismo modo que la pérdida de ese vínculo con "las masas" generada por el enfrentamiento con Perón en 1973 y 1974, fue la causa principal de su "decadencia". En esta época, también el grupo sumó más simpatizantes a su ala armada.

La juventud peronista canaliza esa adhesión y la va convirtiendo en un fenómeno político tras una causa y un objetivo. La guerrilla peronista invocando a Perón, a través de la propaganda armada, surge como expectativa para las masas peronistas...
Norma Arrostito

#### Fuga del Penal de Rawson y Masacre de Trelew

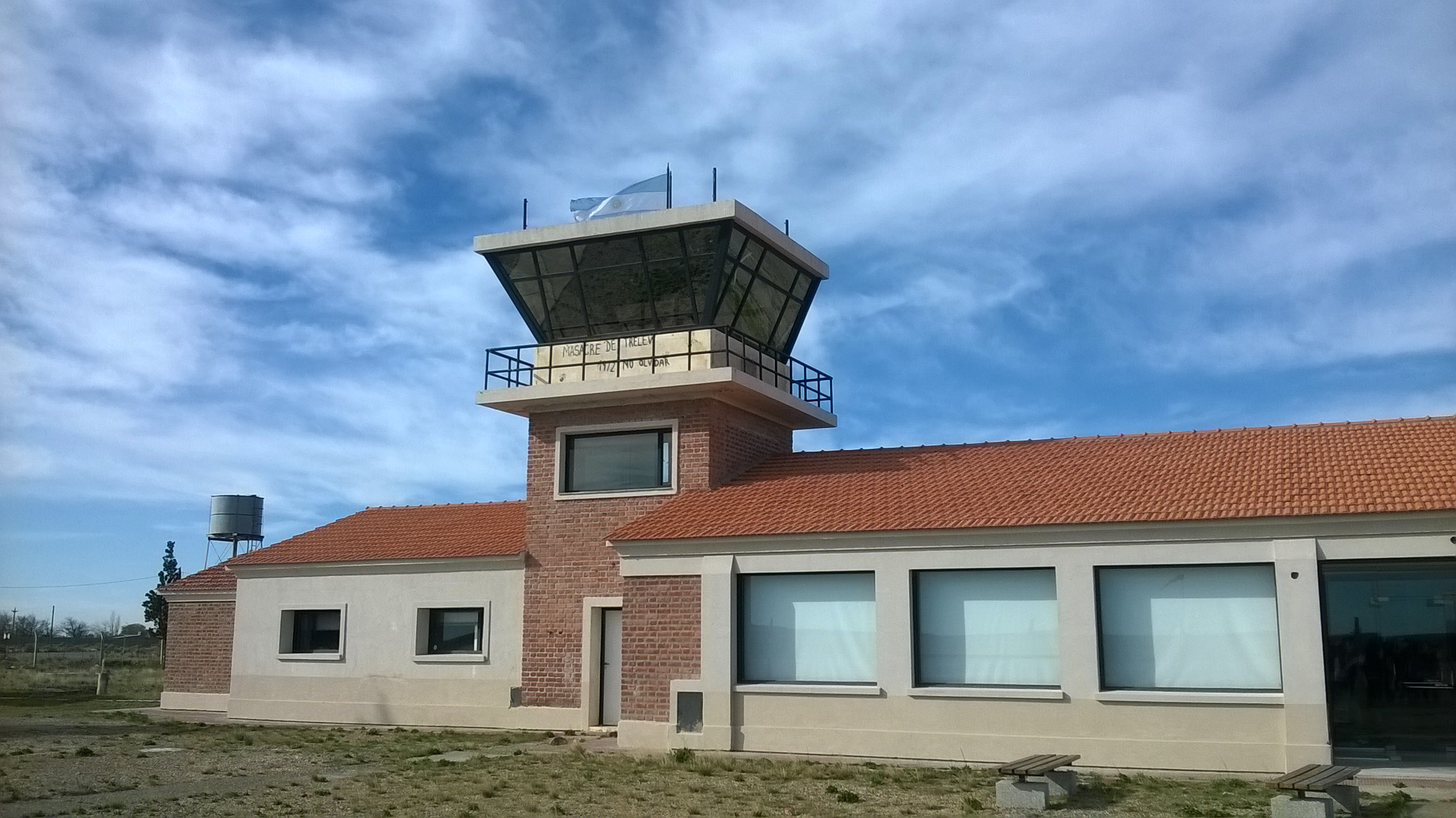
Antiguo aeropuerto de Trelew, actual Centro Cultural por la Memoria.

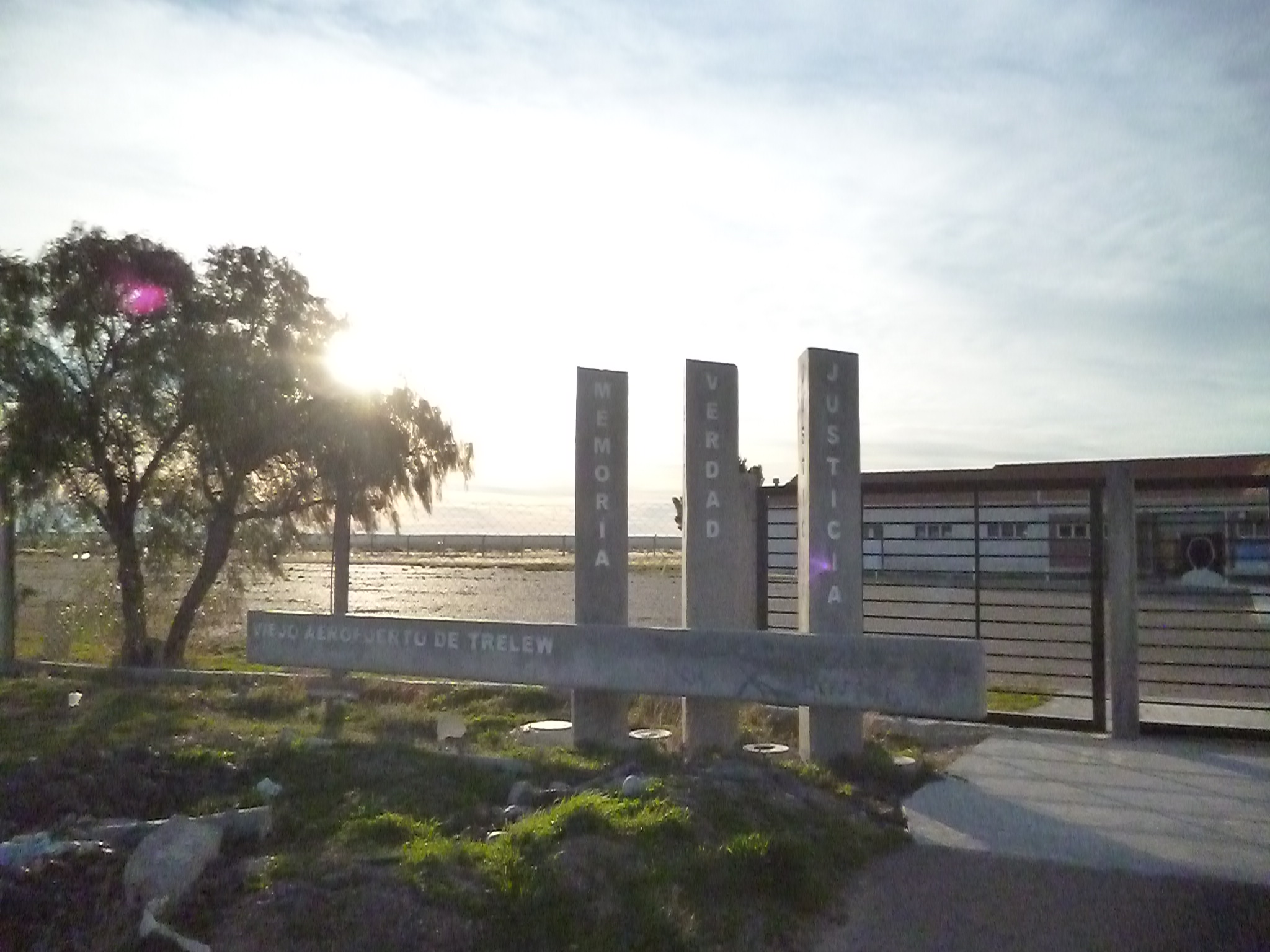
"Memoria, verdad y justicia", monumento en memoria de los "Mártires de Trelew", como han sido denominados.

En 1972, varias organizaciones guerrilleras (Montoneros, FAR, ERP) acordaron una acción conjunta para organizar una fuga masiva de guerrilleros y militantes detenidos en el Penal de Rawson, en la Patagonia. La fuga resultó parcialmente exitosa, ya que lograron fugarse en avión hacia Chile seis altos dirigentes de Montoneros, las FAR y el ERP, y tuvo características espectaculares porque los medios de comunicación transmitieron en directo las negociaciones entre los guerrilleros y los militares, para acordar los términos de rendición de los que no habían logrado fugarse, pero permanecían en control de la cárcel y el aeropuerto.
Los seis líderes guerrilleros que lograron fugarse fueron Fernando Vaca Narvaja (Montoneros), Marcos Osatinsky (FAR), Roberto Quieto (FAR), Mario Roberto Santucho (ERP), Enrique Gorriarán Merlo (ERP) y Domingo Menna (ERP). 
Luego de la rendición, los 19 guerrilleros que habían llegado al aeropuerto y tomado control de él, no fueron llevados de vuelta a la cárcel, sino que fueron trasladados a la Base Aeronaval Almirante Zar. Una semana después fueron ametrallados, resultando asesinados 16 de ellos y tres sobrevivieron. Los fallecidos fueron: Alejandro Ulla (ERP), Alfredo Kohan (FAR), Ana María Villarreal de Santucho (PRT-ERP), Carlos Alberto del Rey (PRT-ERP), Carlos Astudillo (FAR), Clarisa Lea Place (PRT-ERP), Eduardo Capello (PRT-ERP), Humberto Suárez (PRT-ERP), Humberto Toschi (PRT-ERP), José Ricardo Mena (PRT-ERP), María Angélica Sabelli (FAR), Mariano Pujadas (Montoneros), Mario Emilio Delfino (PRT-ERP), Miguel Ángel Polti (PRT-ERP), Rubén Pedro Bonnet (PRT-ERP) y Susana Lesgart (Montoneros). Lograron sobrevivir Alberto Miguel Camps (FAR), María Antonia Berger (FAR) y Ricardo René Haidar (Montoneros). 
La Masacre de Trelew, cometida por la Marina —donde predominaba una postura antiperonista radicalizada— se produjo apenas seis meses antes de las elecciones presidenciales del 11 de marzo de 1973, convocadas por Alejandro Agustín Lanusse, admitiendo por primera vez desde 1955 la participación del peronismo. Lanusse impulsaba una "salida electoral" denominada Gran Acuerdo Nacional (GAN), a partir de un acuerdo entre los militares, la Unión Cívica Radical y un sector del peronismo, que posibilitara una institucionalidad pacífica y estable, sin la presencia de Perón y bajo supervisión militar de última instancia. Los sectores conservadores y militares más radicalizados, se oponían a que las elecciones se realizaran con participación del peronismo, razón por la cual endurecieron la presión sobre las fuerzas políticas y el propio Lanusse. En ese contexto se produjo la Masacre de Trelew, debilitando la posición negociadora de Lanusse y alejando al peronismo de la posibilidad de alcanzar acuerdos que garantizaran la estabilidad política, entre ellos la situación de las organizaciones guerrilleras.
Dos días después de la Masacre de Trelew, la Junta Militar reformó la Constitución, imponiendo entre otros cambios, la obligación de que el presidente fuera elegido por mayoría absoluta, lo que llevó a establecer un sistema de balotaje, con el fin de reducir las posibilidades de triunfo del peronismo y promover la victoria de una amplia coalición antiperonista. La masacre de Trelew generó una oleada de indignación popular que se expresó en la generalización de la consigna «La sangre derramada no será negociada», que acentuó el clima insurreccional y debilitó las condiciones para encaminarse hacia una institucionalidad condicionada y pacífica.
Cuarenta años después, el 15 de octubre de 2012, el Tribunal Federal de Comodoro Rivadavia resolvió condenar a prisión perpetua a Emilio Del Real, Luis Sosa y Carlos Marandino como autores de la masacre, aplicándole la calificación de «crimen de lesa humanidad».

#### Perón vuelve

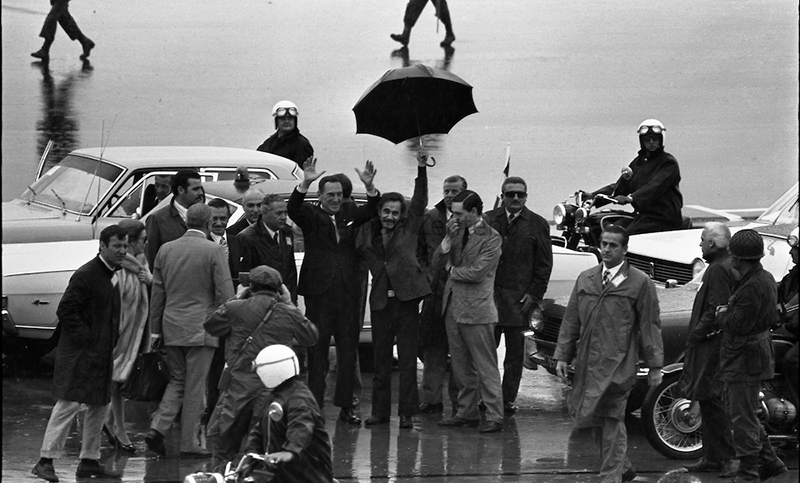
Perón recibido por Rucci y Juan Manuel Abal Medina, en el aeropuerto de Ezeiza, al momento de volver a la Argentina luego de 17 años de exilio, el 17 de noviembre de 1972.

El exilio de Perón y la lucha por su regreso, había sido una de las cuestiones políticas centrales de la política argentina a partir de 1955. Los medios de comunicación habían hecho familiar la expresión "el tirano prófugo", cuando decir su nombre se castigaba con pena de prisión y clausura. El fracaso de sus intentos de regresar al país en 1957 y 1964, había debilitado el liderazgo de Perón e impulsó la formación de una amplia corriente neoperonista que sostenía la posibilidad de un "peronismo sin Perón".
La vuelta de Perón al país y su eventual candidatura presidencial era una brasa caliente en las negociaciones por la "salida electoral". En julio de 1972, el dictador Lanusse dijo por televisión que no había ninguna prohibición para que Perón volviera a la Argentina y que si no volvía era "porque no le da el cuero". Montoneros decide entonces en agosto, a través de la Juventud Peronista, pedirle a Cámpora, que analice con Perón la posibilidad de volver al país y hacer fracasar definitivamente el Gran Acuerdo Nacional (elecciones controladas por los militares, sin permitir la candidatura de Perón) que impulsaba el general Lanusse. A fines de septiembre Perón nombró a Juan Manuel Abal Medina como secretario general del Movimiento Nacional Justicialista, con la misión de dirigir el Operativo Retorno. Abal Medina tenía por entonces 27 años; era un abogado de militancia católica nacionalista, fundador del Círculo del Plata, con sólidos contactos en las Fuerzas Armadas, y era también hermano de Fernando Abal Medina, uno de los fundadores de Montoneros, muerto en combate dos años antes.
Con el nombramiento de Abal Medina como secretario general y la presencia de Héctor J. Cámpora como delegado personal de Perón en la Argentina, se organizó el Consejo Superior del Movimiento Peronista, con representantes de todas las ramas. Allí la Juventud Peronista lanzó la consigna "Luche y vuelve", que alcanzaría una enorme adhesión popular.
El centro de operaciones se instaló en el edificio de la CGT, pero salvo Rucci, la mayor parte del sindicalismo peronista ortodoxo no participó de la Operación Retorno, recayendo principalmente sobre la Juventud Peronista y las organizaciones guerrilleras FAR, Montoneros y FAP. La campaña por el retorno de Perón le permitió a la generación juvenil que venía resistiendo a la dictadura mediante movilizaciones y puebladas como el Cordobazo, organizarse como uno de los principales actores políticos, pocos meses antes de que se realizaran las elecciones para restablecer el sistema demócrático.
Abal Medina tomó contacto con varios sectores de las Fuerzas Armadas con el fin de negociar que el avión no fuera derribado, o que el propio Perón no fuera detenido o asesinado al volver. Por entonces considerables sectores de las Fuerzas Armadas aceptaban ya, que el retorno de Perón era indispensable para salir de la situación de inestabilidad y empate político que paralizaba al país desde su derrocamiento. Acordó también con las organizaciones guerrilleras y políticas opuestas a la dictadura, que no aprovecharían el retorno de Perón para organizar un levantamiento que derrocara a Lanusse.
El 7 de noviembre Perón publicó una solicitada anunciando que, teniendo en cuenta que la dictadura había reconocido públicamente que no había causas contra él, había decidido volver a la Argentina el 17 de noviembre. El regreso de Perón se realizó en un avión chárter de la empresa Alitalia que partió de Roma, con 153 personalidades peronistas de todos los sectores de la vida política, social, cultural y religiosa. La "delegación montonera" estuvo integrada por Horacio «Chacho» Pietragalla por Montoneros, Rodolfo Vittar por las FAR, mientras que por la JP viajaron René E. Bustos y Jorge Waisman.
El día señalado, el 17 de noviembre de 1972, la dictadura prohibió a la ciudadanía concurrir a recibir a Perón y dispuso un enorme operativo para bloquear los accesos al aeropuerto de Ezeiza. Pese a ello una multitud estimada entre cien mil y medio millón de personas intentó llegar al aeropuerto confrontando con las fuerzas de seguridad, sin que llegara a producirse ningún muerto. Unas mil personas lograron llegar. En conmemoración de aquella movilización, en la cultura peronista el día 17 de noviembre está considerado como Día de la Militancia. Ese día se produjo una sublevación de oficiales y suboficiales de la Marina destinados en la ESMA en apoyo a Perón, encabezada por el guardiamarina Julio César Urien, que fue rápidamente controlada. Urien estaba al mando de 20 oficiales y 40 cabos, que luego de ser dados de baja se incorporaron a Montoneros y la JP.
El avión aterrizó en el aeropuerto de Ezeiza a las 11:15 de la mañana. Perón bajó acompañado de Cámpora y fue recibido en la pista por Juan Manuel Abal Medina y José Ignacio Rucci. Inmediatamente después se instaló provisoriamente en el hotel del Aeropuerto de Ezeiza y durante las horas siguientes la dictadura no autoriza su salida del mismo, imponiendo una detención de hecho con el argumento de que no podían garantizar su seguridad. Transcurrieron más de doce horas de fuertes confrontaciones con los militares, en un clima de extrema tensión, en el que hasta el propio Perón estaba armado. Finalmente, ya en la madrugada del día 18, la dictadura autorizó el traslado de Perón a la casa que la CGT había comprado, ubicada en Gaspar Campos 1075, en Vicente López.

#### Descamisados ingresa a Montoneros
Hacia finales de 1972 la organización armada Descamisados se integra a Montoneros. El grupo tenía su base militante en las JP barriales del conurbano bonaerense y estaba integrado por Norberto Habegger, Horacio Mendizábal, Dardo Cabo, Oscar di Gregorio, Fernando Saavedra Lamas, Osvaldo Sicardi, Fernando Galmarini, entre otros. Descamisados se había originado en una evolución de un sector de la Juventud del Partido Demócrata Cristiano —que reconocía la influencia que Jacques Maritain llevó a la Argentina en su visita de 1936—, que en 1966 había ingresado al peronismo. Descamisados se presentó en público el 20 de noviembre de 1970, copando un cine en La Tablada para proyectar un breve fragmento de La hora de los hornos, de Pino Solanas y Octavio Getino. El 11 de julio de 1972 volaron el yate “Biguá” del Comando en Jefe del Ejército y el 6 de septiembre incendiaron el Centro Naval de Tigre, en represalia por la Masacre de Trelew. Antes de ingresar a Montoneros, Descamisados dio a conocer el siguiente comunicado fechado el 17 de octubre de 1972:

DESCAMISADOS, coincidentes con la línea de total enfrentamiento al enemigo en todos los frentes de lucha, planteamos la consigna de PERON CANDIDATO A PRESIDENTE Y EN LA ARGENTINA. Así, en el curso de este proceso quedará demostrada la incompatibilidad real del peronismo con el sistema, poniéndose en evidencia la tramposa maniobra de Lanusse y su camarilla militar.

#### Campaña electoral

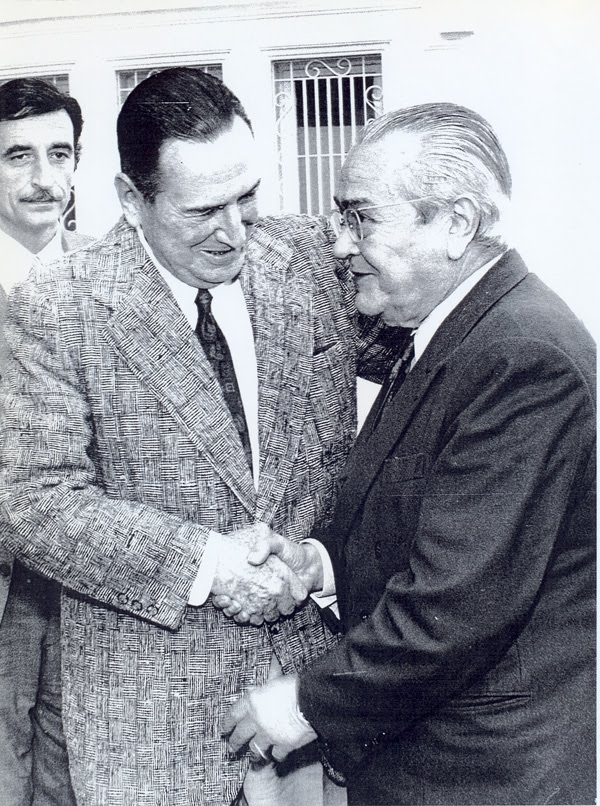
El abrazo de Perón y Balbín, que habían sido enemigos por décadas, ha quedado en la historia argentina como símbolo del respeto democrático.

Finalmente las elecciones quedaron establecidas para el 11 de marzo de 1973, con participación del peronismo, pero sin permitir la candidatura de Perón. A ello se agregó la introducción del balotaje, una modificación de las reglas de juego propuesta por el ministro radical Arturo Mor Roig, quien pensaba que de ese modo se podía evitar que el peronismo ganara las elecciones, promoviendo en segunda vuelta la confluencia del voto antiperonista.
Perón aprovechó su viaje a la Argentina para anudar una amplia red de fuerzas políticas, organizaciones sindicales, empresariales y sociales, que conformaron un polo de poder civil capaz de neutralizar la intromisión militar en el regreso al orden constitucional. La máxima expresión de esa política, fue el histórico abrazo entre Perón y Balbín del 19 de noviembre, considerado uno de los actos más significativos de la historia argentina y un símbolo de unidad nacional, tras décadas de enfrentamientos entre peronistas y antiperonistas.
La posibilidad de una fórmula Perón-Balbín fue analizada, pero encontró fuertes resistencias tanto hacia el interior del peronismo como del radicalismo. Perón adoptó entonces una estrategia frentista —apartándose de la que adoptara durante su gobierno—, aliándose con la mayoría de las principales fuerzas que habían sido antiperonistas en 1955: el frondizismo, el conservadurismo, la democracia cristiana y el socialismo. La coalición adoptó el nombre de Frente Justicialista de Liberación Nacional (Frejuli), incluyendo así explícitamente el objetivo de liberación nacional que caracterizó a los movimientos contestatarios latinoamericanos de aquel entonces, incluido Montoneros.
La nueva proscripción de Perón obligó al peronismo a buscar un candidato capaz de sustituir a la figura política más relevante de la Argentina en el siglo XX. Este hecho sería muy negativo para la institucionalidad democrática que se abrió el 25 de mayo de 1973, ya que dejó afuera del poder político formal, a la persona que contaba en ese momento con el mayor poder político real y la única que podía lograr desescalar el escenario que dejaba la dictadura, de graves y violentos conflictos cruzados, en un contexto internacional de Guerra Fría que tendía además a agudizarlos.
El elegido fue Héctor J. Cámpora, su delegado personal. Cámpora tenía una postura cercana a Montoneros y la JP que eran por entonces la fuerza política con mayor capacidad de movilización para el peronismo, frente a la relativa pasividad del sindicalismo. Ello le permitiría a Montoneros y la JP influir considerablemente en las listas de candidatos, especialmente diputados, senadores, gobernadores y vices y representantes provinciales y municipales. La campaña presidencial de Cámpora y el programa del Frejuli fueron diseñados casi en su totalidad por Montoneros.
La campaña electoral y la exitosa consigna «Luche y vuelve», le permitieron a Montoneros y a la JP canalizar la necesidad de participación política, principalmente de una nueva generación, incoporando a cientos de miles de militantes. Sin abandonar la lucha armada y la clandestinidad, Montoneros habilitó a través de la JP la militancia legal, los actos y movilizaciones masivas, espectáculos de música de protesta, así como una incipiente acción en los colegios y universidades, que mostrarían un crecimiento exponencial al año siguiente.
La creciente popularidad de Montoneros entre los adherentes del peronismo y la juventud, se expresó en una gran cantidad de artistas que simpatizaron con la organización. Los cineastas Pino Solanas y Octavio Getino realizaron un notable reportaje documental titulado Perón: Actualización política y doctrinaria para la toma del poder, en el que Perón expresa su apoyo a la lucha armada contra la dictadura y un proyecto político de "socialismo cristiano", que fue ampliamente difundido en universidades, así como locales políticos y sindicales. El grupo coral Huerque Mapu, adhirió expresamente a Montoneros y compuso una obra conocida como la Cantata Montoneros, estrenada dos años después. Incluso el famoso cantante catalán Joan Manuel Serrat, compuso una loa titulada "La montonera", sobre una guerrillera que él mismo conoció y amó:

Con esas manos de quererte tanto
pintabas en las paredes ‘Lucha y vuelve’
manchando de esperanzas y de cantos
las veredas de aquel 69.
"La montonera", Joan Manuel Serrat

El FREJULI lanzó su campaña electoral el 21 de enero de 1973 con un acto en el parque municipal de San Andrés de Giles, donde vivió Cámpora la mayor parte de su vida (era nacido en Mercedes el 26 de marzo de 1909), con el lema "Cámpora al gobierno, Perón al poder". Durante la campaña fue quedando en evidencia que el apoyo al peronismo superaba largamente las estimaciones de la dictadura. El ministro del Interior Arturo Mor Roig, de filiación radical, había sostenido que el peronismo no superaría el 37 % y que en la segunda vuelta triunfaría el candidato radical. Crecieron las presiones militares y de los sectores conservadores para no realizar las elecciones y a fines de enero el propio Lanusse pensó seriamente en postergar las elecciones generales, para reemplazarlas por un sistema escalonado que comenzara por el nivel municipal. El 28 de enero el fiscal general Gervasio Colombres solicitó al Tribunal Electoral la disolución del Frejuli, provocando una condena casi unánime de los partidos políticos. El 5 de febrero la dictadura tensó aún más el clima prohibiendo nuevamente la presencia de Perón en Argentina, hasta que asumiese el gobierno democrático. El 7 de febrero los generales del Ejército firmaron un compromiso público "hasta el 25 de mayo de 1977 de garantizar la continuidad del proceso de institucionalización y la estabilidad del próximo gobierno", pero la Marina y la Aviación se negaron a asumir ese compromiso. Un estudioso del movimiento guerrillero argentino, el coronel Eusebio González Breard, que actuaría como uno de los jefes del Operativo Independencia a partir de 1975, sostenía en 1984 que la estrategia de los militares era dejar que las organizaciones guerrilleras incrementaran sus ataques contra Perón en democracia, para facilitar un nuevo golpe de Estado. César Urien cuenta que en aquel momento, un capitán de la Armada le dijo que estaban "dispuestos a matar un millón de personas" para evitar que el peronismo hiciera una revolución. Los grupos que habrían de instalar la dictadura terrorista en 1976, pusieron desde este momento al general Lanusse en la lista de enemigos. El viernes 8 de marzo finalizó la campaña electoral.

#### Resultado y transición

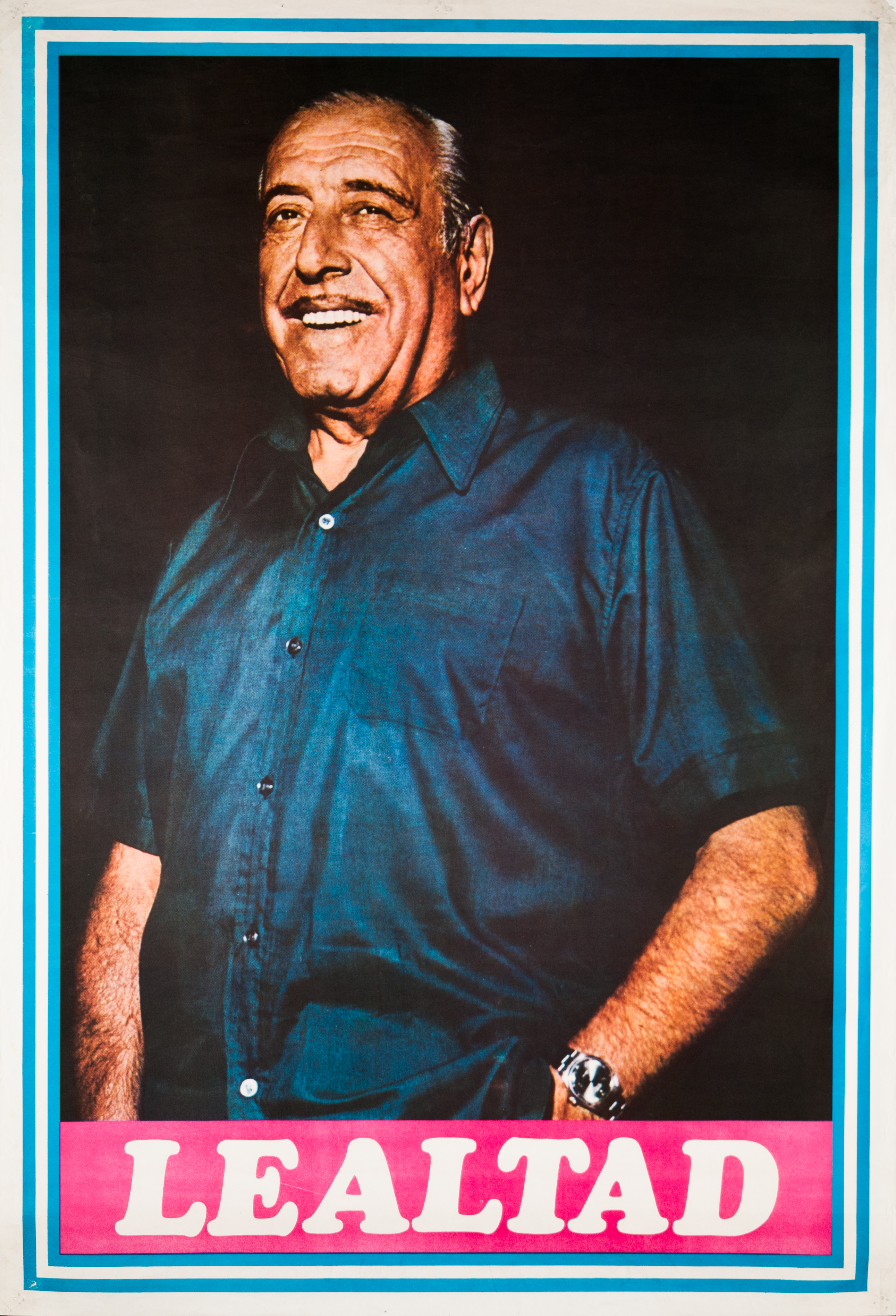
El peronista Héctor J. Cámpora, cercano a Motoneros, fue elegido presidente por una gran ventaja el 11 de marzo de 1973.

El resultado electoral terminó por derrumbar tanto los planes de la dictadura como los de los sectores no peronistas. El peronismo, que ganó en todas las provincias salvo una, obtuvo el 49,56 % de los votos en la primera vuelta y el radicalismo, que apenas obtuvo un 21 %, renunció a presentarse en la segunda. Para los militares que habían controlado el poder político en los últimos dieciocho años, el resultado electoral y el triunfo contundente del peronismo, significó un fracaso histórico y generó un gran desconcierto sobre los pasos a seguir. Lanusse ofreció renunciar y los sectores más recalcitrantes de las Fuerzas Armadas, proponían obligar a Cámpora a evitar todo contacto con Perón y someterse al control de las Fuerzas Armadas, o incluso anular las elecciones y negociar una nueva salida electoral sin la participación del peronismo. La Junta de Comandantes rechazó esas opciones pero intentó negociar condiciones con Cámpora para el ejercicio del poder, oponiéndose a una amnistía que alcanzara a los guerrilleros que habían combatido la dictadura y a un mando civil sobre las fuerzas armadas en las que perdieran autonomía. La Junta presionó además a Cámpora, lanzando el 18 de abril una operación de alcance nacional contra los grupos guerrilleros.
Montoneros y las demás organizaciones armadas peronistas, decidieron suspender la lucha armada a partir de la asunción del gobierno democrático, pero manteniéndose organizadas, ante la eventualidad de que surgieran organizaciones armadas que las atacaran. El ERP por su parte, anunció que seguiría "combatiendo militarmente a las empresas y a las fuerzas armadas contrarrevolucionarias", pero a la vez reconoció que el gobierno de Cámpora representaba la voluntad popular y tomó la decisión de no atacarlo, en tanto y en cuánto el gobierno no dispusiera medidas represivas contra el ERP. En la transición hasta la entrega del poder, los grupos guerrilleros mantuvieron el asedio sobre la dictadura, en especial sobre los sectores que buscaban evitar que asumiera el gobierno democrático y querían implantar una nueva dictadura. 
El 20 de abril Rodolfo Galimberti anunció que era partidario de crear "milicias populares", hecho al que Perón mismo respondió expulsándolo del Consejo Superior del Movimiento Peronista, donde representaba a la juventud, siendo designado en ese cargo Dante Gullo. 
El 30 de abril el ERP 22 de agosto asesinó al almirante Hermes Quijada, autor de la versión oficial que encubrió la Masacre de Trelew, pocos meses antes. La dictadura declaró la ley marcial y la Marina estuvo cerca de evitar que asumiera el gobierno democrático. El 3 de mayo el jefe de la Aviación Naval capitán Horacio Mayorga llegó a declarar ante la prensa sobre la posibilidad de tener que recurrir a "la ley de la selva". Ese mismo día Cámpora y Solano Lima se reunieron, en la casa del primero, con la Junta de Comandantes, logrando neutralizar a los sectores más duros, pero sin alcanzar una fórmula que permitiera ponerse de acuerdo sobre la amnistía así como resolver el dilema de la circularidad de la violencia política para poder desescalarla. Los militares exigían que no fueran amnistiados los guerrilleros que habían cometido asesinatos y secuestros, mientras que la Alianza Popular Revolucionaria exigía que no fueran amnistiados los militares que habían cometido delitos de lesa humanidad; el gobierno electo en cambio proponía una amnistía "amplia y generosa", que incluyera a todos, como se había comprometido en su programa electoral. En una de esas negociaciones Righi le señala a Lanusse que "se trata de que no haya más velorios, terminemos con esta historia de que ustedes van a uno y nosotros a otro".
Perón y Cámpora suponían que una vez instaladas las autoridades democráticas, las acciones guerrilleras no tendrían razón de ser e irían disminuyendo. En los últimos días antes de la entrega del mando, la prensa anunció que la dictadura estaba considerando una ley de amnistía limitada, pero la misma no se concretó y aunque dos días antes fueron liberadas 96 personas detenidas al cesar el estado de sitio, el poder se transfirió con casi cuatrocientos presos políticos.

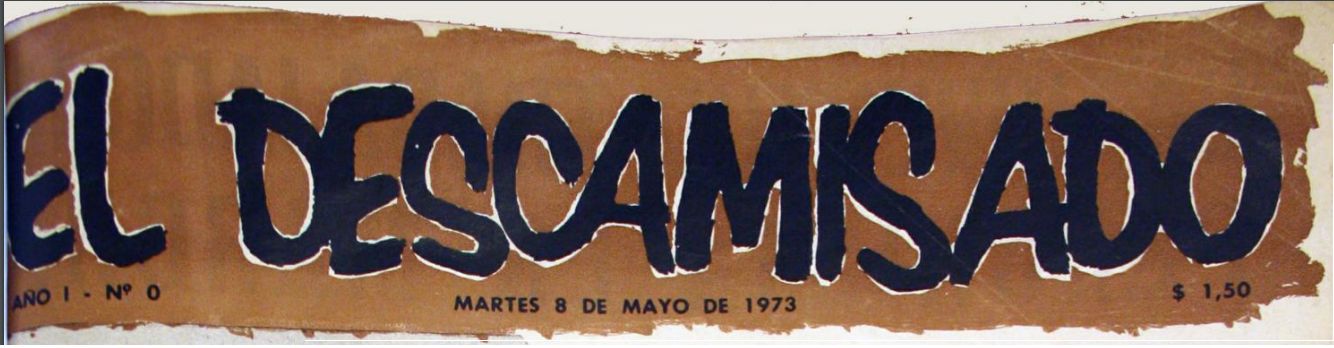
El 8 de mayo se publicó el primer número de la revista El Descamisado, órgano de Montoneros y la JP.

El 23 de abril se anunció la conformación de la Juventud Universitaria Peronista (JUP), que tendría su primer Congreso Nacional el 7 de septiembre de 1973. Casi simultáneamente se organizó también la Unión de Estudiantes Secundarios (UES). El 8 de mayo, dos semanas antes de que asumiera el gobierno constitucional, se publicó el primer número la revista El Descamisado, que actuaría como órgano de Montoneros y la Juventud Peronista. Estuvo dirigida Ricardo Grassi, tuvo a Dardo Cabo como responsable político y entre los colaboradores de la revista se incorporó desde el N.º 10 el historietista Héctor Germán Oesterheld, dibujando una serie histórica titulada "450 años de lucha contra el imperialismo". Tenía una tirada promedio de 100 000 ejemplares y las notas no estaban firmadas. Por problemas de censura, a partir del 9 de abril de 1974 cambió de nombre por El Peronista y luego de mayo de 1974 por La Causa Peronista.

### Durante los gobiernos de Cámpora y Perón (1973-1974)

#### Suspensión de la lucha armada
Obtenido el triunfo electoral, Perón le concedió una gran importancia a definir el papel que Montoneros iba a jugar dentro de la institucionalidad democrática. En abril, antes de que el nuevo gobierno constitucional asumiera el poder el 25 de mayo de 1973, Perón mantuvo una serie de reuniones en Roma y Madrid, con Firmenich, Perdía y Quieto, los dos primeros por Montoneros y el tercero por las FAR.
Tanto Perdía como Amorín han detallado esas reuniones. Perón, que había visto la masificación que venía experimentando Montoneros, sobre todo entre la juventud, imaginaba un "trasvasamiento" gradual del poder, con un período inicial de cuatro años durante el cual Montoneros "aprendiera a gobernar" y consolidara su representatividad social y su capacidad de organización popular, tomando a su cargo las políticas sociales y asumiendo responsabilidades de gobierno progresivamente. Personalmente intercedió ante Oscar Bidegain, flamante gobernador electo de la provincia de Buenos Aires, donde se concentraba el 40 % de la población, para que incorporara varios dirigentes montoneros en su equipo de gobierno y así pudieran ir aprendiendo el arte de la administración pública.
El plan de Perón era que Montoneros dejara de ser una organización armada, para asumir la gestión del Ministerio de Bienestar Social:

[Perón] nos ofrecía, como Organización, hacernos cargo del trabajo social (léase, el Ministerio de Bienestar Social el cual, ante nuestro rechazo, quedó en manos de López Rega) para construir organización popular lo cual, sin dificultad alguna, se interpreta como organización política. Trabajo social: construir barrios populares, armar cooperativas, desde abajo impulsar cultura, llegar hasta el último rincón del país y organizar a su gente. Esto, que constituye la mayor ambición de cualquier corriente política en el seno de una gestión gubernamental políticamente heterogénea, significaba, nada más ni nada menos, que fortalecer el crecimiento de nuestra Organización en las bases peronistas y, con ello, darnos una auténtica posibilidad de lograr, en cuatro años, la hegemonía política del movimiento peronista. Nos heredaba el movimiento, nos ofrecía el futuro porque, digámoslo de una buena vez, el presente era él, el propio Perón.
José Amorín

La conducción de Montoneros y FAR no aceptó el rol institucional que Perón les ofrecía y ante la negativa el Ministerio quedó en manos de José López Rega. Montoneros decidió suspender la lucha armada a partir del momento en que asumió un gobierno democrático, pero no se desarmó, porque consideraba que el riesgo de un nuevo golpe de Estado y la instalación de una nueva dictadura era altamente probable.
Montoneros reiniciaría la lucha armada dos meses después de muerto el general Perón, en septiembre de 1974 (durante el gobierno democrático de  María Estela Martínez de Perón), como respuesta al accionar del grupo parapolicial Triple A, dirigido por el ministro López Rega, que implementó una política de terrorismo de Estado orientada centralmente a asesinar a los integrantes de Montoneros y demás organizaciones de la Tendencia, englobados bajo el mote genérico y descalificador de «la zurda», «los zurdos», «el zurdaje», o «el marxismo», que en Argentina adquirieron una connotación cuasi-delictiva de extrema gravedad.

#### La presidencia de Cámpora

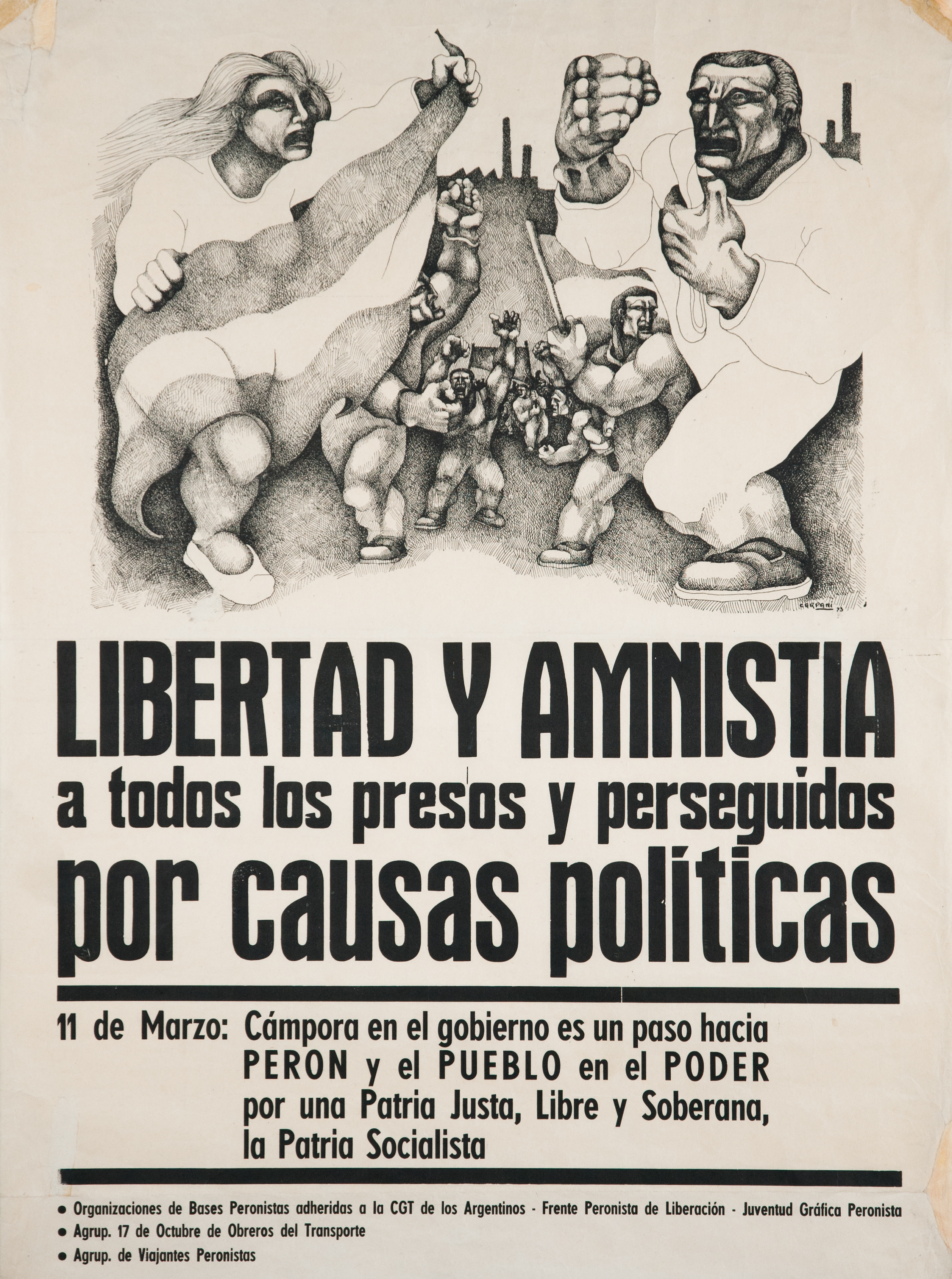
Inmediatamente después de que Héctor J. Cámpora asumiera la Presidencia, Montoneros y otras organizaciones que habían luchado contra la dictadura se movilizaron para lograr la libertad y amnistía de los presos políticos.

El 25 de mayo de 1973 asumió la Presidencia el peronista Héctor J. Cámpora, luego de 18 años de prohibición del peronismo y de haber tratado de "desperonizar" a la ciudadanía. Para Montoneros la cuestión principal y urgente era la liberación de los presos políticos que habían luchado contra la dictadura. En segundo lugar aparecían los lugares de poder en el gabinete nacional y los gobiernos provinciales cercanos a Montoneros y la JP.
Algunos ministerios, las universidades y las provincias serían un importante campo de conflicto entre sectores internos del peronismo, a lo largo de todo el período. Los conflictos serán especialmente agudos en siete provincias (Buenos Aires, Córdoba, Formosa, Mendoza, Misiones, Santa Cruz y Salta), en las que los gobernadores pertenecían o eran cercanos a la Tendencia Revolucionaria. Otros tres gobernadores (Catamarca, La Rioja y San Luis) se identificaron inicialmente con la Tendencia, pero luego modificaron su alineamiento político. Pero los conflictos se presentaron en todas las provincias, según los alineamientos políticos de los diversos sectores políticos, sindicales, empresariales, religiosos y sociales, en particular aquellos que respondían a la oposición entre la Tendencia o los sectores combativos del peronismo, y aquellos que respondían a la denominación genérica de "ortodoxia peronista". En aquel momento el peronismo estaba integrado por cuatro ramas (política, sindical, femenina y juventud), entre las que debían distribuirse los cargos de manera igualitaria. La Tendencia controlaba la mayoría de la juventud, en tanto que los "ortodoxos" controlaban la mayoría de la rama sindical.

#### 25 de mayo: recuperación de la democracia y liberación de los presos

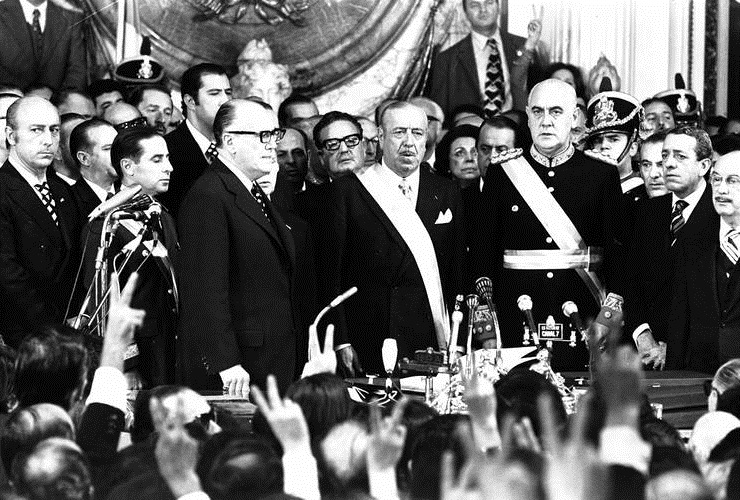
El dictador general Alejandro Agustín Lanusse le entrega el mando al presidente electo Héctor J. Cámpora. Detrás de Cámpora puede verse al presidente de Chile Salvador Allende y en el público asistente la "ve" de la victoria que caracteriza el saludo peronista.

El día de transferencia del mando de los militares a un gobierno peronista elegido democráticamente, luego de 18 años de que los militares derrocaran a Perón, fue denominado por diversos medios de prensa como "El día más largo del siglo para los argentinos".
Una enorme multitud calculada entre 200 mil y 700 mil personas, ocupó la zona entre el Congreso y la Casa Rosada, para celebrar el fin de 18 años de dictaduras y proscripciones, "En la Plaza de Mayo, las banderas de Montoneros y de los otros grupos armados ocupan los mejores lugares". La multitud agredió a los tres dictadores que integraban la Junta Militar, insultándolos y destruyendo los vidrios del auto que traía al jefe de la Aeronáutica brigadier Carlos Rey y agrediendo físicamente al almirante Carlos Coda, imputándole la Masacre de Trelew, quien repelió la agresión mediante disparos de su custodia hiriendo gravemente a doce personas. Estuvieron presentes los presidentes de Chile Salvador Allende, de Cuba Osvaldo Dorticós y de Uruguay Juan María Bordaberry.
Con el pueblo en la calle, el gobierno democrático tuvo que enfrentar ese mismo día su primer conflicto, a raíz del reclamo masivo de liberación de los presos políticos de la dictadura. Para el momento que Cámpora juró como presidente, poco después del mediodía, ya había unanimidad en el Congreso de que la amnistía debía ser amplia y comprender a todos los presos políticos. Esteban Righi, aun antes de jurar como ministro del Interior, había pasado toda la noche anterior consensuando con todos los bloques un proyecto común, que debía ser aprobado —y así lo fue— el día 27.
Pero las agrupaciones políticas que tenían a sus militantes presos, comenzaron de inmediato a presionar al gobierno de Cámpora para que liberara a los presos ese mismo día, sin demoras. Finalizada la ceremonia de asunción, una enorme manifestación estimada en 50 mil personas, conocida como la "Marcha de la Liberación", se dirigió en Buenos Aires a la cárcel de Devoto, para liberar a los presos que allí estaban, desencadenando una pueblada que se ha conocido como el Devotazo, aunque lo mismo sucedía en otras cárceles del país.
El gobierno intentó negociar con los presos políticos que esperaran dos días, hasta que el Congreso sancionara la ley de amnistía. Pero los presos políticos y sus organizaciones, exigieron la liberación inmediata. La multitud había comenzado por entonces a asaltar las cárceles para liberar a los presos sin esperar orden oficial alguna y dos manifestantes (Oscar Lisak, de 16 años, y Carlos Sfeir, de 17 años) ya habían sido asesinados por las fuerzas que custodiaban el penal de Devoto. Ante la situación el gobierno cedió frente a la pueblada y dictó el Decreto 11/1973 indultando y disponiendo la liberación inmediata de 372 presos políticos, para evitar que hubiera una matanza, en un proceso muy desordenado. El hecho sería muy criticado por los sectores de derecha y permanecería en el futuro como un tema recurrente de los cuestionamientos al gobierno de Cámpora.
En su documento redactado clandestinamente en la ESMA, Norma Arrostito consideró que la presión de Montoneros sobre Cámpora para liberar a los presos políticos sin esperar que el Congreso sancionara la ley de amnistía, fue un grave error, que resultó innecesariamente irritante para las Fuerzas Armadas.

#### La "primavera camporista"
El gobierno de Cámpora duró apenas 49 días. Su breve gobierno se caracterizó por una serie de políticas basadas en valores y principios conocidos como "setentistas", de marcado contenido igualitario y social, así como una amplia libertad política y cultural y un fuerte protagonismo juvenil, que en política exterior se guiaba por el no alineamiento en la Guerra Fría y la unidad latinoamericana, razón por la cual ha sido llamada la "primavera camporista". Montoneros y la JP apoyaron activamente la orientación política que Cámpora le imprimió a su gobierno y en algunas áreas participaron de la gestión. Le llamaban cariñosamente "El Tío":

Pasan los años y Cámpora pasa a ser el delegado de Perón, que está en Madrid, exiliado. Y aquí empieza a pasarle algo raro. Empieza a conocer a los pibes de la izquierda peronista. Se lleva bien con ellos. Los pibes le dicen “Tío”. Y a Cámpora le gusta: ¡ser el Tío de todos esos muchachos ruidosos, quilomberos y, algunos de ellos, amigos de los fierros!
José Pablo Feinmann

#### Montoneros y las Fuerzas Armadas
Una de las cuestiones cruciales del gobierno constitucional peronista era resolver la contradicción entre la permanencia de unas Fuerzas Armadas que eran activamente antiperonistas, habían violado sistemáticamente el orden constitucional y tenían gran cantidad de integrantes que tenían como objetivo volver a derrocar al gobierno constitucional, y al mismo tiempo la persistencia de organizaciones guerrilleras, varias de ellas peronistas, como era el caso de Montoneros, que habían luchado contra la dictadura militar, debilitándola para que fuera posible el retorno a un régimen democrático, sin tutela militar.
Cámpora designó para conducir al Ejército, al general Jorge Raúl Carcagno, un militar propuesto por Montoneros, que tenía buenas relaciones con la organización guerrillera desde hacía tiempo y había estado al mando del V Cuerpo de Ejército desde fines de 1972. El general Carcagno fue acompañado en la conducción del Ejército por dos coroneles partidarios de la convergencia entre las organizaciones guerrilleras y las Fuerzas Armadas: Juan Jaime Cesio y Carlos Dalla Tea. Desde su nombramiento ambos estuvieron a cargo de las relaciones secretas entre el Ejército y Montoneros. La máxima expresión de esta política de integración de las organizaciones guerrilleras con las Fuerzas Armadas fue el Operativo Dorrego, iniciado en octubre de 1973, cuando faltaban pocos días para que Perón asumiera como presidente.

#### Educación, cultura y universidad
Cuando se volvió evidente que el peronismo podía ganar las elecciones, Montoneros tomó la decisión de asumir el riesgo de salir a la superficie para llevar la representatividad juvenil que había logrado, a la gestión del Estado. Para ello, antes de las elecciones había creado los "equipos político-técnicos de la JP", para elaborar políticas públicas en cada área de gobierno. Esos equipos tuvieron una incidencia considerable en el área de las políticas educativa, cultural y universitaria, gestionadas por el ministro Jorge Alberto Taiana. Taiana era un peronista histórico, médico personal de Perón y hombre de su plena confianza, que incluso fue considerado para ser candidato a presidente en 1973. Tenía una excelente relación con Montoneros e incluso un hijo suyo, Jorge Taiana (hijo), era militante de la organización Descamisados, integrada luego a Montoneros. Miguel Bonasso, quien fuera una de las figuras importantes de la Tendencia, cuenta en su libro El presidente que no fue, que «Fuera del tío, [Taiana] era el único dirigente al que le hacíamos caso y con el que nos gustaba dialogar”. Cámpora también nombró otros ministros que tenían una relación cercana con Montoneros y la Tendencia, como el ministro del Interior, Esteban Righi, o el ministro de Relaciones Exteriores, Juan Carlos Puig, pero su duración en dichos cargos se extendió solo unos pocos días. Taiana en cambio, debido a su relación personal con Perón, se mantuvo como Ministro de Educación hasta la muerte de aquel en julio de 1974.
En el ámbito educativo Montoneros y la Tendencia fueron protagonistas destacados de la campaña educativa para adultos (CREAR) y la gestión universitaria.

##### CREAR
Una de las obras más destacadas del tercer gobierno peronista, fue la Campaña de Reactivación Educativa de Adultos para la Reconstrucción (CREAR), diseñada y gestionada por miembros de la Tendencia, con la movilización masiva y voluntaria de decenas de miles de militantes de la Juventud Peronista. Para llevar adelante la campaña, el ministro Taiana designó a Carlos Grosso y Cayetano De Lella a cargo de la Dirección Nacional de Educación de Adultos (DINEA). Grosso había militado en las Fuerzas Armadas Peronistas (FAP) y había sido fundador de JAEN (Juventudes Argentinas para la Emancipación Nacional), el grupo liderado por Rodolfo Galimberti, que para entonces ya se había integrado a Montoneros. De Lella era un psicólogo que militaba activamente en Montoneros.
Explica Adriana Puiggrós, quien integró en aquel momento los equipos técnicos del Ministerio de Educación, que la campaña fue diseñada a partir de la conjunción de tres corrientes pedagógicas: "la pedagogía peronista desarrollada entre 1945 y 1955, alguna influencia del liberalismo laico y gran peso de la pedagogía de la liberación", postulada por el brasileño Paulo Freire. CREAR fue pensada como una política que, no solamente buscaba llevar adelante una campaña de alfabetización, sino instalar todo un sistema nuevo de educación de las personas adultas, vinculando la educación a la liberación, es decir a la remoción de los condicionamientos sociales, políticos y económicos que influyen en las carencias educativas de los sectores sociales postergados.

La manera de entender y practicar la Educación de Adultos en el marco de la CREAR, se inscribe en una perspectiva crítica de la Educación asociándose a un enfoque de “Educación Liberadora” en tanto procura la reflexión crítica acerca de las condiciones de vida de los propios participantes como base para la transformación de dichas condiciones.

CREAR partió de un concepto pedagógico basado en la iniciativa y libertad de los estudiantes y docentes, convocando el sentido de responsabilidad y compromiso de los mismos, no solo en la ejecución sino también en la planificación, partiendo del postulado freiriano de entender "la educación como práctica de la libertad". Además, tratándose de adultos, la campaña buscó "desescolarizar" la tarea alfabetizadora, con el fin de sacar la educación de las escuelas y llevarla a los lugares en los que se desempeñan las personas adultas: fábricas, oficinas, establecimientos rurales, sindicatos, organizaciones vecinales, parroquiales, etc., así como a sus espacios culturales propios.
La campaña contó con el apoyo activo de las organizaciones juveniles y barriales, especialmente la Juventud Peronista, conectando a los alfabetizadores con las comunidades en las que actuarían. Un alfabetizador del CREAR relata aquella participación en los siguientes términos: 

Además de este coordinador de área, estaban los grupos de apoyo… eran gentes que en general estaban ligadas a las unidades básicas, a las organizaciones que estaban en las villas, y ahí en su mayoría había gente de la Juventud Peronista, del lado de Montoneros, que no estaban en la parte armada, sino en la parte política de la JP. Esa gente era la que nos contactaba en los lugares, con quien teníamos que hablar, “la viejita fulana, la doña tal”. Entonces ellos eran los que nos abrían un poquito, por que en general, en el caso nuestro había pocos de los que éramos alfabetizadores, o coordinares del centro que éramos militantes, la mayoría había entrado como yo, es decir gente que tenía algún tipo de interés por la tarea y de compromiso social digamos, pero no un compromiso político, no éramos militantes… Los militantes eran nuestros grupos de apoyo, ellos nos contactaban, nos buscaban el lugar después nos conseguían las mesas, las sillas, las tizas, colaboraban con nosotros en organizar eventos para que cada centro consiguiera, pero ellos… no participan directamente. Ellos no alfabetizaban.

##### La universidad

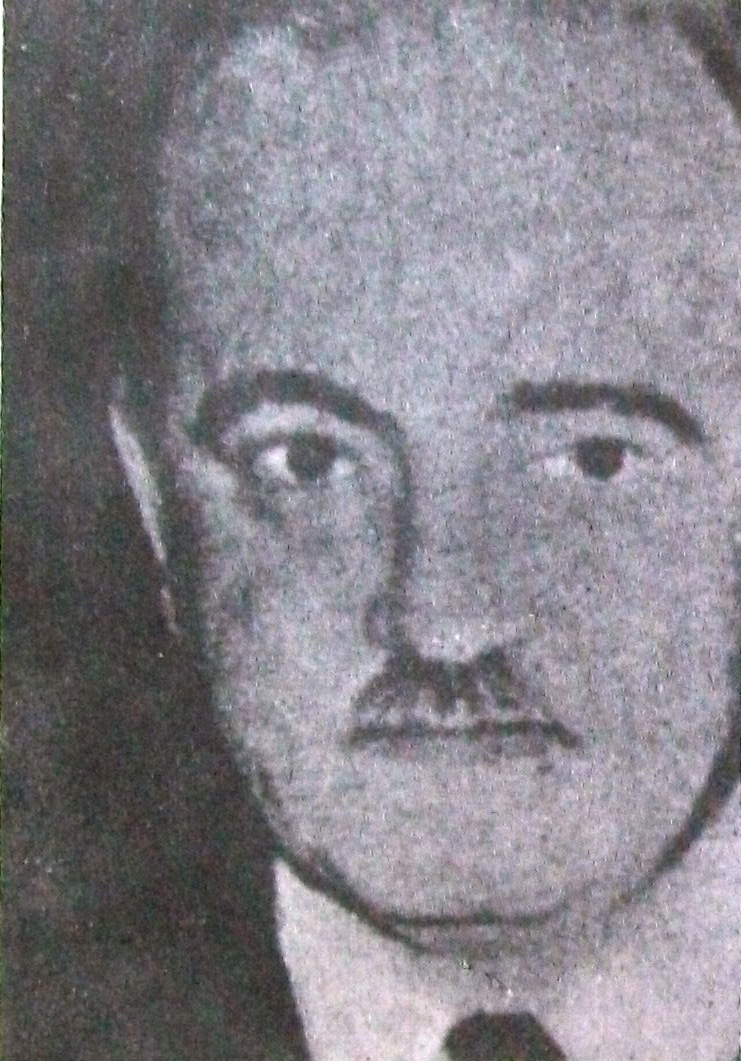
Rodolfo Puiggrós, uno de los principales ideólogos del peronismo revolucionario fue nombrado rector de la Universidad de Buenos Aires.

Hacia la década de 1970, casi toda la inversión en educación universitaria era realizada por el Estado nacional y algunos estados provinciales, y en mucha menor medida por la Iglesia Católica. El sector privado solo había invertido en algunas pequeñas universidades y establecimientos de enseñanza superior. El Estado Nacional tenía por entonces veintidós universidades (Buenos Aires, Catamarca, Comahue, Cuyo, Entre Ríos, Jujuy, Lomas de Zamora, Luján, Misiones, Nordeste, La Pampa, La Plata, del Litoral, Río Cuarto, Rosario, Salta, San Juan, San Luis, Santiago del Estero, del Sur, Tucumán y la Universidad Tecnológica Nacional (UTN), que tenía varias sedes regionales a lo largo del país), aunque algunas de ellas aún no habían comenzado a operar. La dictadura había anulado la autonomía universitaria y designado autoridades que respondían al poder de facto. Debido a ello, una de las primeras medidas del ministro Taiana fue intervenir las universidades y designar rectores interventores.
Un aspecto central de la política educativa de Taiana fue el papel que jugaron las universidades nacionales, ligadas al fenómeno del surgimiento de la juventud como fuerza social que caracterizaba a la época y al movimiento estudiantil. En las mismas se nombraron rectores que tomaron muchos de los principios democratizadores de la universidad formulados por el movimiento de Reforma Universitaria iniciado en 1918, y los orientaron hacia el objetivo de la "liberación", categoría política opuesta a la de "dependencia", que fue central en América Latina en las décadas de 1960 y 1970 y contaba con una masiva adhesión popular.
Debido a la influencia de Montoneros en el ministerio de Educación, así como por la importancia que habían adquirido sus organizaciones juveniles, muchos de esos rectores, decanos y autoridades universitarias eran militantes del peronismo revolucionario, cuando no miembros activos de Montoneros, como fueron los casos de Rodolfo Puiggrós y Ernesto Villanueva, designados respectivamente rector interventor y secretario general de la Universidad de Buenos Aires, la más grandes del país y una de las más grandes del mundo. El equipo técnico de la Tendencia sobre política universitaria, incluía a Adriana Puiggrós, Pedro Krotsch y Augusto Pérez Lindo, entre otros.
En la Universidad Nacional de La Plata (UNLP) fue designado Rodolfo Agoglia, con apoyo de las agrupaciones estudiantiles (FURN y FAEP) y no docentes (ATULP) vinculadas a Montoneros, ocupando puestos estratégicos como la Secretaría de Supervisión Administrativa, cargo de Rodolfo Achem y el Departamento Central de Planificación, dirigido por Carlos Miguel; ambos resultarían asesinados pocas semanas después de la muerte de Perón. En la UNLP resultaron de gran importancia los documentos de la FURN «Bases para la nueva universidad» y «La participación de los trabajadores en la conducción de la Universidad».
En la Universidad Nacional del Litoral fue determinante la influencia de la Regional II de la Juventud Peronista, conducida por Jorge Obeid, que en 1973 organizó el Centro de Profesionales Peronistas, de donde surgieron el rector, Roberto Ceretto, varios decanos y secretarios.
En Córdoba, Francisco Luperi ocupó el Rectorado, y los decanatos se repartieron, casi por mitades, entre las corrientes afines a la izquierda peronista y los sectores ortodoxos. Entre los decanos pertenecientes a la Tendencia, se encontraba Osvaldo Bontempo, designado decano de Arquitectura. El resultado fue una matriz heterogénea que impidió profundizar un proceso transformador, como se dio en otras universidades.
En la Universidad Nacional del Sur (UNS) fue designado rector Víctor Benamo, integrante de la Juventud Peronista. Su gestión se orientó a vincular la universidad con el medio, impulsando proyectos de interés para los intendentes de la zona, como la explotación de un yacimiento de yeso en la localidad de Coronel Dorrego. En su equipo se desempeñó también Everardo Facchini, histórico de la Resistencia Peronista miembro de la Tendencia, quien ocupó el cargo de secretario de Bienestar Universitario y también secretario Jurídico en la Facultad Regional “Felipe Vallese” de la Universidad Tecnológica Nacional (UTN) en Bahía Blanca.
Las universidades públicas establecieron la gratuidad y el ingreso irrestricto, la libertad de cátedra, la cátedra libre y la extensión universitaria; se vincularon los estudios con el aparato productivo y las “aspiraciones populares”; se crearon institutos para estudiar la realidad latinoamericana y del Tercer Mundo; se formaron equipos de trabajos con el objetivo de participar en proyectos de interés para las clases populares, como el que llevó adelante la Facultad de Arquitectura de la UBA para reorganizar las villas miseria, y la participación de varias universidades en la campaña nacional de alfabetización de adultos. En ese marco el movimiento estudiantil vivió un proceso de auge y movilización y las universidades se convirtieron en centros de cuestionamiento de las injusticias sociales.
La política universitaria impulsada por el gobierno de Cámpora, se institucionalizaría en marzo de 1974, ya con Perón presidente, con la sanción de la Ley de Universidades Nacionales 20654, conocida como Ley Taiana, que estableció un régimen de autonomía universitaria con gobierno tripartito (estudiantes, docentes y no docentes).

##### La masificación de la JUP y la UES

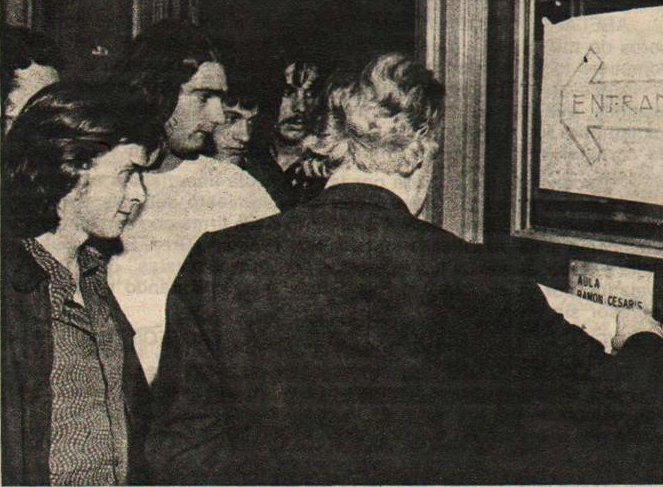
1973: José Pablo Ventura (izq.), responsable de la JUP y el rector de la UBA, Rodolfo Puiggrós (de espaldas), descubren una placa poniendo a una aula el nombre de Ramón Cesaris, militante de la JUP y estudiante de Arquitectura asesinado por la policía en 1972.

En 1973 grandes cantidades de jóvenes universitarios y secundarios ingresaron como militantes a los dos "frentes de masas" estudiantiles de Montoneros: la Juventud Universitaria Peronista (JUP) y la Unión de Estudiantes Secundarios (UES). En una gran proporción esa juventud pertenecía a hogares de clase media, que tradicionalmente habían sido antiperonistas. La alta adhesión del estudiantado al peronismo de Montoneros, llevó a que la JUP y la UES modificaran la tradicional postura de las organizaciones estudiantiles peronista de mantenerse alejados de los centros de estudiantes y las tareas gremiales estudiantiles, para asumir una estrategia de representación masiva del movimiento estudiantil. La estrategia fue exitosa, porque la JUP se convirtió en la principal fuerza estudiantil del país, a la vez que la UES generalizó la creación de centros de estudiantes en miles de establecimientos de educación secundaria y vinculó la militancia estudiantil secundaria con los sectores populares, principalmente en los barrios obreros y las villas miseria. La JUP fue liderada por José Pablo Ventura y la UES por Claudio Slemenson y Eduardo Beckerman; los tres resultarían asesinados.
En las elecciones estudiantiles de fines de 1973, la JUP se presentó por primera vez y sorprendió ganando la Federación Universitaria de Buenos Aires, correspondiente a la universidad más populosa del país y una de las más populosas del mundo, que fue rebautizada como Federación Universitaria por la Liberación Nacional de Buenos Aires (FULNBA), resultando Miguel Talento elegido presidente de la misma. La JUP triunfó en ocho de los once centros de estudiantes (Derecho, Ciencias Económicas, Medicina, Arquitectura y Filosofía y Letras, Odontología, Ciencias Veterinarias y Agronomía), obteniendo en total 20.719 votos, superando a Franja Morada (UCR) con 18.824 votos que triunfó en Ingeniería y al MOR (comunistas) con 9.459 votos, que triunfó en Ciencias Exactas y Farmacia.

#### Los gobiernos provinciales cercanos
Debido a su protagonismo en la lucha contra la dictadura y la vuelta de Perón, Montoneros tuvo la posibilidad de incidir en el armado de las listas de candidatos nacionales y provinciales. Ello hizo que varias provincias fueran conducidas por gobernadores cercanos o con buenas relaciones con Montoneros, especialmente en siete provincias: Buenos Aires, Córdoba, Formosa, Mendoza, Misiones, Misiones y Salta.

#### Los diputados de la JP
En las elecciones de 1973 el Frejuli obtuvo 147 diputados nacionales, sobre un total de 243. Una veintena de ellos se identificaban con la Tendencia Revolucionaria y eran reconocidos como "los diputados de la JP". Entre ellos se encontraban Armando Croatto (asesinado en 1979) y Carlos Kunkel, por la provincia de Buenos Aires, Roberto Vidaña y Rodolfo Vittar por Córdoba, Santiago Díaz Ortiz y Diego Muniz Barreto (asesinado en 1977), por la Capital Federal, Jorge Glellel por San Luis y Aníbal Iturrieta por Misiones, quienes renunciarían en febrero de 1974, en disconformidad con la aprobación de una serie de reformas al Código Penal, por parte del bloque del Frejuli. Otros diputados pertenecientes a la JP fueron Julio Mera Figueroa, Nicolás Giménez (Buenos Aires), Enrique Svrsek (Mendoza), Roberto Tomás Bustos, Nilda Garré, Juana Narcisa Romero (La Rioja), Juan Manuel Ramírez (Chaco), Virginia Sanguinetti, Santiago Díaz Ortiz (Córdoba).

#### El Movimiento Villero Peronista
El 5 de mayo de 1973 se constituyó formalmente el Movimiento Villero Peronista como el frente de masas de Montoneros encargado de organizar la militancia en las villas miseria. Alcanzó una amplia representatividad, combinando la militancia de las personas que habitaban las villas, el movimiento de curas villeros y la solidaridad de los jóvenes peronistas de clase media. Hacia mediados de 1973 el MVP era la mayor organización de masas del país, con presencia en unas 450 villas miseria en todo el país.
El MVP organizó dos Congresos Nacionales Villeros, el primero en la ciudad de Rosario, el 20 y 21 de octubre de 1973 y el segundo en la ciudad de Córdoba, en enero de 1974. Estableció como los puntos principales de su agenda reivindicativa, la organización de cooperativas para la construcción de viviendas, la radicación de las villas en tierras fiscales o sujetas a expropiación, el apoyo al gobierno peronista y la adhesión a Montoneros. En el primer congreso también tuvieron una importante participación curas villeros como el padre Carlos Mugica y el padre Jorge Goñi.
Inmediatamente después del Segundo Congreso del MVP, Perón intervino para ubicar al MVP bajo la dirección del ministro de Bienestar Social, José López Rega. Preocupados por la inacción del Ministerio de Bienestar Social, una asamblea del MVP en la Villa 31 (llamada en ese momento Eva Perón) decidió movilizarse a Plaza de Mayo el 25 de marzo de 1974, siendo apoyados por todas las villas de la Coordinadora Federal del MVP. Cuando la movilización villera se dirigía hacia la plaza, la Policía Federal reprimió la marcha y asesinó a uno de los manifestantes, Alberto Chejolán, mediante un balazo de Itaka en el pecho. En ese momento la Policía Federal tenía como jefe al comisario Alberto Villar, quien también era jefe operativo de la Triple A.
A medida que Montoneros agudizaba su enfrentamiento con Perón, muchos miembros del MVP se separaron de la Tendencia Revolucionaria para adherir a la JP Lealtad. La ruptura de Montoneros con Perón, el 1 de mayo de 1974 y el asesinato del padre Mugica dos semanas después, fueron puntos de inflexión decisivos para el MVP, produciendo una rápida pérdida de adherentes que llevaron a su disolución de hecho. Muchos de sus líderes y militantes resultaron asesinados o desaparecidos por el terrorismo de Estado, por la Triple A entre 1974 y marzo de 1976, y por la dictadura cívico-militar que se instalaría en el poder entre marzo de 1976 y 1983.

#### Confrontación con "la derecha" peronista: «el zurdaje»
Desde antes de que Montoneros se conformara como tal, sus miembros y las organizaciones que la integraron exhibieron una línea política de confrontación con otros sectores del peronismo considerados como "traidores", en especial dentro del sindicalismo peronista. Las "ejecuciones" de Vandor en 1969 y José Alonso en 1970, se encuentran en esa línea de confrontación, que ha sido tradicionalmente categorizada como un enfrentamiento entre "la derecha peronista" y el "peronismo de izquierda", aunque el uso del espectro izquierda-derecha resulta impreciso en este caso.
La llamada "derecha peronista" incluía a tres grandes sectores: 
- El sector mayoritario del sindicalismo peronista, que no adhería al proyecto socialista de Montoneros, ni a sus vínculos con el proyecto cubano de expansión de la vía guerrillera en América Latina;[3]
- El sector que dependía de José López Rega, secretario privado de Perón e Isabel Peron. López Rega pertenecía a la organización anticomunista secreta Propaganda Due, dirigida desde Italia por Licio Gelli, en coordinación con la CIA de Estados Unidos, la mafia italiana y un sector del Vaticano. Este sector adoptaría desde 1973, una modalidad de terrorismo de Estado, mediante el accionar de la organización terrorista Triple A y otras organizaciones vinculadas.
- Un grupo heterogéneo de agrupaciones y dirigentes peronistas "ortodoxos", que consideraban que Montoneros y la JP constituían una "infiltración marxista" en el peronismo.

Debido al activo rol desempeñado por Montoneros en el debilitamiento de la dictadura militar, que abrió las puertas a la vuelta de Perón y la realización de elecciones libres, así como la notable adhesión popular y juvenil que obtuvo durante la campaña electoral, Montoneros logró una considerable influencia en el gobierno nacional y los gobiernos provinciales, que los grupos de la llamada "derecha peronista" no pudieron neutralizar, debido a su menor participación en la campaña electoral.
Pero una vez instalado el gobierno nacional y los gobiernos provinciales que resultaron de las elecciones de 1973, de inmediato se abrió una lucha en la que los sectores de la "derecha peronista" buscaron desplazar a la "izquierda peronista", expresada principalmente por Montoneros, la JP y demás agrupaciones organizadas en la Tendencia Revolucionaria.
Esta confrontación se fue volviendo cada vez más desfavorable para Montoneros, a partir de tres grandes acontecimientos sucesivos: la renuncia de Cámpora el 13 de julio de 1973, el asesinato de Rucci el 25 de septiembre y la muerte de Perón el 1 de julio de 1974. 
En el marco de esa confrontación, los grupos de derecha, tanto peronistas como no peronistas, instalaron los motes de «zurdo» y «zurdaje», que adquirió un fuerte sentido peyorativo, estereotipando un perfil ideológico que fue utilizado para considerarlo como «el enemigo» y justificar la violación de los derechos humanos de las personas a las que se aplicaba el mote. El término y sus derivados, con el mismo sentido descalificador, se ha mantenido presente en el lenguaje de algunos sectores.

#### Montoneros y el movimiento LGBT
Durante la "primavera camporista" tuvo lugar un excepcional desarrollo del movimiento LGBT, a través del Frente de Liberación Homosexual (FLH). El FLH había surgido en 1971, como una federación de organizaciones LGBT, entre ellas el Grupo Nuestro Mundo, fundada en 1967, dos años antes de los Disturbios de Stonewall, cuando casi no existía ninguna organización LGBT en el mundo y no había ninguna en Íberoamérica. El FLH estaba liderado por Néstor Perlongher e incluía entre sus miembros a figuras como los escritores Manuel Puig y Blas Matamoro, y el ensayista Juan José Sebreli. Durante el gobierno de Cámpora el FLH lanzó la revista Somos, primera en su tipo en América Latina y participaba en las grandes manifestaciones populares juveniles de la época, acercándose a Montoneros. En el acto de asunción de Cámpora, el FLH integró la columna de la Tendencia con un cartel que citaba una frase de la Marcha Peronista: "para que reine en el pueblo el amor y la igualdad". Por esa razón los grupos de la derecha peronista, "acusaron" a la Tendencia, de ser "putos y faloperos (arg. para drogadicto)", hecho que a su vez ocasionó que los militantes de la Tendencia adoptaran una consigna homofóbica ("No somos putos, no somos faloperos, somos soldados de FAR y Montoneros"), que limitó la inserción del incipiente movimiento LGBT argentino, en el proceso de cambio que abrió la presidencia de Cámpora.

#### La masacre de Ezeiza

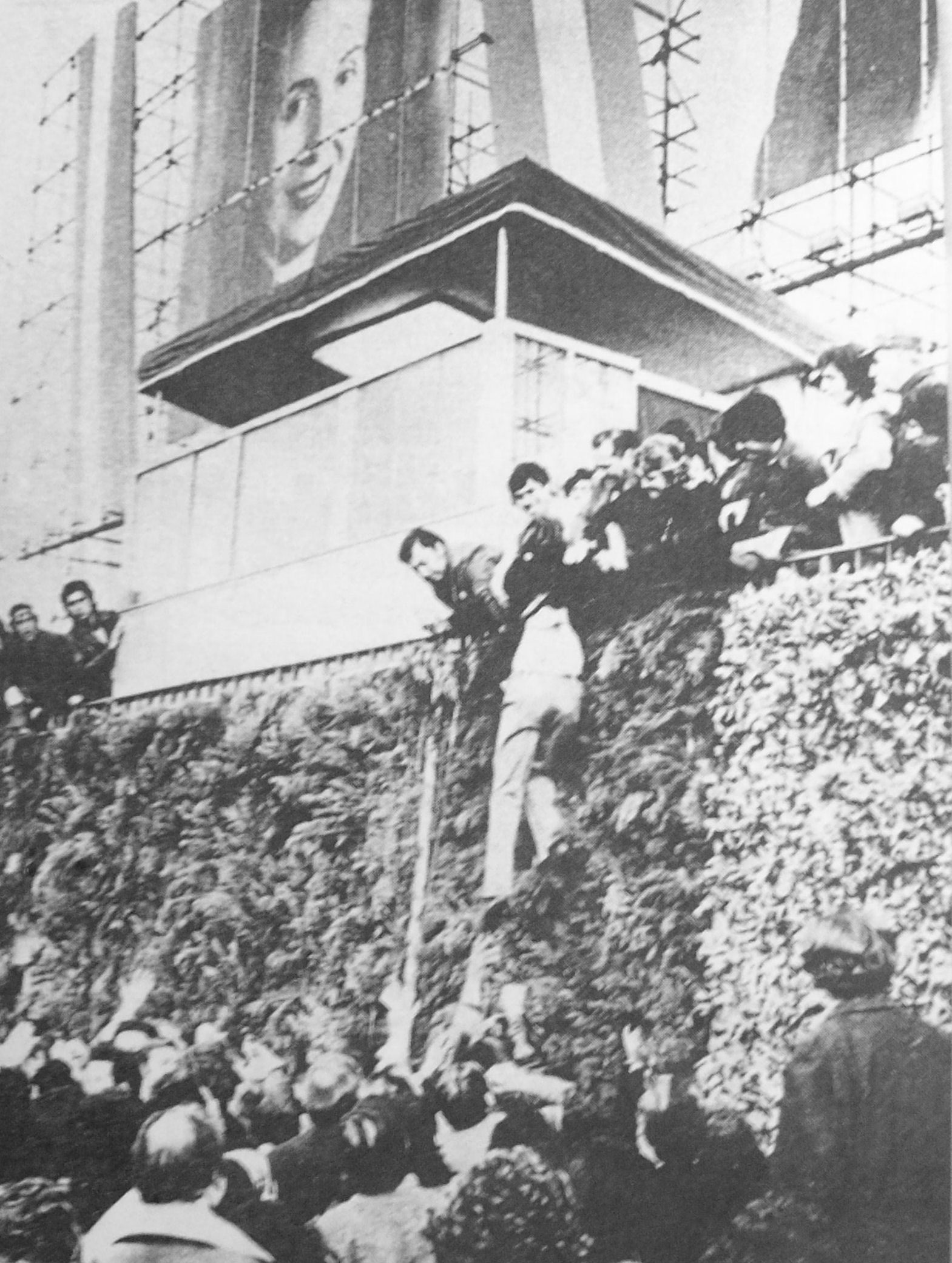
Una militante es tomado con violencia para subirlo al palco, durante los hechos de Ezeiza.

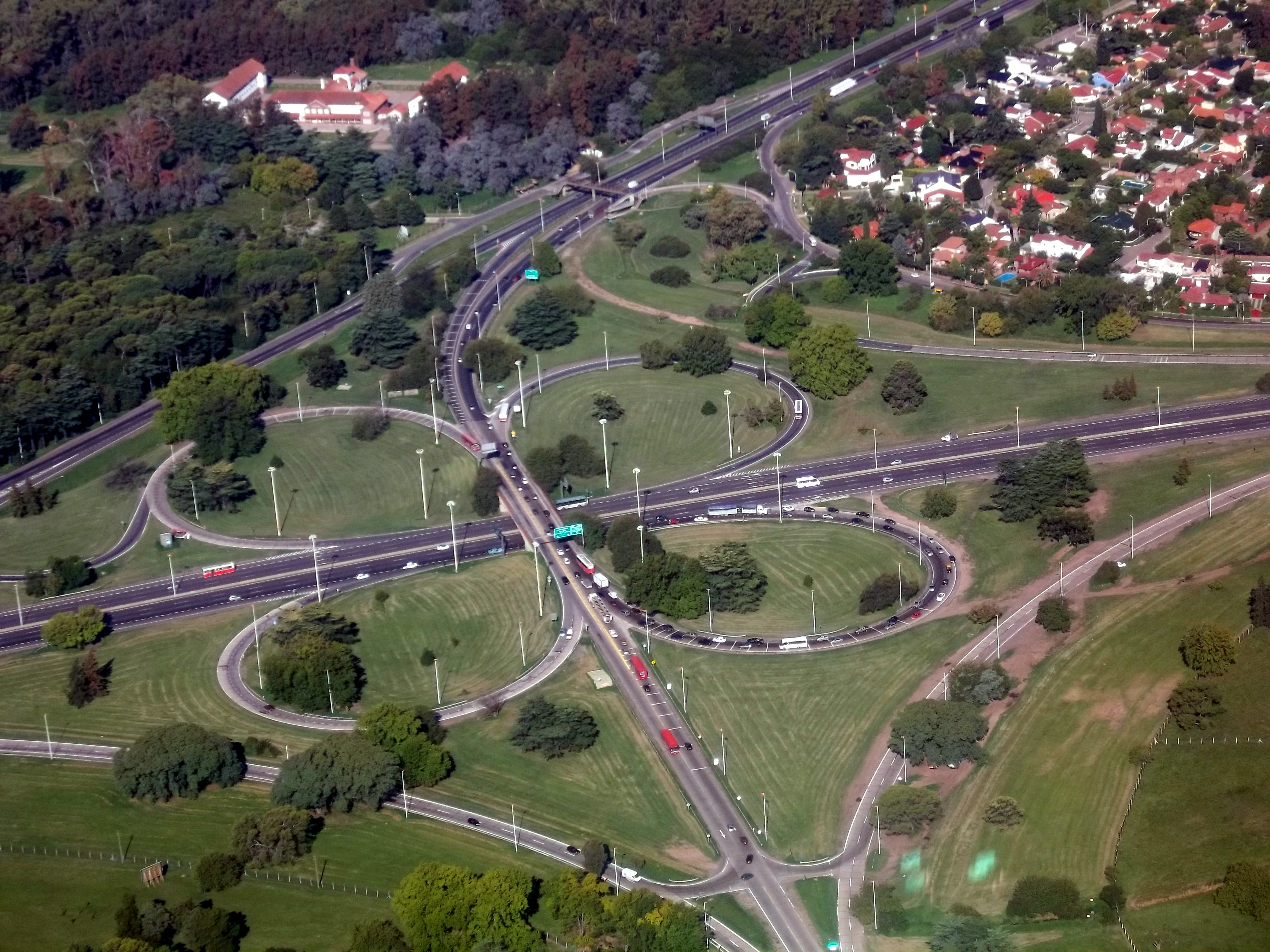
Puente en el cruce de la Autopista Ricchieri (abajo) con la Ruta 205 (arriba), donde se instaló el palco, desde donde se realizaron los disparos.

El 20 de junio de 1973, cuando aún no se había cumplido un mes de la asunción del nuevo gobierno democrático liderado por el presidente Héctor J. Cámpora, se produjo el retorno definitivo de Perón a la Argentina. Perón ya había vuelto unos días en noviembre de 1972, pero luego la dictadura volvió a prohibir su presencia en Argentina, razón por la cual no pudo estar presente en la campaña electoral, ni en el acto de toma de posesión de las autoridades constitucionales.
Se había previsto que el avión que traía de regreso a Perón aterrizara en el aeropuerto de Ezeiza, ubicado en el conurbano bonaerense, razón por la cual se congregó en el área una enorme multitud estimada entre un millón y medio y tres millones de personas —la mayor concentración en el país hasta el momento—, esperando ver al líder del peronismo, quien iba a hablar a la multitud desde un palco levantado en el cruce de la Autopista Ricchieri con la Ruta 205. 
Por expresas directivas de Perón, la seguridad de todo el operativo del regreso se delegó en el coronel (RE) Jorge Osinde, del ala derecha del peronismo, excluyendo a la Policía Federal bajo el mando de Esteban Righi, funcionario cercano a Montoneros, quien como ministro del Interior era el responsable natural de la seguridad del país. Osinde integró una fuerza de unos 300 hombres armados, varios de ellos con armas largas, reclutados entre exmilitares peronistas, así como de la CNU de Mar del Plata y el Comando de Organización de Norma Kennedy, todos ellos con "vocación de caza zurdos", como los describe el exmilitante montonero y periodista Aldo Duzdevich.
Poco después del mediodía, al aproximarse al palco una columna de unas 60 mil personas de la JP procedente del sur, por la Ruta 205, se produjo un tiroteo entre los encargados de la seguridad del acto bajo las órdenes de Osinde que se encontraban en el palco y militantes armados con armas cortas de Montoneros, que custodiaban la columna. Como resultado murieron 13 personas, hubo 365 heridas y 8 militantes peronistas fueron torturados en el aeropuerto de Ezeiza por uno de los grupos de Osinde, integrado por exmilitares dirigidos por Ciro Ahumada.

De los 13 muertos en la refriega, cuatro pertenecían a la JP: Horacio "Beto" Simona de Montoneros, Antonio Quispe de las FAR, Hugo Oscar Lanvers de la UES y Raúl Obregozo de la JP La Plata. Entre los custodios del palco las víctimas fueron tres: el capitán RE del ejército Máximo Chavarri, y los militantes del CdO: Rogelio Cuesta y Carlos Domínguez. Los otros 6 fallecidos no fueron reivindicados como militantes de ningún sector lo que indica que serían simples asistentes al acto.
Aldo Duzdevich

Al caer la tarde y ante las noticias de los enfrentamientos sucedidos en las proximidades del palco, la aeronave que traía a Perón fue desviada al Aeropuerto de Morón, el acto fue suspendido y la multitud se retiró con un sentimiento general de gran frustración, pero sin nuevos incidentes.
De inmediato Montoneros sostuvo que se trató de una "matanza" intencional, resultado de una "emboscada" fraguada por el grupo de Osinde, con Ciro Ahumada como lugarteniente y la colaboración de la CNU de Mar del Plata y el Comando de Organización, con la intención de perseguir "a los zurdos", terminología despectiva que se generalizó en la época para justificar el genocidio de los militantes de izquierda, tanto peronistas como no peronistas. La hipótesis de una "masacre" planificada por la "derecha peronista" fue sostenida por Horacio Verbitsky en una detallada investigación publicada en su libro Ezeiza (1985). Pero en sentido contrario se ha pronunciado Aldo Duzdevich, en su libro La Lealtad: los montoneros que se quedaron con Perón (2015), donde sostiene que no fue una "masacre" planificada, sino un enfrentamiento caótico y trágico, como resultado del encuentro entre dos grupos armados, fuertemente enfrentados política e ideológicamente.
El equipo de investigación dirigido por Inés Izaguirre, con base en trabajos de investigación propios y los datos registrados por Juan Carlos Marín en Los hechos armados. Argentina 1973-76 (1979), obra clásica de la sociología argentina, considera que en este período Argentina entró en una "situación de guerra civil abierta", que se inició con la Masacre de Ezeiza. En idéntico sentido, el historiador Luis Fernando Beraza sostiene que en Ezeiza se inició la "guerra civil peronista".

#### Renuncia de Cámpora
Cuando la dictadura militar estableció la restricción para presentarse como candidato presidencial a quienes no tuvieran su residencia en la Argentina después del 25 de agosto de 1972, con el fin de impedir que Perón lo hiciera, el propio Perón alertó sobre el peligro que significaba conformar un gobierno que dejara al margen a la persona más representativa del país:

Si en las próximas elecciones no se llama a elecciones generales, ofreciendo todas las garantías constitucionales, será difícil evitar la guerra civil... Yo les contesté (a los enviados de Lanusse) que no había trato y que sólo debían llamar a elecciones. Y si quiere Lanusse, que se presente nomás a las elecciones presidenciales, por mi yo tengo más posibilidades de salir primer ministro o rey de Inglaterra que Lanusse presidente de los argentinos. Yo seré presidente, no puedo negarme a pesar de mis 76 años.
Juan D. Perón

El alerta de Perón no fue atendido y la dictadura le prohibió presentar su candidatura, dando así origen a una situación política de alta inestabilidad, debido a que la institucionalidad no se correspondía con el poder real. La famosa consigna electoral del Frejuli "Cámpora al gobierno, Perón al poder", daba cuenta de esa irregularidad institucional. El 29 de junio el diario La Opinión de Jacobo Timermann publicó por primera vez el trascendido de que Cámpora y Solano Lima renunciarían. La decisión fue tomada en la reunión del gabinete de ministros realizada el 4 de julio, donde se aprobó también la propuesta de José López Rega —líder del sector más extremista de la "derecha peronista"— de evitar que el mando pasara al presidente provisional del Senado Alejandro Díaz Bialet, como correspondía por la ley de acefalía, enviándolo a una misión fuera del país, para que recayera en su yerno Raúl Lastiri, presidente de la Cámara de Diputados. El 12 de julio el vicepresidente Solano Lima anunció públicamente que él y el presidente Cámpora firmarían sus renuncias al día siguiente y que habría nuevas elecciones. Al día siguiente Cámpora y Solano Lima presentaron sus renuncias ante el Congreso Nacional reunido en Asamblea Legislativa (ambas cámaras juntas), que aprobó las mismas y le tomó el juramento constitucional como presidente de la Nación a Raúl Lastiri.
El hecho fue un golpe para Montoneros que intentó presionar para que la Asamblea Legislativa eligiera a Perón —en lugar de Lastiri— y que la fórmula presidencial fuera Perón-Cámpora. Para entonces, unos días antes se había producido el golpe de Estado en Uruguay del 27 de junio de 1973, con apoyo abierto de Estados Unidos y la indiferencia de Europa, agravando las condiciones de viabilidad de un gobierno democrático en Argentina.

#### Interinato de Lastiri y la teoría del cerco

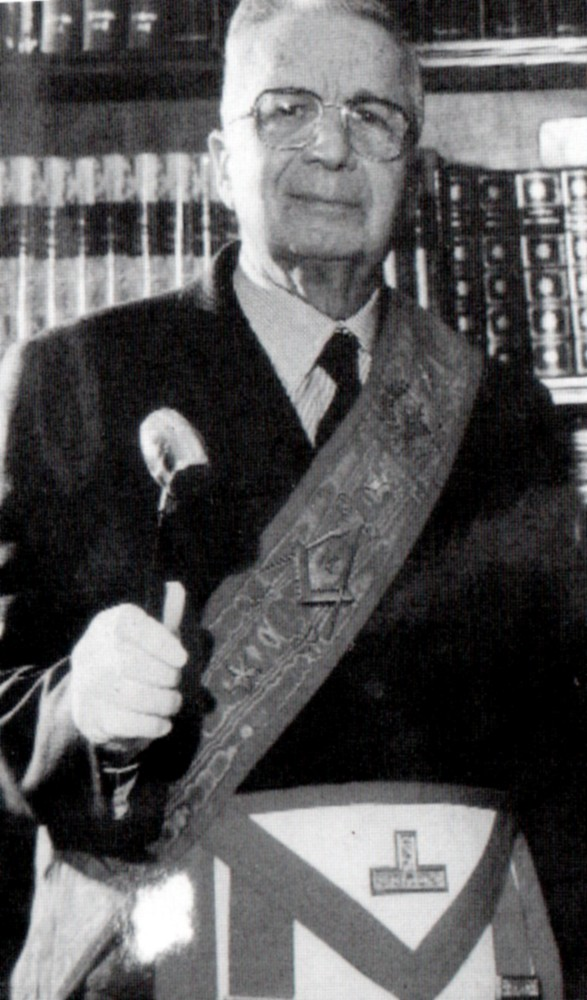
Licio Gelli, gran maestro de la logia masónica anticomunista Propaganda Due, influyó para que dos miembros de la logia, el propio presidente Lastiri y el canciller Vignes, asumieran cargos de relevancia en el gobierno argentino. Otro de sus miembros, José López Rega ya era ministro y se fortaleció con el cambio de gobierno. Gelli sería condecorado por la Argentina durante la tercera presidencia de Perón.

Raúl Lastiri fue interinamente presidente de la Nación durante 91 días, desde el 13 de julio hasta el 12 de octubre, cuando asumió la presidencia el general Perón. Al igual que su suegro, José López Rega, Lastiri pertenecía y tenía su base de poder en la logia anticomunista Propaganda Due dirigida desde Italia por Licio Gelli. Como ministro de Relaciones Exterior designó a Alberto Vignes (en reemplazo de Juan Carlos Puig), miembro de la logia P2, al igual que López Rega y Lastiri. Vignes fue personalmente recomendado a Perón por el propio Licio Gelli.
Durante su gobierno la situación de la región se agravó considerablemente, cuando el 11 de septiembre resultó derrocado y muerto el presidente de Chile, Salvador Allende, por un golpe cívico-militar, apoyado desembozadamente por Estados Unidos y varias empresas multinacionales. Argentina quedó como el único país de la región que preservaba el sistema democrático.
Durante este período Montoneros desarrolló la «teoría del cerco», atribuyéndole al "brujo" López Rega y su grupo de extrema derecha anticomunista, haber cercado a Perón, con el fin de aislarlo de Montoneros y el resto de las fuerzas integrantes de la Tendencia, para impedirle conocer la alta representatividad popular de la que gozaba.
Con el fin de "romper el cerco", Montoneros organizó una movilización el 21 de julio de 1973 a la casa de Perón, ubicada en la calle Gaspar Campos 1065, de la ciudad de Vicente López, en el conurbano bonaerense. Unos 60 000 jóvenes, perfectamente encolumnados a lo largo de varias cuadras, testimoniaba que la Tendencia era la fuerza más representativa de la juventud peronista, equivalente en su capacidad de movilización a la rama sindical. Cuando la manifestación llegó a las proximidades de su casa, Perón, convocó a los dirigentes de la JP, Dante Gullo, Juan Carlos Añón, Miguel Lizaso y Roberto Ahumada, a reunirse con él en la Residencia Presidencial de Olivos, ubicada a pocas cuadras. Perón recibió a los dirigentes de la JP acompañado del presidente Lastiri y su suegro y jefe político, el ministro López Rega, blanco principal de las consignas de la Tendencia, señalándolo como traidor y responsable de la Masacre de Ezeiza, junto a su subordinado, el coronel Osinde. Pese a que Montoneros presentó la reunión como la "ruptura del cerco" y el establecimiento a partir de ese momento de un "contacto permanente y sin intermediarios", el resultado real fue que, a partir de ese momento, Perón dispuso que fuera López Rega quien obrara como intermediario con la Tendencia y que se reorganizara la Juventud Peronista. Para este último fin, unos días después López Rega conformó la Juventud Peronista de la República Argentina (JPRA), que sería conocida en la jerga política como "jota perra", sin participación de la Tendencia y bajo la conducción de Julio Yessi, señalado como uno de los líderes de la organización parapolicial Triple A, que haría su primera aparición pública tres meses después.
Tres meses después, en un documento interno titulado "Charla de la Conducción Nacional de Montoneros ante las agrupaciones de los frentes", Montoneros reconoce que la teoría del cerco era errónea y que constituía "pensamiento mágico", producto del "infantilismo político".

#### Perón presidente

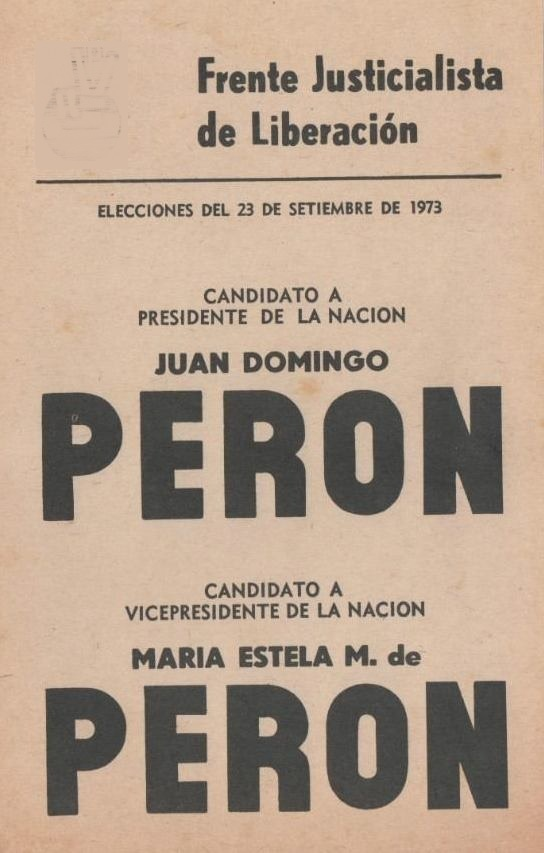
La boleta del Frejuli llevando la candidatura de Perón-Perón.

Como consecuencia de la renuncia de Cámpora y Solano Lima, debía convocarse a nuevas elecciones presidenciales, esta vez sin la prohibición de la candidatura de Perón dispuesta por la dictadura, que había llevado a la anomalía constitucional de que la persona con mayor apoyo político del país no pudiera ser elegida presidenta.
Nadie dudaba que Perón ganaría las elecciones holgadamente, pero su salud estaba tan deteriorada que era de conocimiento general en el ámbito político, que probablemente moriría durante su mandato. Por lo tanto la definición de la candidatura vicepresidencial era de máxima importancia. Perón era consciente de su estado de salud y no quería una fórmula peronista. Hasta último momento intentó concretar la fórmula Perón-Balbín, de unidad peronista-radical, que pudiera lograr la "reconciliación nacional". Montoneros apoyó la candidatura de Balbín, pero el rechazo de la rama sindical y el grupo de López Rega/Lastiri, decantó la nominación hacia la esposa de Perón, María Estela Martínez de Perón.
Durante la campaña electoral, el 22 de agosto, la Tendencia realizó un acto multitudinario en el estadio del Club Atlético Atlanta en el que, por primera vez habló públicamente un miembro de la conducción de Montoneros, en este caso Mario Firmenich, primero en la conducción nacional de la organización. La revista El Descamisado cubrió el acto con el título de tapa de "Perón Presidente. 22 de agosto. Discurso completo de Firmenich" y una imagen de la bandera de Estados Unidos siendo quemada. Firmenich fue crítico con el gobierno, especialmente contra la candidatura de Isabel Perón y el Pacto Social, debido a la conducción de Rucci:

El pacto social, podemos decir que es un acuerdo, o debería ser, un acuerdo que formaliza la alianza de clases, pero regido y gobernado por la clase trabajadora… debería ser. Pero en la actualidad el pacto social no refleja eso, y no refleja eso porque en la constitución de esa alianza los trabajadores no tienen representantes… Porque tienen allí, en la CGT, una burocracia con cuatro burócratas que no representan ni a su abuela…
(La multitud presente corea las consignas «se va a acabar la burocracia sindical» y «Rucci traidor a vos te va a pasar lo que le pasó a Vandor»).
Compañeros: Esa consigna… refleja verdaderamente lo que estamos diciendo… no existe la más mínima posibilidad.
Mario Firmenich, fragmento del discurso publicado por El Descamisado.

Finalmente las elecciones se realizaron el 23 de septiembre, con un triunfo abrumador de Perón, quien obtuvo un 61,85 % de los votos, superando por más de 35 puntos porcentuales al radicalismo, encabezado por Balbín. La fecha de asunción se fijó para el 12 de octubre, pero dos días después de las elecciones se produjo un hecho que tuvo graves consecuencias políticas, muy especialmente para la ubicación de Montoneros en la política argentina: el asesinato de Rucci.

#### El asesinato de Rucci y la eventual autoría de Montoneros

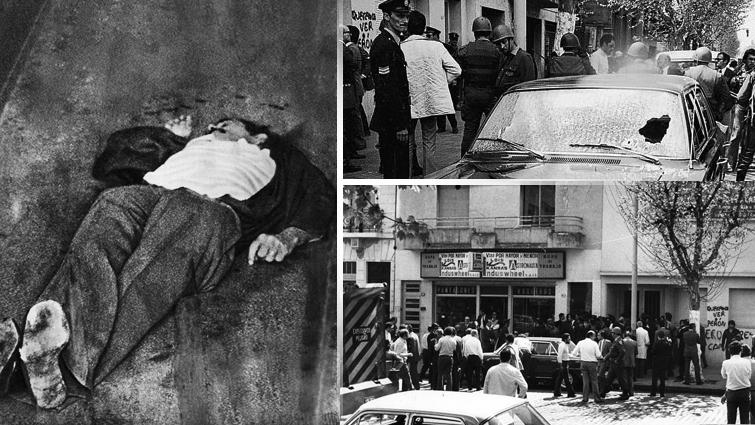
El asesinato de Rucci aisló a Montoneros del resto del Movimiento Peronista.

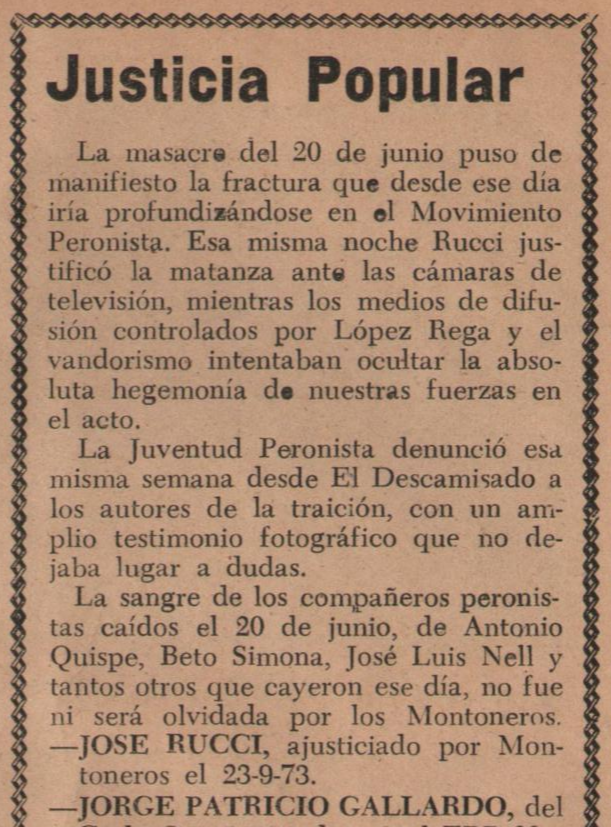
Facsímil del artículo titulado "Justicia popular", publicado en el órgano de prensa de Montoneros Evita Montonera, donde se atribuye el "ajusticiamiento" de Rucci (junio/julio 1975).

Dos días después de las elecciones, fue asesinado por un comando el secretario general de la CGT José Ignacio Rucci, en un hecho confuso que una investigación judicial insuficiente no pudo resolver. Rucci desempeñaba un papel esencial en la estrategia de Perón. Ninguna organización se atribuyó el asesinato en ese momento y Montoneros, puntualmente, mantuvo silencio sobre el hecho. Sin embargo, dos años después Montoneros se atribuyó explícitamente el crimen en la página 18 de su órgano oficial de prensa, la revista Evita Montonera n.º 5, donde en un artículo referido a la Masacre de Ezeiza y titulado "Justicia popular", incluye una lista de personas "ajusticiadas". La primera de ellas, textualmente dice: 

JOSE RUCCI, ajusticiado por Montoneros el 25-09-73.
"Justicia popular", Evita Montonera No. 5, pag. 18.

La mayoría de los investigadores y protagonistas de la época sostienen que el asesinato probablemente haya sido cometido por las FAR, por entonces en proceso de fusión con Montoneros, aunque también existen indicios de que pudo haber sido cometido por la Triple A, bajo órdenes de López Rega. La posibilidad de que Montoneros hubiera dado su aprobación explícita o implícita al atentado es objeto de fuertes debates, incluso entre personas que ocuparon cargos de mucha responsabilidad en la organización.
Los análisis del crimen concuerdan en que se trató de un hecho histórico decisivo, que perjudicó tanto a Perón —que perdió a su hombre de confianza dentro de un movimiento sindical con el que no tenía una buena relación—, como a Montoneros y la Tendencia, enfrentándola con Perón y aislándola del resto del peronismo. Montoneros sostenía públicamente que Rucci había sido uno de los autores intelectuales de la Masacre de Ezeiza, lo consideraba un traidor y venía promoviendo la consigna anticipando su muerte ("Rucci traidor, a vos te va a pasar lo que le pasó a Vandor"). Apenas un mes antes, en el acto de Atlanta, Firmenich había respondido a la militancia que coreaba la consigna, diciendo que "Esa consigna… refleja verdaderamente lo que estamos diciendo".
El asesinato provocó una conmoción política. El sindicalismo ortodoxo y la CGT interpretaron este atentado como una abierta declaración de guerra. En el análisis del periodista Ricardo Grassi, que fue director de El Descamisado, "Montoneros y la izquierda peronista no tuvieron la flexibilidad para generar una situación que permitiese negociar. Todo era 'de máxima'. A partir de matarlo a Rucci se perdió toda posibilidad de negociación".
Dos días después y como réplica, Enrique Grynberg, director de investigaciones de la Universidad de Buenos Aires y miembro de la Tendencia, fue asesinado en su casa, delante de su esposa y sus hijos. En esos días, el periodista Edgardo Sajón, exsecretario de Prensa de la dictadura de Lanusse, le escribió a su jefe una carta transmitiéndole su preocupación por el rumbo que comenzaba a tomar la violencia política:

Y yo me pregunto ¿qué es esto, dónde estamos, hacia dónde vamos? ¿O es que vamos a combatir la guerrilla con el fascismo?"
Edgardo Sajón

Cuatro años después Sajón fue detenido-desaparecido por la dictadura que derrocó al gobierno peronista.

#### Orden Reservada del Consejo Superior
El 1 de octubre el Consejo Superior Peronista, presidido por Perón, aprobó por unanimidad una Orden Reservada declarando la guerra contra el marxismo. Consideraba que el asesinato de Rucci era parte de una "guerra" desencadenada "por los grupos marxistas terroristas y subversivos" y sostenía que la guerra contra el marxismo no podía ser eludida, colocándola desde ese momento como la tarea central a la que debían abocarse todos los peronistas. Establecía "directivas" precisas para combatir la "infiltración" ideológica del marxismo en el peronismo, que abarcaba desde acciones de "reafirmación doctrinaria", hasta un sistema de "inteligencia" interno con el fin de detectar a los marxistas y expulsarlos. El Documento ordenaba impedir la propaganda de los grupos marxistas y aclaraba que esa actividad debía maximizarse cuando "se presenten como si fueran peronistas, para confundir". Los grupos marxistas debían ser excluidos de los actos y locales partidarios, "por todos los medios". El documento prohibía también los cánticos, publicaciones y manifestaciones críticas entre grupos peronistas, así como el cuestionamiento público a los funcionarios del peronismo. La Orden contiene una directiva final dedicada a los dirigentes que ocupaban funciones en los gobiernos "nacionales o provinciales o municipales", para "impulsar de inmediato" las medidas necesarias para el "desenvolvimiento de esta lucha".
La Orden Reservada del 1 de octubre formalizó la decisión de la conducción del Movimiento Peronista de excluir a Montoneros del mismo, como una corriente ajena al peronismo. El documento recoge la idea de que Montoneros era parte de una "infiltración marxista" en el peronismo, que en el contexto de la época, significaba llevar las diferencias internas del peronismo a los términos de la Guerra Fría y la Doctrina de la Seguridad Nacional.

#### Operativo Dorrego

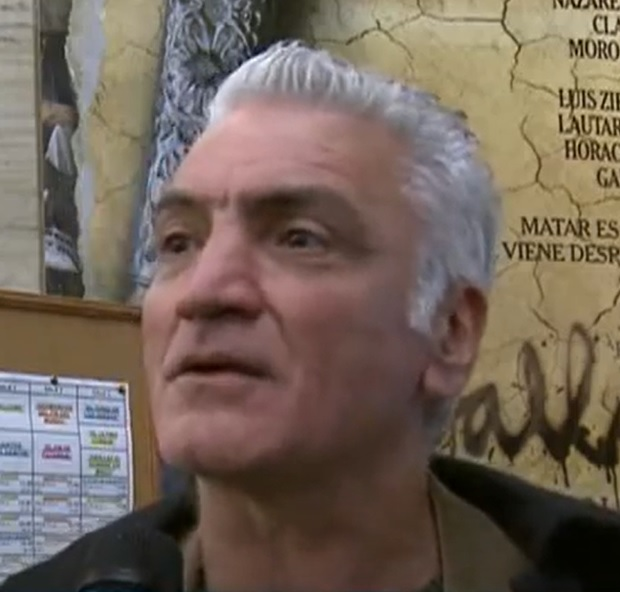
Juan Carlos Dante Gullo en 2011; fue el responsable de la JP en el Operativo Dorrego.

El 4 de octubre el gobernador de la Provincia de Buenos Aires, Oscar Bidegain, uno de los gobernadores cercanos a Montoneros, dio inicio al Operativo Dorrego, que se extendería hasta el 25 de octubre. El Operativo fue una movilización humanitaria que incluyó a soldados, militantes de la Juventud Peronista y organizaciones juveniles de otros partidos, con el fin de colaborar con la población y reconstruir una amplia área de la Provincia de Buenos Aires, afectada catastróficamente por grandes inundaciones que causaron hambre, destrucción de viviendas, caminos e instalaciones. Tuvo como peculiaridad que el Ejército y Montoneros coordinaron conjuntamente el operativo. El responsable del Ejército en el terreno fue el general Albano Harguindeguy —luego ministro del Interior de la dictadura instalada en 1976—, mientras que el responsable de Montoneros fue Norberto Habegger —quien desaparecería en 1978— y el responsable de la JP era Dante Gullo. Al cierre del operativo, soldados y militantes juveniles desfilaron juntos, ante las autoridades civiles y militares.
El Operativo Dorrego era parte de una política de convivencia y acercamiento entre las Fuerzas Armadas y Montoneros, que llevaba adelante el comandante en jefe del Ejército, general Jorge Raúl Carcagno, acompañado por los coroneles Juan Jaime Cesio y Carlos Dalla Tea. Indicaba una tendencia política que marchaba en el sentido inverso al enfrentamiento entre izquierda y derecha que habían agudizado la Masacre de Ezeiza y el asesinato de Rucci.

#### Fusión con las FAR. Separación de la JP Lealtad

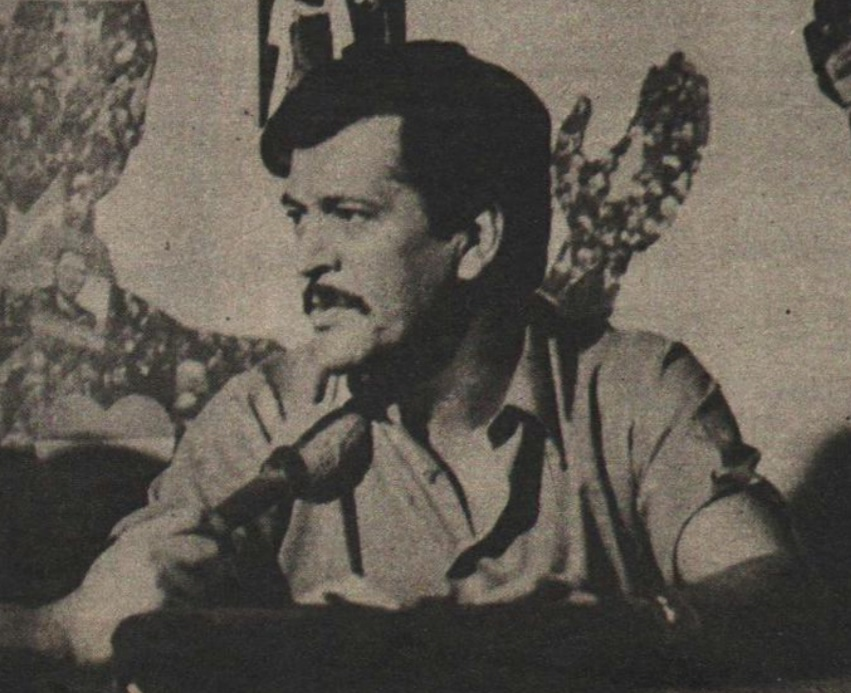
Con la fusión Montoneros-FAR, Roberto Quieto, número uno de las FAR se suma a la Conducción Nacional de Montoneros, como número tres, detrás de Firmenich y Perdía.

El mismo día que Perón asumió la Presidencia, el 12 de octubre, Montoneros se fusionó definitivamente con las FAR, manteniendo el nombre único de Montoneros. Hacia 1971 las cuatro organizaciones guerrilleras peronistas (Montoneros, FAP, FAR y Descamisados) habían intentado unirse en las OAP (Organizaciones Armadas Peronistas), pero las diferencias en torno a la posibilidad de que Perón volviera a la Argentina («Luche y vuelve») y el rol de las organizaciones guerrilleras en un eventual "gobierno popular", alejaron a las FAR de Montoneros, a la vez que acercaron a Montoneros y Descamisados, que terminaron fusionándose a fines de 1972.
La Conducción Nacional quedó en manos de Mario Firmenich, Roberto Perdía y Roberto Quieto, en ese orden. En una segunda línea de mando se encontraba el Secretariado Nacional, con secretarías como Militar, Finanzas, Logística, Prensa, Organización, Propaganda y Adoctrinamiento, etc. La estructura organizativa se completaba con las regionales provinciales, mientras que en el Área Metropolitana de Buenos Aires se formaron cinco columnas, Capital, Norte, Oeste, Sur y La Plata.
Las FAR tenían una ideología estrictamente marxista, considerablemente diferente del peronismo y el catolicismo militante sobre los que se construyó Montoneros. Amorín destaca el hecho de que «más allá de valorar la lucha popular peronista, carecían de experiencia respecto del peronismo real, del peronismo como un conjunto heterogéneo (contradictorio y fragmentado, policlasista y multigeneracional), del peronismo como un movimiento (se mueve, avanza, retrocede, se desvía, cambia), con mitos comunes, algunos intereses en común y un consenso: delegar la estrategia del movimiento en su líder». El éxito de la táctica montonera al organizar el retorno de Perón al país en noviembre de 1972 y obtener una adhesión masiva principalmente entre los jóvenes, impulsó que las FAR se acercaran hacia las posturas montoneras hasta culminar en la fusión, luego de meses de debates y discusiones.
En el acta de unidad, ambas fuerzas declaran que el objetivo inmediato de la fusión apuntaba a intervenir activamente en la reorganización de Movimiento Peronista que había convocado Perón:

La unidad de nuestras organizaciones está orientada a contribuir al proceso de reorganización y democratización del Movimiento Peronista a que nos ha convocado el General Perón para lograr la participación orgánica de la clase trabajadora en su conducción, única garantía de que la unidad del pueblo argentino en el Frente de Liberación bajo la dirección del Movimiento Peronista, haga efectivos los objetivos de Liberación Nacional y Justicia Social, hacia la construcción del Socialismo Nacional y la unidad latinoamericana.

Pero simultáneamente, el asesinato de Rucci aisló a Montoneros y la Tendencia Revolucionaria del resto del peronismo, y comenzó a reducir la adhesión popular y juvenil que había logrados picos muy altos en el año previo. No hay certeza plena de que Montoneros haya matado a Rucci —décadas después la discusión continúa—, pero su silencio ante un hecho condenado por todos los sectores sociales, el trato público de "traidor" y la advertencia por medio de los cánticos en las manifestaciones de que "le pasaría lo mismo que Vandor", hizo que, de todas formas, la responsabilidad política y moral recayera sobre Montoneros.
Lo cierto es que el asesinato de Rucci produjo el alejamiento de muchos militantes y simpatizantes de Montoneros. La manifestación más evidente de ese hecho fue la separación que produjo el nacimiento de la organización Montoneros Soldados de Perón, más conocida como JP Lealtad —que reconocía como único liderazgo el de Perón y que empezó a configurarse en ese momento, aunque se formalizaría en marzo de 1974—. Manteniendo el esquema organizativo de Montoneros, la JP Lealtad (Montoneros Soldados de Perón) creó también la Unión de Estudiantes Secundarios Lealtad, la Juventud Universitaria Lealtad y la Juventud Trabajadora Peronista Lealtad, con núcleos en Capital Federal, provincia de Buenos Aires, Santa Fe, Corrientes, Neuquén y algunas otras ciudades del sur. Entre sus dirigentes, estaban Eduardo Moreno, Alejandro Peyrou, Enrique Padilla, Nicolás Giménez, Norberto Ivancich, Ernesto Villanueva, Jorge Obeid, Patricio Jeanmaire, los sacerdotes Jorge Galli y Jorge Goñi, Horacio González, Edmundo González, José R. Canalls, Ricardo Gómez, Mario Maidovani, Norberto Ivancich, Mario Cisneros, Enrique H. Vallejos, Roberto Hyon y Víctor Espinosa.
La JP Lealtad no pudo canalizar la masificación que Montoneros había logrado en 1972/1973, pero expresó el deseo de muchos jóvenes revolucionarios de transitar un proceso de transformaciones en paz y en democracia, evitando tomar el camino de violencia política creciente que había abierto el asesinato de Rucci. Aldo Duzdevich, uno de los montoneros que fundó la JP Lealtad y autor de uno de los pocos trabajos que han estudiado aquel cisma, señala en una entrevista que la separación "le salvó la vida". Duzdevich llega a comparar a la conducción de Montoneros de ese momento con el flautista de Hamelín:

Realmente muchos de nosotros que en ese momento podríamos haber seguido el camino detrás del Flautista de Hamelin, que se llamaba Mario Firmenich, no lo seguimos; seguimos a otros compañeros y eso permitió que hoy estemos aquí. En ese momento salvar vidas no representaba algo que se asociara al mérito sino, más bien, era condenado como un acto de cobardía. Parecía que la revolución exigía la mayor entrega de sangre que fuera posible.
Aldo Duzdevich

#### "El gobierno peronista contra las «provincias montoneras»"
El gobierno peronista contra las «provincias montoneras» es el título de un libro de Alicia Servetto, que da cuenta del avance sobre las posiciones que Montoneros tenía en las provincias, una vez que Perón asumió la Presidencia el 12 de octubre de 1973. De esta manera se llevaba a cabo la Orden Reservada del Consejo Superior Peronista dictada el 1 de octubre, para combatir la "infiltración" ideológica del marxismo en el peronismo y expulsar a sus agentes "por todos los medios". La Orden contenía una directiva final dedicada a los dirigentes que ocupaban funciones en los gobiernos "nacionales o provinciales o municipales", para "impulsar de inmediato" las medidas necesarias para el "desenvolvimiento de esta lucha". La novela clásica No habrá más penas ni olvido (1987), de Osvaldo Soriano, y el film realizado sobre la misma, ficcionaliza en un pequeño pueblo, en forma de tragedia, aquel enfrentamiento entre peronistas, muchas veces amigos de toda la vida, que se repitió en todos los ámbitos.
El 17 de noviembre de 1973 accediendo al pedido de Perón, el Congreso Nacional intervino los tres poderes de la provincia de Formosa, liderado por el gobernador y sindicalista Antenor Gauna, cercano a la JP. El 30 de noviembre de 1973 murieron en un accidente de avión el gobernador de Misiones, Juan Manuel Irrazábal y su vicegobernador, César Ayrault, sospechándose de un atentado cometido por la Triple A.
En la Provincia de Buenos Aires gobernaba Oscar Bidegain, miembro de la Tendencia y futuro presidente del Partido Peronista Auténtico con el que Montoneros intentó disputar la representatividad del peronismo al Partido Justicialista. La situación de Bidegain fue desestabilizada como consecuencia del ataque a la guarnición militar de Azul realizado por el Ejército Revolucionario del Pueblo (ERP), el 19 de enero de 1974. Pocas horas después Perón habló por televisión culpando del hecho al gobierno de la provincia, encabezado por Oscar Bidegain, atribuyéndole una "tolerancia culposa" ante el accionar de la guerrilla:

No es por casualidad que estas acciones se produzcan en determinadas jurisdicciones. Es indudable que ellas obedecen a una impunidad en la que la desaprensión e incapacidad lo hacen posible, o lo que sería aún peor, si mediara, como se sospecha, una tolerancia culposa.
Juan D. Perón

Cuatro días después, la presión política sobre Bidegain lo obligaría a renunciar a la gobernación, asumiendo en su reemplazo el vicegobernador Victorio Calabró, sindicalista ortodoxo y enemigo declarado de Bidegain y de la Tendencia Revolucionaria.
En Córdoba, el 27 de febrero de 1974 se produjo un golpe de Estado conocido como el Navarrazo, que derrocó al gobernador Ricardo Obregón Cano y al vicegobernador Atilio López. El golpe fue realizado por la policía provincial, con el apoyo activo de la Juventud Sindical Peronista y la participación del empresariado y los sectores conservadores locales. Los golpistas asaltaron la sede gubernamental, deteniendo al gobernador y al vicegobernador, y a más de setenta funcionarios. Tres días después Perón envió al Congreso el proyecto para intervenir la provincia, que fue aprobado ese mismo día, y designó a un interventor con la instrucción de no reponer en sus cargos a las autoridades constitucionales, convalidando de ese modo el golpe de Estado.
En la provincia de Mendoza, el 6 de junio de 1974 fue removido el gobernador Alberto Martínez Baca, mediante juicio político por la legislatura local. Las maniobras para remover al gobernador mendocino habían comenzado el año anterior, con el argumento de que Martínez Baca era "zurdo". A fines de octubre de 1973, el bloque peronista se divide y el sector mayoritario exige la renuncia del gobernador. A principios de febrero de 1974 el interventor del PJ, José Eleuterio Cardozo convocó una asamblea del partido, bajo el lema "¡Perón, Mazorca, los zurdos a la horca!", en la que se exigió la separación de todos los funcionarios cuestionados o señalados como infiltrados marxistas. Al mes siguiente una comisión de la Cámara de Senadores recomendó iniciar el juicio político a Martínez Baca. El 5 de junio de 1974 se inició el juicio político al gobernador y se dispuso su suspensión a partir del día siguiente.
Los otros dos gobernadores cercanos a Montoneros, Jorge Cepernic en Santa Cruz y Miguel Ragone en Salta, serían desplazados en octubre y noviembre de 1974, por Isabel Perón, ya en la presidencia a causa de la muerte de Perón.

#### La Triple A

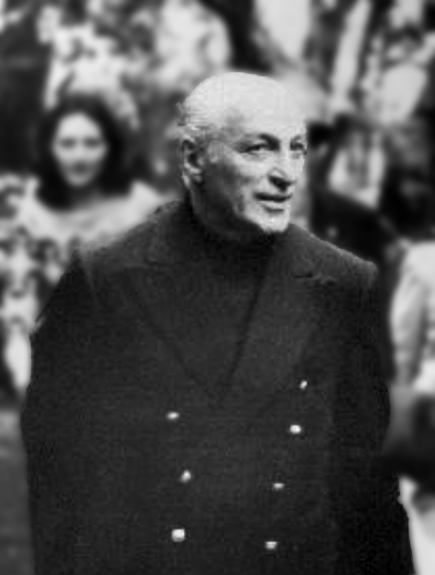
López Rega, ministro de Bienestar Social y jefe de la Triple A.

Paralelamente al desplazamiento de los gobernadores cercanos a Montoneros, comenzó a actuar la Triple A (Alianza Anticomunista Argentina), una organización terrorista dirigida desde el Ministerio de Bienestar Social, por el ministro López Rega, utilizando la red y los recursos de la logia Propaganda Due en el marco de las operaciones Gladio y Gianoglio, y la CIA, que llegó a ser coordinada internacionalmente a través del Plan Cóndor y se vinculó a los sectores militares que se preparaban para realizar un golpe de Estado, en caso de morir Perón. En este período asumió en el Departamento de Estado de los Estados Unidos Henry Kissinger (23 de septiembre de 1973), quien habría de desempeñar un papel central en la utilización sistemática del terrorismo de Estado. El 19 de diciembre de 1973, el presidente estadounidense Richard Nixon nombró a Robert C. Hill como embajador en Argentina; Hill, que había desempeñado un papel estratégico en el golpe de Estado de 1954 contra Jacobo Arbenz en Guatemala, había establecido estrechas relaciones con José López Rega en España, donde fue embajador hasta su traslado a Buenos Aires; una de las primeras gestiones de Hill fue obtener un crédito de Estados Unidos para el Ministerio de Bienestar Social para combatir el narcotráfico, que fue utilizado para financiar la Triple A. El propio Gelli dijo que «Pusimos a Cámpora y decidimos echar a los Montoneros», en un reportaje para Canal 13 de la Argentina; el historiador Jorge Zicolillo explica que el plan de la P2 era crear "un grupo de tareas capaz de acomodarse a la estrategia anticomunista de la Operación Gladio que, sin ocultar sus intenciones y con la bandera de la ortodoxia peronista por delante, preparase el terreno para un gobierno totalitario, neofascista y profundamente anticomunista", encabezado por otro miembro de la logia, el almirante Eduardo Massera.
El 13 de mayo de 1974 Perón designó al comisario Alberto Villar como jefe de la Policía Federal. Villar, de ideología antiperonista, que había recibido adiestramiento para guerra contrarrevolucionaria en Francia y fue luego el primer policía latinoamericano en recibir entrenamiento en técnicas de interrogación en la Escuela de las Américas, se convertiría en esos meses en una de las cabezas de la Triple A.
Parte de la prensa y de los sectores empresariales conservadores antiperonistas, también promovían explícitamente el terrorismo de Estado. El 17 de marzo de 1974, el economista y empresario Juan Alemann —que sería alto funcionario de la dictadura instalada en 1976—, recomendaba en una nota editorial del Argentinisches Tageblatt, aplicar en Argentina los Directivas de Noche y Niebla que Hitler había impartido para hacer desaparecer a los opositores al nazismo:

Si uno ve esta guerra sucia desde un punto de vista meramente militar, llega a la conclusión de que el gobierno puede acelerar y facilitar considerablemente su victoria, actuando contra las cúpulas manifiestas —de ser posible en "noche y niebla"— y sin que esto trascienda demasiado. Si Firmenich, Quieto, Ortega Peña, etc., desaparecieran de escena, esto implicaría un golpe extremadamente duro para el terrorismo.
Juan Alemann

La Triple A reclutó y coordinó grupos terroristas de derecha que venían actuando con anterioridad, como la CNU, así como policías, militares y espías. La Triple A tenía ocho "grupos ejecutivos", encargados de cometer materialmente los crímenes, un área de acción psicológica conducida por el periodista Carlos Villone, encargado de actuar sobre los medios de comunicación y en especial Canal 11, y un área encargada de organizar los grupos de choque de apoyo, a cargo de Julio Yessi, secretario general de la Juventud Peronista de la República Argentina (JPRA).
El 23 de noviembre de 1973 la Triple A realizó el primer atentado que se atribuyó, haciendo estallar una bomba en el automóvil del senador Hipólito Solari Yrigoyen, perteneciente a la izquierda de la Unión Cívica Radical, quien resultó gravemente herido. Pero sería el primero de una serie de cientos de actos de terrorismo de Estado, hasta que la dictadura establecida el 24 de marzo de 1976 dispusiera su desarticulación.
Uno de los blancos principales de la Triple A fue Montoneros, especialmente gran cantidad de cuadros intermedios y militantes de base en los frentes de masas. Pero la Triple A y su órgano de prensa El Caudillo, instalaron un discurso de exterminio o "aniquilamiento" generalizado de todo un sector de la población, identificado como "los zurdos" o "el zurdaje". Poco después de la muerte de Perón, El Caudillo publicó un número con el título de tapa "Quién le tema a la AAA", reivindicando su accionar bajo el lema "El mejor enemigo es el enemigo muerto". Este exterminio adquiría la naturaleza de genocidio al proyectarse sobre las personas que tuvieran "ideas de izquierda", sin relación con la posibilidad de que hubieran cometido algún delito o no, incluyendo a sus familiares y descendientes. Artistas, escritores, periodistas, religiosos, activistas de derechos humanos, militantes políticos, sindicalistas, abogados, e incluso militares como el coronel Manuel Rico, fueron perseguidos y asesinados. De aquella época data la frase "haga patria, mate un zurdo". La cultura de exterminio de las personas de izquierda, especialmente del peronismo revolucionario, permanecería en el tiempo en el pensamiento de extrema derecha en Argentina.

#### Aparición del diarioNoticias

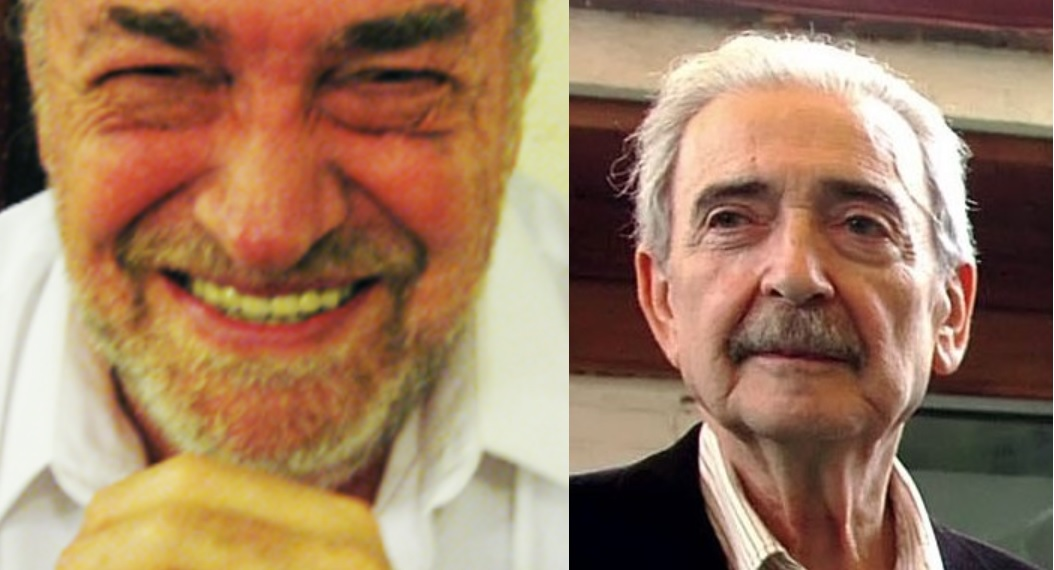
Miguel Bonasso (izq) fue el director del diario Noticias y el poeta Juan Gelman su secretario de Redacción.

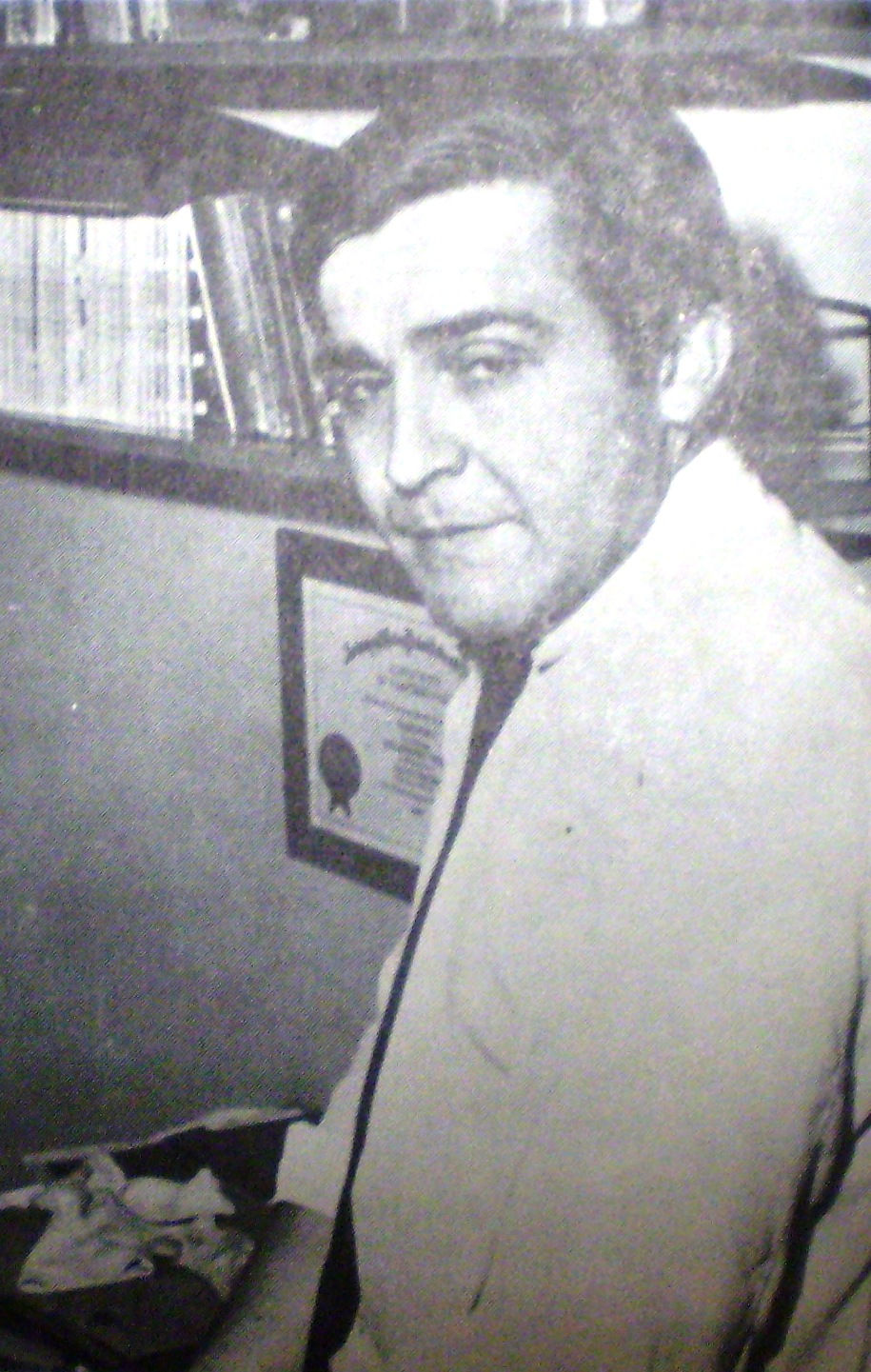
El poeta Paco Urondo fue el primer secretario de Redacción y comisario político en el diario Noticias. Desplazado por diferencias editoriales con la conducción de Montoneros.

El lunes 19 de noviembre de 1973 se publicó el primer número del diario Noticias, una nueva publicación de Montoneros. El Descamisado era una publicación dirigida a los militantes, mientras que con Noticias, Montoneros buscaba llegar cotidianamente a un público mucho más amplio. Dirigida por Miguel Bonasso, el diario Noticias adoptó un formato muy popular, otorgándole un espacio importante al fútbol y a la política, con tapas que siempre tenían una foto a media página y títulos catástrofe.
Entre los directivos del diario, además de Bonasso, figuraban otros cinco intelectuales destacados: Juan Gelman, jefe de Redacción, Rodolfo Walsh, a cargo de la sección Policiales, Horacio Verbitsky, jefe de Política; Paco Urondo, secretario de Redacción, lugar reservado para el comisario político de Montoneros, hasta que fue reemplazado por Norberto Habegger. Tuvo una tirada promedio de 100 000 ejemplares, llegando a 180 000 ejemplares en los días posteriores a la muerte de Perón. La política del diario de contratar a intelectuales conocidos para hacerse cargo de la redacción, le infundió una dinámica autónoma acerca de los hechos que debían ser cubiertos y cómo debían ser tratados, que no siempre coincidió con la conducción política de Montoneros y que lo hizo atractivo como periódico dirigido a un público más amplio que el de los militantes. Años después Firmenich expresó sus quejas por la autonomía que tuvieron los periodistas de Noticias. La autonomía periodística de Noticias entró en crisis el 1 de mayo de 1974, a raíz del abandono de la Plaza de Mayo, cuando Perón trató a la Tendencia de "imberbes" y "estúpidos". Luego de la muerte de Perón, el 1 de julio de 1974, el diario fue clausurado el 27 de agosto de 1974 por decisión de Isabel Perón, ya presidenta, quien fundamentó el cierre sosteniendo que desarrollaba "una intensa campaña de exaltación de las actividades delictivas en el campo de la subversión",

#### 1974: agravamiento del contexto internacional
Al finalizar 1973 el contexto internacional había cambiado radicalmente, sobre todo en el Cono Sur. La instalación de una dictadura militar en Uruguay, considerada la Suiza de Sudamérica, y sobre todo el cruento golpe militar de Pinochet contra Salvador Allende en Chile, que puso fin al proyecto de abrir una "vía democrática y pacífica al socialismo" e inauguró la práctica sistemática de la desaparición de personas, con apoyo activo de Estados Unidos y su Doctrina de la Seguridad Nacional. Los demás países limítrofes con Argentina —Brasil, Bolivia y Paraguay—, ya estaban gobernados por regímenes dictatoriales apoyados por Estados Unidos. La endeble democracia argentina quedó así aislada en el contexto continental y rodeada de dictaduras, en plena Guerra Fría.

#### Renuncia de los diputados de la JP. Apartamiento institucional.

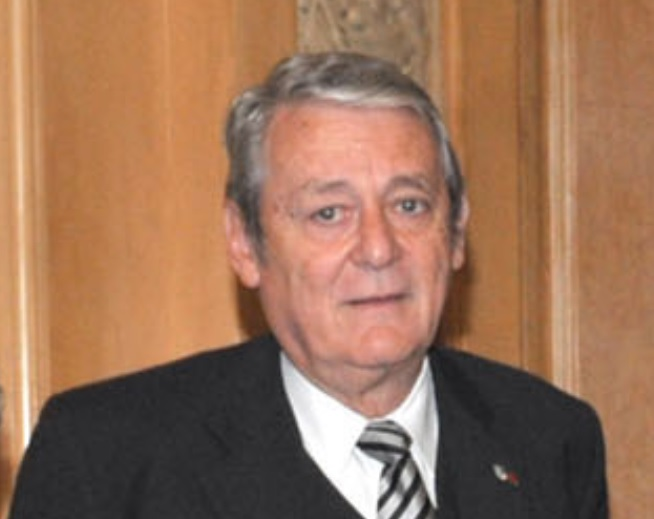
Carlos Kunkel fue uno de los ocho "diputados de la JP" que renunciaron el 24 de enero de 1974.

En octubre de 1973, no bien asumió, Perón envió al Congreso Nacional un proyecto de reforma del Código Penal, que ampliaba la definición (tipo penal) de "asociación ilícita" con el fin de incluir como delito la pertenencia a una organización guerrillera que actuara en democracia. Tres meses después, el 19 de enero de 1974, una fuerza de guerrilleros del Ejército Revolucionario del Pueblo (no peronista) intentó copar el Regimiento que el Ejército Argentino tiene de Azul, en el centro de la provincia de Buenos Aires, escalando gravemente el nivel de violencia e inestabilidad política, al atacar una unidad militar. En el ataque mueren el jefe del Regimiento, Camilo Arturo Gay, su esposa y un soldado, y secuestran al teniente coronel Jorge Igarzábal, que aparecería muerto meses después. En junio del mismo año el grupo Peronismo de Base-17 de Octubre se integró a las filas de Montoneros.
Perón se encontró entonces con que los diputados ligados a Montoneros y la JP, que sumaban una quinta parte del bloque oficialista, se oponían al proyecto de ley que él había enviado ya que, potencialmente, podría aplicarse en un futuro a los integrantes de Montoneros y el resto de las organizaciones de la Tendencia. El hecho desencadenó la primera confrontación abierta de Perón con Montoneros.
El 22 de enero de 1974, apenas dos días después del ataque guerrillero, Perón convocó a los "diputados de la JP" a su despacho en Olivos, y sin avisarles, los recibió acompañado de las más altas autoridades del país y transmitió la reunión en vivo y en directo por televisión, en cadena nacional, para todo el país. Perón permitió que los diputados expresaran sus quejas y luego les respondió en forma cruda y directa, que la actitud que estaban mostrando era inadmisible, que obstaculizaba la posibilidad de que el gobierno constitucional respondiera a los asesinatos políticos y los ataques guerrilleros que estaban realizando las organizaciones armadas pertenecientes a la Cuarta Internacional, concluyendo con la advertencia de que, si no acataban la decisión mayoritaria del bloque debían irse («si la mayoría dispone, hay que aceptar o irse. El que no está contento... se va.»).
Dos días después, el 24 de enero de 1974, ocho diputados ligados a Montoneros renunciaron a sus bancas (Armando Croatto, Santiago Díaz Ortiz, Jorge Glellel, Aníbal Iturrieta, Carlos Kunkel, Diego Muniz Barreto, Roberto Vidaña y Rodolfo Vittar). El 25 de enero el Congreso aprobó la reforma del Código Penal y ese mismo día el Consejo Superior Peronista expulsó a los ocho diputados renunciantes.
Montoneros respondió con impotencia y desorientación ante el curso desfavorable que tomó la serie sucesiva de hechos. Dardo Cabo, desde la editorial de El Descamisado, le preguntaba a Perón cómo debían actuar para cumplir con su pedido de "defenderlo: 

...los diputados fueron a hablar con el General como el Conductor del Movimiento Peronista, y se encontraron con un acto de Estado, televisado y una puesta en escena a todo trapo. Y luego, estos mismos diputados renuncian para no tener que desobedecer a Perón y Martiarena los expulsa y el engolado Camus lee el comunicado. Y el General manda a defenderlo y todo el mundo se quedó en su casa, salvo los matones que salieron a volar Unidades Básicas apoyados por los servicios de informaciones. ¿Qué milonga es esta que la ultra izquierda asalta en Azul y la ultraderecha entonces como respuesta viene a volar los locales de la J.P.?... Por eso General, ¿de quién y cómo lo defendemos?... ¿Cómo General?
Dardo Cabo

Dos semanas después, el 7 de febrero, las organizaciones juveniles de Montoneros (JP, JUP, JTP y UES) decidieron no asistir a la reunión Consejo Superior de la Juventud Peronista (JP), quedando así excluidas de la estructura del movimiento. En esa ocasión Perón le habló extensamente a los jóvenes que representaban a unas 47 agrupaciones juveniles, dedicando el discurso casi totalmente a hablar de la "Tendencia Revolucionaria", a la que mencionó textualmente ("Todos esos que hablan de la tendencia revolucionaria, ¿qué es lo que quieren hacer con la tendencia revolucionaria?").
En su discurso Perón reconoció el heroísmo de la juventud en la lucha contra la dictadura pero sostuvo que la "lucha cruenta" había terminado y que había que "desmovilizar" a las organizaciones armadas:

A la juventud, en fin, la queremos toda y a todos. Sabemos el mérito que tienen en el trabajo y en la lucha que han realizado. No,
eso no lo niega nadie ni lo puede negar. Eso ya está en la historia. Hay héroes y hay mártires, que es lo que se suele necesitar en esta clase de lucha. Pero eso ha sido en la lucha cruenta, que ya ha pasado. ¿Por qué nos vamos a estar matando entre nosotros? ¿Para seguir diciendo que somos valientes? Esto es una cosa que no es difícil de comprender.
Juan Domingo Perón

A continuación sostuvo que la Tendencia Revolucionaria no era verdaderamente justicialista, sino una operación de "infiltración política" que se aprovechaba de los "idiotas útiles", y que debían ser excluidos del justicialismo, aun cuando fueran mayoría:

Por eso, muchachos, antes de terminar esta charla de hoy, les pido que para la próxima reunión piensen —y así tratamos el asunto del horizonte directivo que es lo que nos interesa, porque es el verdadero problema que existe en este momento—, en quién es quién. Eso es lo que necesitamos saber, pensando que más vale un buen hombre al frente de cinco que uno malo al frente de cinco mil. Yo me quedo con el que está con cinco y no con el que tiene cinco mil.
Juan Domingo Perón

#### 1 de mayo de 1974: "estúpidos imberbes"

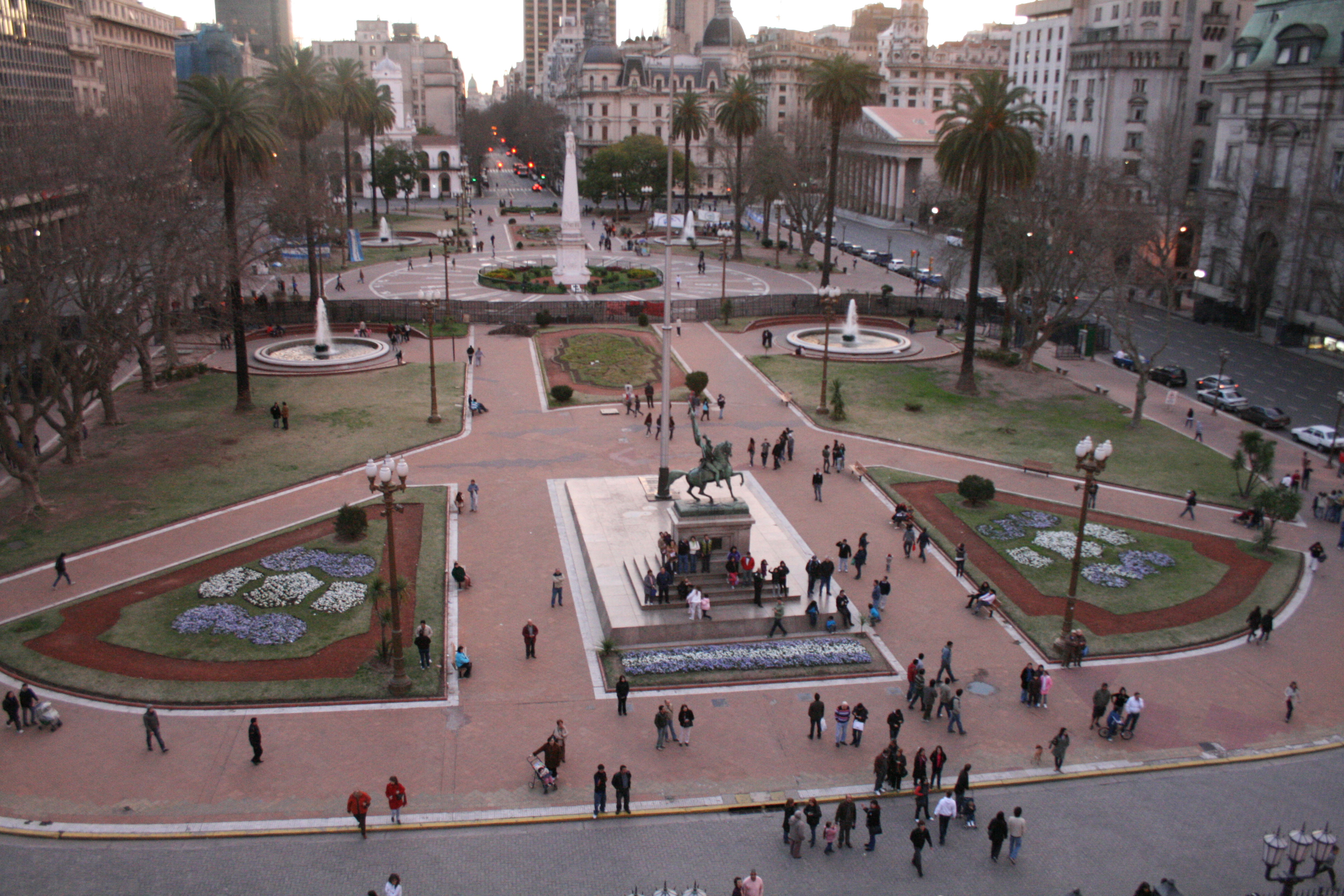
La Plaza de Mayo, vista desde la Casa Rosada, donde se encontraba Perón, mientras Montoneros se ubicó sobre el cuadrante superior derecho de la imagen, frente a la Catedral (edificio con columnas al fondo).

La creciente confrontación que venía produciéndose entre Montoneros y Perón alcanzó su punto de máxima tensión el 1 de mayo de 1974, en la movilización a Plaza de Mayo por el Día del Trabajador. Montoneros, con sus frentes de masas, se ubicó en el cuadrante noroeste de la plaza (a la derecha de la imagen) con una presencia militante notablemente disminuida en comparación con la capacidad de movilización exhibida seis meses antes. Perón había convocado a realizar una "Fiesta del Trabajo y la Unidad Nacional", y pidió que solo se llevaran banderas argentinas y de los sindicatos. Una foto del diario Noticias de la Tendencia, destacó cómo esa recomendación fue desobedecida utilizando aerosoles y grandes letras en tela que fueron cosidas a las banderas para formar la palabra "Montoneros".
Como explicó en una solicitada publicada luego del acto, Montoneros concurrió al acto con la finalidad de manifestar su "disconformidad" por la dirección política que había tomado el gobierno de Perón y la presencia de "gorilas" (antiperonistas) en su gabinete. Las columnas montoneras gritaban consignas en ese sentido y no se detuvieron cuando comenzó el discurso. El discurso de Perón fue relativamente breve (17 minutos) y estaba orientado a reconocer la importancia del movimiento obrero y los sindicatos, como "columna vertebral" del Movimiento Peronista, pero fue constantemente interrumpido por las consignas opositoras de Montoneros: "¡Qué pasa, qué pasa, qué pasa, general, que está lleno de gorilas el gobierno popular!", "¡Conformes, conformes, conformes, general, conformes los gorilas, el pueblo va a luchar!", '¡Rucci traidor, saludos a Vandor!". En medio de esos cánticos, Perón respondió varias veces, descalificando la postura de Montoneros, impactando sobre todo con el uso de dos adjetivos calificativos que les dirigió, "estúpidos" e "imberbes". El siguiente fragmento del acto transmite la tensión y el clima de confrontación que se vivió:

Perón: 'Compañeros:..."
Cánticos del sector Montoneros: "¡Qué pasa, qué pasa, qué pasa, general, que está lleno de gorilas el gobierno popular!"
Perón: "Hace hoy veinte años que en este mismo balcón, y con un día luminoso como este, hablé por última vez a los trabajadores argentinos. Fue entonces cuando les recomendé que ajustasen sus organizaciones, porque venían tiempos difíciles. No me equivoqué ni en la apreciación de los días que venían ni en la calidad de la organización sindical, que se mantuvo a través de veinte años, pese a estos estúpidos que gritan…"
Cánticos del sector sindical: "¡Perón, Evita, la patria peronista!"
Perón: "Decía que a través de estos veinte años las organizaciones sindicales se han mantenido inconmovibles, y hoy resulta que algunos imberbes pretenden tener más méritos que los que lucharon durante veinte años. (...) Ahora resulta que, después de veinte años, hay algunos que todavía no están conformes de todo lo que hemos hecho…"
Cánticos del sector Montoneros: "¡Conformes, conformes, conformes, general, conformes los gorilas, el pueblo va a luchar!"
Cánticos del sector sindical: "¡Ni yanquis ni marxistas, peronistas!"
(En este momento comienzan a retirarse las columnas de Montoneros y Juventud Peronista)
Perón: "Repito, compañeros, que será para la reconstrucción del país y en esa tarea está empeñado el gobierno a fondo, que será también para la liberación, liberación no solamente del colonialismo que viene azotando a la república a través de tantos años, sino también de estos infiltrados que trabajan de adentro… y que traidoramente son más peligrosos que los que trabajan de afuera, sin contar que la mayoría de ellos son mercenarios al servicio del dinero extranjero…"
Cánticos del sector Montoneros: "¡Aserrín, aserrán, es el pueblo el que se va!"
(Continúan retirándose las columnas)

Luego del acto, Perón mantuvo un diálogo público con los representantes de los partidos políticos, que habían quedado impresionados por el enfrentamiento, y afirmó que a la juventud «no le viene mal un buen lavado de cabeza».
Antes, ese mismo día 1, en el discurso inaugural de las sesiones del Congreso, Perón había afirmado:

No ignoramos que la violencia nos llega también desde fuera de nuestras fronteras […]. Superaremos la subversión: aislaremos a los violentos y a los inadaptados. Los combatiremos con nuestras fuerzas, y los derrotaremos dentro de la Constitución y de la Ley. Ninguna victoria, que no sea también política, es válida en este frente.
Juan Domingo Perón

Dos semanas después, Montoneros dio a conocer en conferencia de prensa un extenso análisis "sobre las consecuencias políticas del acto del 1 de mayo", haciendo explícitas sus críticas al gobierno, puntualmente los integrantes del gabinete, el Pacto Social entre los sindicatos y los empresarios, y la dirigencia sindical "vandorista":

...llegamos a la plaza y allí demostramos cual era el sentimiento del conjunto del pueblo: preguntarle a Perón qué es lo que sucede, que el pueblo no entiende cómo los traidores de ayer son los héroes de la patria ahora y los gorilas de ayer son los fervientes peronistas que hoy debemos acatar. Nosotros fuimos al acto... a expresar en esa asamblea lo que la gran mayoría del pueblo siente. Entendemos que la respuesta que Perón le dio al pueblo reunido en la plaza fue errónea... El mayor error es que el 1o de Mayo, donde el General tiene la posibilidad de dar respuesta directa a las críticas del pueblo que recaen sobre algunos funcionarios y a la dirección de la política gubernamental, lo hace insultando, no solo a los presentes, sino a todos aquellos peronistas que sin haber ido a la plaza sentían lo mismo que los miles que allí los estaban representando preguntándole al líder qué pasaba... No fuimos a buscar un insulto, que naturalmente solo puede ser catalogado como un error. Esperamos la rectificación de este error y también —lo que es más importante— de la marcha del proceso, porque para eso somos peronistas y para eso votamos por la liberación y contra la dependencia.
Solicitada de Montoneros del 15/05/1974

La ruptura entre Perón y los Montoneros aquel día en la Plaza de Mayo, calificadas como "expulsión" o "retiro", es generalizadamente considerado como un hecho crucial de la historia argentina. Exactamente dos meses después, Perón moría y la violencia política escalaría geométricamente, tensionada por el terrorismo de Estado implementado a través de la Triple A, el retorno a la lucha armada de Montoneros, sumándose a la que mantenía el ERP y las operaciones golpistas que desembocarían en el golpe de Estado del 24 de marzo de 1976 y la dictadura resultante, durante la cual las violaciones a los derechos humanos alcanzarían la categoría de genocidio.
El 11 de mayo de 1974, el padre Mugica fue asesinado por la Triple A, cercano aunque crítico de Montoneros, fundador del Movimiento de Sacerdotes para el Tercer Mundo y de la corriente de curas villeros y expresión de la Teología del pueblo. El 13 de mayo de 1974 Perón designó al comisario Alberto Villar como jefe de la Policía Federal. Villar, que había recibido adiestramiento para guerra contrarrevolucionaria en Francia y fue luego el primer policía latinoamericano en recibir entrenamiento en técnicas de interrogación en la Escuela de las Américas, se convirtió en una de las cabezas de la Triple A.

### Durante el gobierno de Isabel Perón (1974-1976)

#### Muerte de Perón y estallido de la violencia política

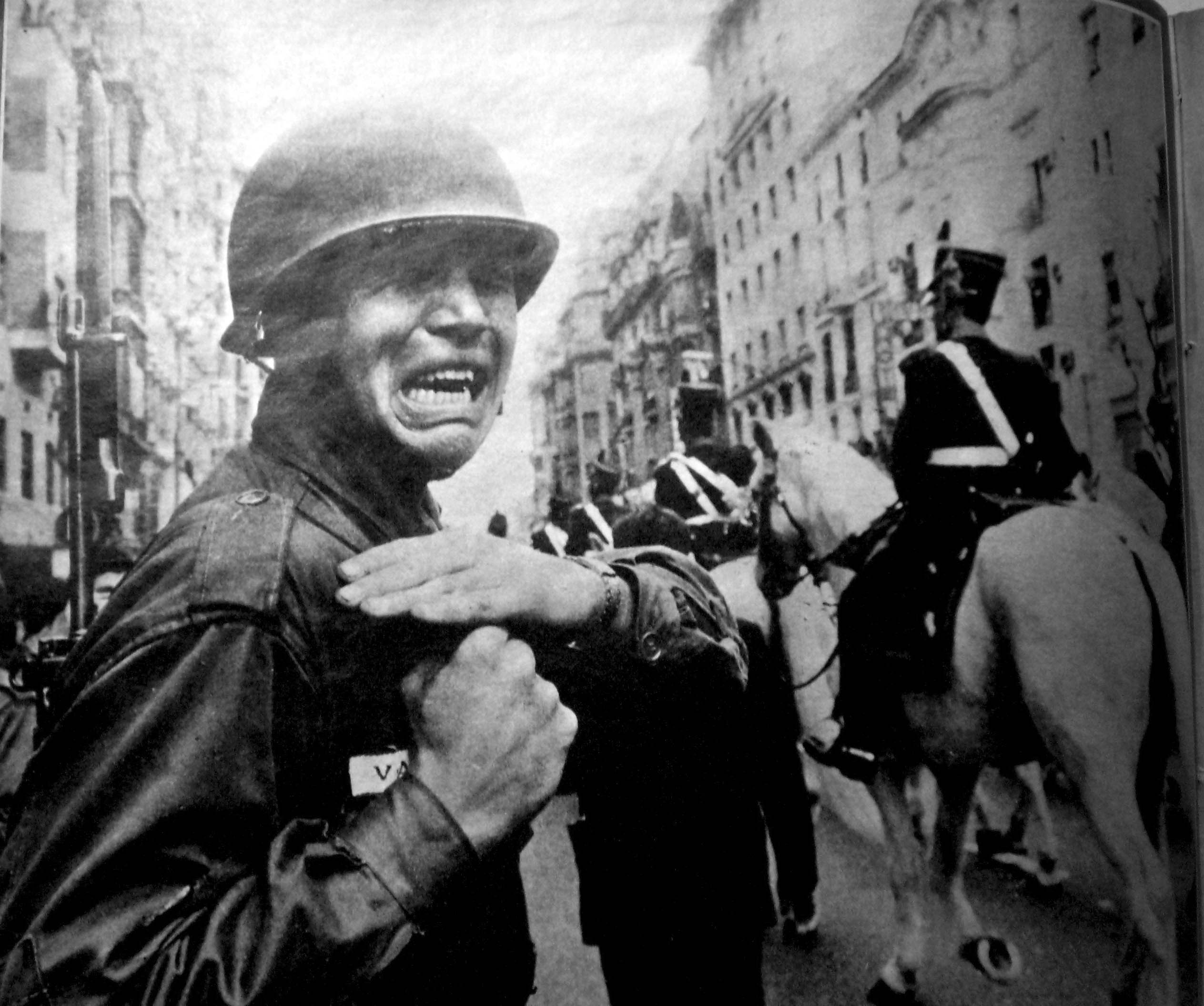
Célebre fotografía publicada en la tapa de la revista Gente en la que un conscripto llora al paso de la carroza fúnebre que lleva los restos del general Perón.

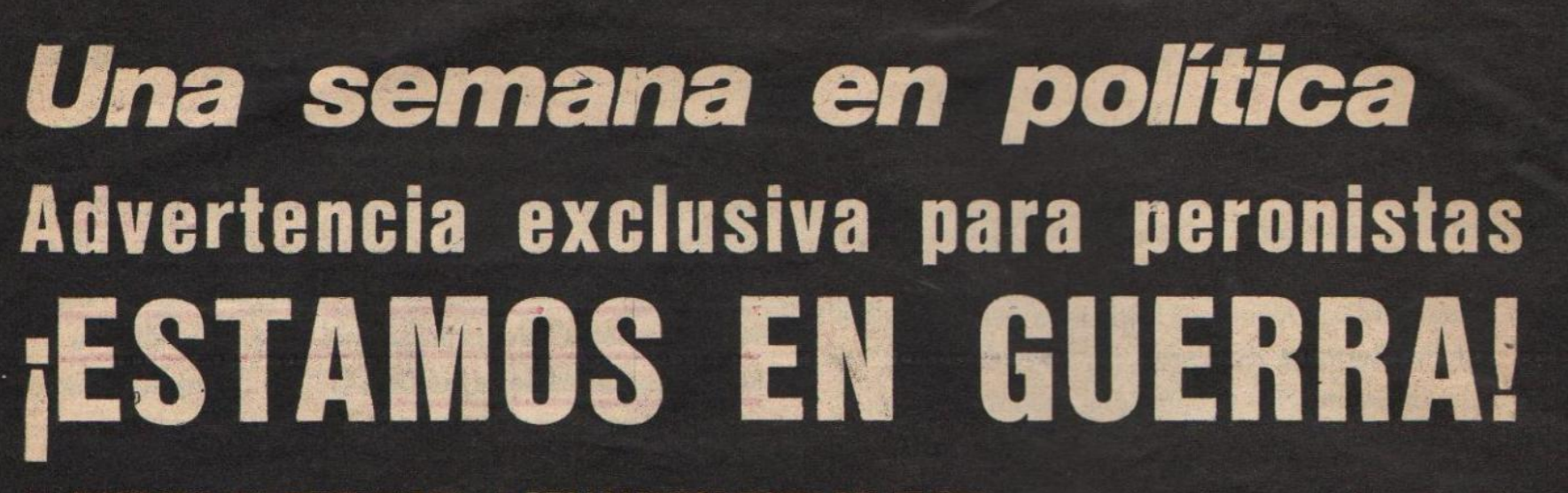
Titular de la revista El Caudillo, órgano no oficial de prensa de la Triple A, publicado dos semanas después de la muerte de Perón.

El 1 de julio de 1974 murió el general Juan D. Perón, a los 78 años, cuando aún no había cumplido su primer año de mandato. La causa de la muerte fue un paro cardíaco, como consecuencia del agravamiento de la enfermedad coronaria crónica que padecía. La muerte de Perón conmovió al país, en parte debido a la alta popularidad de la que gozaba al momento de fallecer, y en parte debido a la conciencia generalizada de que se trataba de la única figura capaz por sí misma de atenuar la alta conflictividad política de múltiples fuerzas cruzadas y preservar la democracia. Estados Unidos había considerado meses antes, que si Perón fallecía, el camino más conveniente para sus intereses era una dictadura militar.
La asunción a la Presidencia de María Estela Martínez de Perón (Isabel) significó la toma del poder por parte del grupo de la logia italiana anticomunista Propaganda Due, liderada por José López Rega, ministro y jefe de la organización parapolicial Triple A, que también incluía entre sus miembros destacados, al almirante Emilio Eduardo Massera, futuro líder de la dictadura cívico-militar instalada el 24 de marzo de 1976.

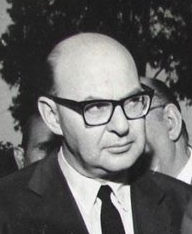
Dos semanas después de la muerte de Perón, Montoneros asesinó al político radical y exministro de la dictadura de Lanusse, Arturo Mor Roig, aunque sin atribuirse nunca el crimen.

Montoneros decidió reaccionar ante la muerte de Perón con un atentado de alto impacto, aunque sin atribuirse públicamente la acción, asesinando el 15 de julio al dirigente político radical y exministro del Interior de la última dictadura bajo el mando de Lanusse, Arturo Mor Roig. Pese a la inusual falta de autoatribución del asesinato y a diferencia del asesinato de Rucci, respecto del cual su autoría se encuentra discutida, en el caso de Mor Roig la autoría del atentado no se encuentra discutida. Incluso se sabe que la operación fue comandada por Eduardo Molinete, jefe de la Regional Córdoba y como tal, miembro de la Conducción Nacional. Montoneros dejó trascender que las razones del "ajusticiamiento", se debieron al hecho de que Mor Roig había sido el cerebro de la fallida operación de Lanusse para que el peronismo no pudiera volver al poder, conocida como Gran Acuerdo Nacional (GAN) y había colaborado con la dictadura negando los crímenes cometidos en la Masacre de Trelew, buscando también enviarle un mensaje a la UCR, para que no colaborara con el gobierno de Isabel Perón y López Rega. Dos días después, Montoneros se vio involucrado en un nuevo hecho sangriento, cuando la policía descubrió casualmente una casa en la que mantenían secuestrado mientras negociaban su rescate, a David Kraiselburd, director del diario El Día de La Plata, que desencadenó la decisión de asesinarlo. Simultáneamente la revista El Caudillo, órgano no oficial de la Triple A, le comunicaba a Montoneros y sus frentes de masas que le habían declarado la guerra: «Advertencia exclusiva para peronistas: ¡Estamos en guerra!». Dos semanas después, la Triple A asesina al diputado peronista Rodolfo Ortega Peña, cercano a Montoneros.
Si en los trece meses que ocuparon las presidencias de Cámpora y Perón, habían muerto asesinadas 79 personas por razones políticas, de todos los sectores, en los siguientes veintiún meses de la presidencia de María Estela Martínez de Perón morirían asesinadas por causas políticas, al menos 905 personas, de todos los sectores.

#### Pase a la clandestinidad y «guerra prolongada»

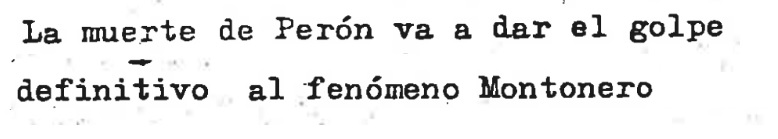
Documento dactilografiado por Norma Arrostito en la ESMA y sacado clandestinamente.

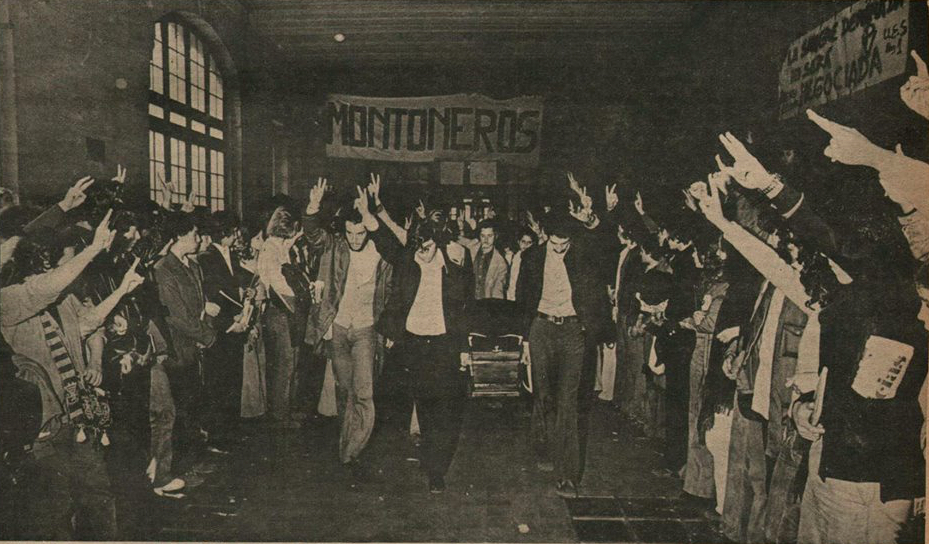
Velatorio de Eduardo Beckerman de la Unión de Estudiantes Secundarios (UES), asesinado por la Triple A el 22 de agosto de 1974, dos semanas antes del pase a la clandestinidad.

Dos meses después de la muerte de Perón y del asesinato de Mor Roig, el 7 de septiembre de 1974, Montoneros decidió pasar a la clandestinidad junto con sus frentes de masas (JP, JUP, UES, JTP, AE, MVP y MIP).

Se preparaba para un «pasaje a la clandestinidad» el cual, como era lógico, sería conflictivo para la Organización en tanto y en cuánto aislaría y dejaría expuestos a los militantes de los frentes de masas. En particular a los compañeros de la Jotapé que actuaban en el nivel territorial, tal como sucedió: el grueso de la sangre derramada después del pase a la clandestinidad, salió de las venas de los pibes y pibas que integraban la Jotapé… [La conducción de Montoneros] preparaba a la original organización político-militar para transformarse, definitivamente, en un ejército revolucionario que confrontaría, tete a tete, con el conjunto de las fuerzas armadas y de seguridad del Estado.
José Amorín

El pase a la clandestinidad fue anunciado por Montoneros en el mes de septiembre de 1974 mediante una conferencia de prensa secreta ofrecida por Mario Firmenich, Adriana Lesgart (Agrupación Evita), José Pablo Ventura (JUP), Enrique Juárez (JTP) y Juan Carlos Dante Gullo (JP).
Según afirma Fernando Vaca Narvaja: «De última terminamos pisando el palito y haciéndole el juego al enemigo. Al clandestinizar las estructuras político-sociales, de hecho se restringió nuestra capacidad de movilización y eso fue notorio». El pase a la clandestinidad y la feroz represión desatada contra la militancia, suscitaron un fuerte cuestionamiento de la Columna Norte —bajo la influencia de Rodolfo Galimberti— exigiendo a la conducción nacional una mayor autonomía, como único modo de supervivencia. Norma Arrostito, en el documento dactilografiado de forma clandestina en la ESMA, afirma contundentemente que «la muerte de Perón va a dar el golpe definitivo al fenómeno montonero», al alejarlo de las masas y la realidad argentina, llevándolo a adoptar la decisión de retomar la lucha armada:

La muerte de Perón va a dar el golpe definitivo al fenómeno montonero y por ende a la etapa de avance de las masas, este hecho no fue nunca tenido en cuenta, en su exacta dimensión por la OPM al elaborar posteriormente su política… De esta manera la OPM se sube a un tobogán que la aleja cada vez más de las masas y la obliga a una práctica internista y teórica. Esto, al no verificarse práctica-teoría-práctica, conduce al ideologismo, a la adopción del materialismo histórico y dialéctico como identidad política y a la ignorancia de las leyes que impone la formación socio-económica llamada Argentina.
Norma Arrostito

En sentido parecido, en 1995, Firmenich sostuvo que pasar a la clandestinidad y retornar a la lucha armada fue el «error madre» que llevó a la aniquilación de Montoneros:

Cuando fuimos acorralados, política y policialmente, cuando la Triple A nos masacraba tras la muerte del general Perón, cometimos el error madre de pasar a la clandestinidad y retomar la lucha armada, pese a que no existía para eso la legitimidad que otorga el consenso de las mayorías. Políticamente el error fue de naturaleza ideologista y militarista.
Mario Firmenich

Con el pase a la clandestinidad volvió a primer plano, en los documentos de Montoneros, la noción de «guerra prolongada», que ya estaba presente desde sus orígenes, en la tensión entre la política (negociación y acuerdos) y lo militar (violencia). Montoneros se había definido desde un principio como una organización político-militar, una OPM, unificando en un solo mando, la conducción política y la militar y desechando otras formas organizativas que separaban ambas prácticas y colocaban a la conducción militar bajo la dirección de la conducción política.
La decisión de pasar a la clandestinidad hizo imposible continuar con la edición de los dos órganos de prensa con que contaba Montoneros, la revista La Causa Peronista (sucesora de El Descamisado) y el diario Noticias. El último número de La Causa Peronista se publicó el 3 de septiembre de 1974, con un impactante título de tapa: «Mario Firmenich y Norma Arrostito cuentan cómo murió Aramburu». El artículo buscaba transmitir el mensaje de la vuelta de Montoneros a la lucha armada. En el futuro se convertiría en un importante documento histórico.

#### Secuestro de los hermanos Born y asesinato de Villar

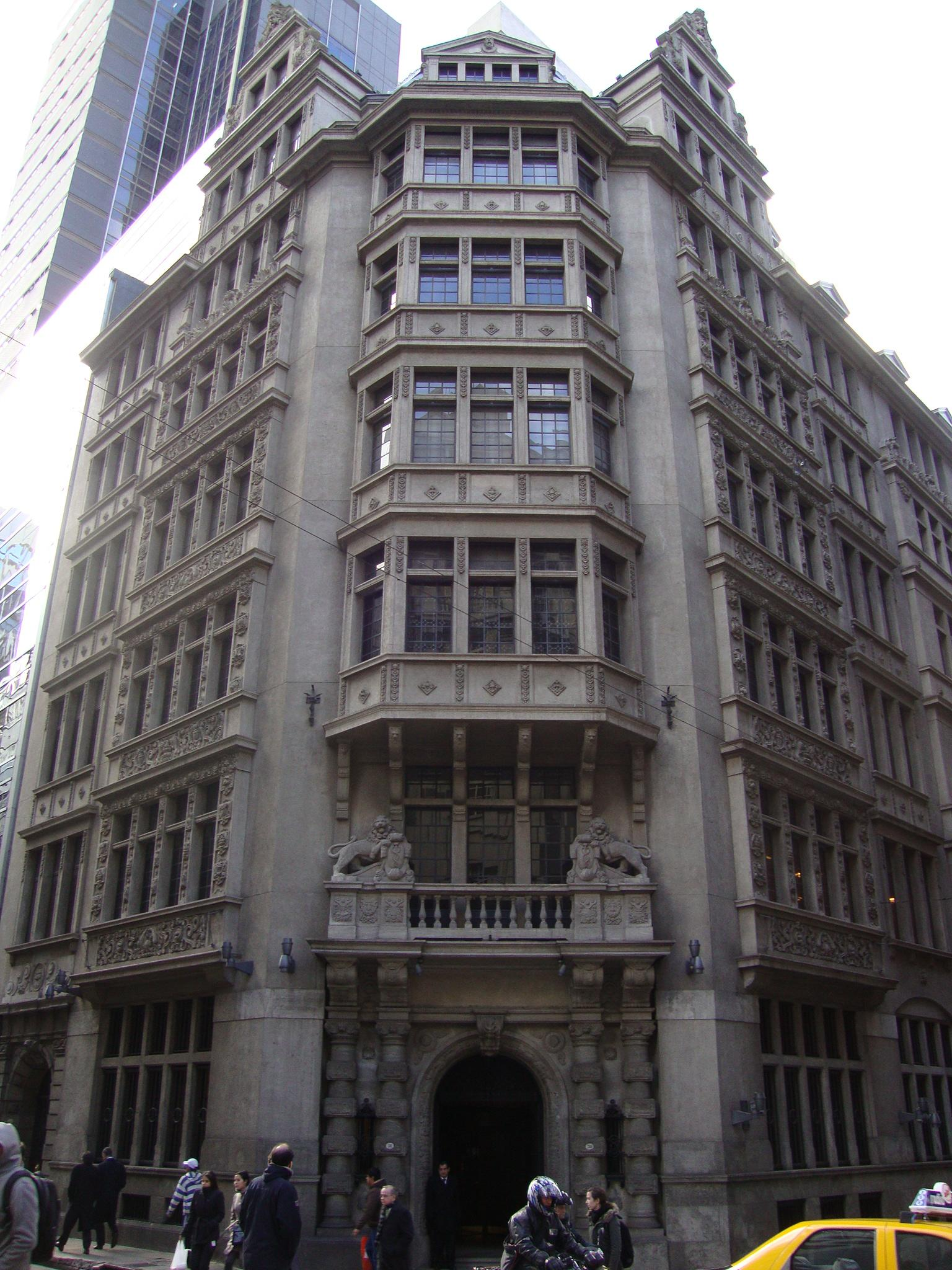
Sede corporativa de Bunge & Born, por entonces la mayor empresa de Argentina y una de las mayores empresas exportadores de granos del mundo. Montoneros obtuvo un rescate de 60 millones de dólares al secuestrar a dos de sus directivos.

Apenas dos semanas después de pasar a la clandestinidad, el 19 de septiembre de 1974, la Columna Norte de Montoneros concretó el «secuestro más caro de la historia», al capturar a los hermanos Juan y Jorge Born III (39 y 40 años), de la empresa multinacional Bunge & Born.
La operación estuvo a cargo de la Columna Norte de Montoneros y fue comandada en el terreno por Roberto Quieto (tercero en la conducción máxima de la organización) y Rodolfo Galimberti —jefe militar de la Columna Norte. Los hermanos Born se desplazaban en convoy por la Avenida del Libertador, en el asiento trasero del auto delantero, escoltado por otro en el que venían dos hombres armados. A las 8:22 de la mañana, un grupo de guerrilleros aparentando ser obreros viales, cortan la avenida a la altura de Olivos y obligan al convoy a girar hacia una calle lateral, donde de inmediato ambos autos fueron embestidos por dos camionetas, con cinco hombres uniformados cada una. De ellas bajaron los guerrilleros simulando ser un grupo de tareas policial que estaba secuestrando a dos "subversivos" (por los hermanos Born), y procedieron a ametrallar el auto en el que iban los hermanos al grito de «¡Alto, comunistas!», matando al chofer Juan Carlos Pérez y a Alberto Cayetano Bosch Luro, tío tercero de Patricia Bullrich Luro —futura ministra de Trabajo durante la presidencia de De la Rúa y de Seguridad durante las presidencias de Macri y de Milei— y su hermana Julieta, que habían formaron parte del equipo de apoyo logístico del secuestro.
La apariencia policial del operativo paralizó a los vecinos y a los dos guardaespaldas que fueron rápidamente desarmados y esposados. Los hermanos Born también fueron esposados y encapuchados, antes de ser subidos a uno de los tres autos que estaban en el lugar, en los que se dieron a la fuga. Quieto y los tres hombres disfrazados de operarios viales, escapan en un cuarto auto conducido por una mujer. Otros dos guerrilleros con uniforme policial controlan la barrera ferroviaria ubicada en el lugar, para garantizar que el escape tenga la vía libre. Todo el operativo duró 1 minuto, 45 segundos. A las 8:30, uno de los guardaespaldas logra llamar a la policía y pedir ayuda, pero la familia Born y la empresa no realizaron la denuncia, ni permitió que la policía los entrevistara.
El rescate reclamado originalmente fue de 100 millones de dólares, pero Jorge Born II, padre de los ejecutivos secuestrados y presidente de la empresa, se negaba a negociar y pagar suma alguna, debido a su oposición a que su dinero sirviera para financiar a Montoneros. Luego de seis meses de reclusión en una "cárcel del pueblo", Juan Born comenzó a tener serios problemas mentales y Jorge Born III, desde su lugar de reclusión, asumió la negociación, logrando bajar el rescate a 60 millones de dólares (equivalentes a 260 millones de dólares de 2015) y convencer a su padre para que cediera. Cuando se pagó la primera parte, seis meses después del secuestro, Juan Born fue liberado; tres meses después, al pagarse el saldo, fue liberado Jorge Born III. Jorge Born II (padre) murió poco después amargado por haber pagado el rescate. En la década de 1990 Galimberti, el jefe montonero que comandó el operativo, se hizo amigo y socio de Jorge Born III a quien secuestrara veinte años antes. Esa amistad hizo que ambos hermanos se pelearan.
Una parte del dinero fue derivada hacia Cuba con el fin de ponerla transitoriamente a resguardo, en tanto que el pago final de unos 17 millones de dólares fue cobrado y administrado por el banquero David Graiver, quien tenía sus oficinas en la ciudad de Nueva York y falleció en un dudoso accidente de aviación.
El 1 de noviembre de 1974, en el delta del Tigre, nuevamente la Columna Norte de Montoneros, dio un golpe de enorme magnitud al matar al jefe operativo de la Triple A y simultáneamente jefe de la Policía Federal, comisario Alberto Villar, al dinamitar la lancha en que se encontraba. En el atentado murió también su esposa, Elsa Marina Pérez de Villar. El autor material fue Carlos Andrés Goldenberg, un experimentado guerrillero que había participado en los atentados a Minimax de 1969 y en la fuga de la cárcel Rawson en 1972, como apoyo externo. Goldemberg había recibido instrucción como buzo táctico en Cuba y era parte de la dirección de la Columna Norte. También participó en el secuestro de los hermanos Born y el ataque al Regimiento 29 de Infantería de Monte en Formosa en 1975, muriendo en combate individual en agosto de 1976. Rodolfo Walsh y Roberto Quieto fueron el diseñador y supervisor, respectivamente, de la operación.
En diciembre de 1974 apareció la revista Evita Montonera, como nuevo órgano de prensa de Montoneros, de difusión clandestina, luego del obligado cierre del diario Noticias y de la revista La Causa Peronista (sucesora de El Descamisado).

#### El frente rural en Tucumán. Decretos de aniquilamiento y Operativo Independencia

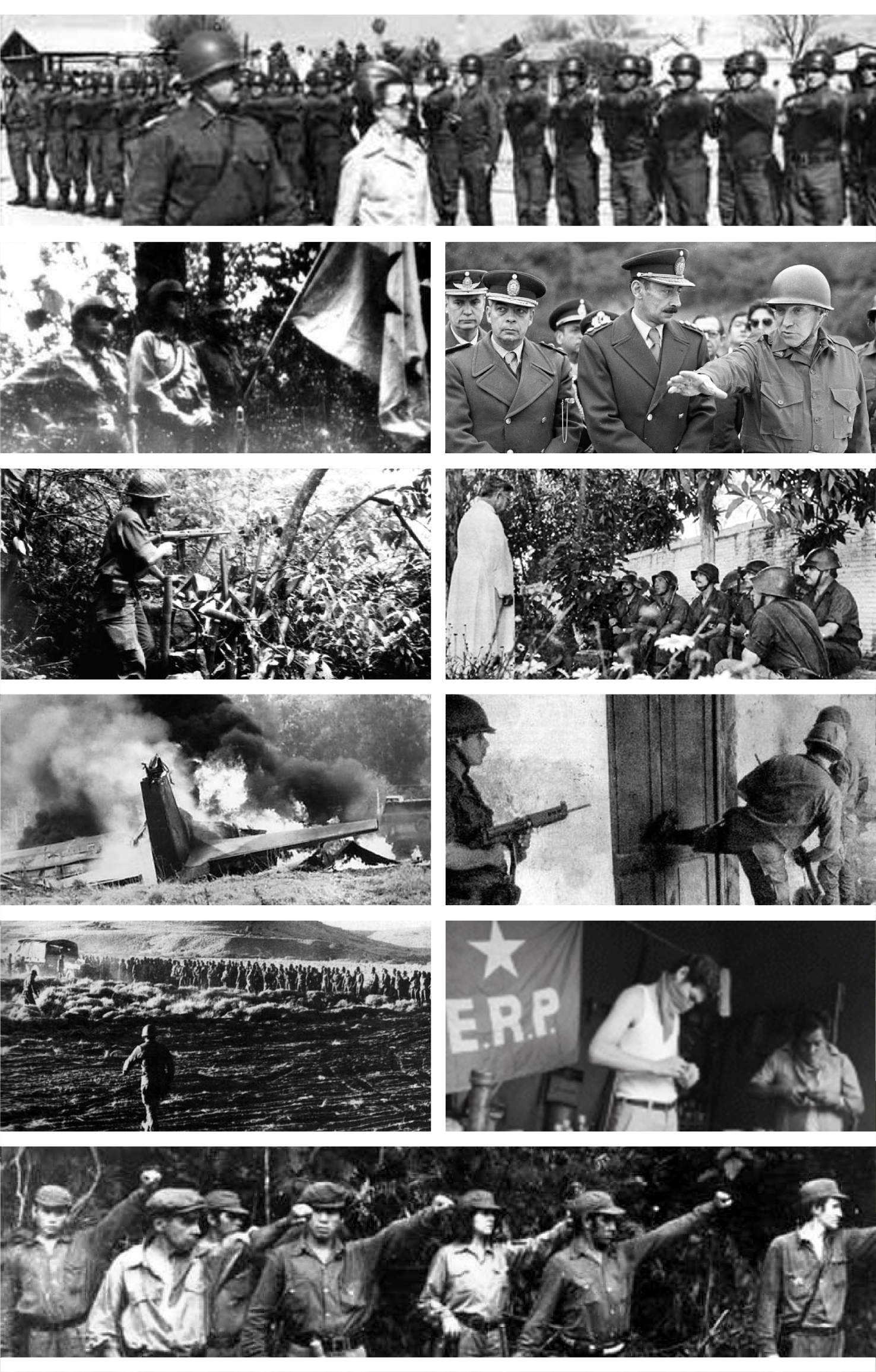
En febrero de 1975 se inició el Operativo Independencia, mediante el cual se instaló de hecho un gobierno militar en Tucumán, que ejecutó una política de terrorismo de Estado, para combatir la guerrilla rural sostenida por el ERP, a la que Montoneros se sumaría al año siguiente.

El 5 de febrero de 1975 la presidenta María Estela Martínez de Perón dictó el primero de los llamados «decretos de aniquilamiento», que llevó el número 261/75, por el cual ordenó al Ejército Argentino "neutralizar y/o aniquilar el accionar de los elementos subversivos que actuaban en la Provincia de Tucumán", dando inicio al Operativo Independencia.
Tucumán, es una provincia ubicada en el noroeste del país, que posee una extensa zona rural cubierta por un «monte» agreste y difícil de penetrar, con abundante agua. Allí, el Ejército Revolucionario del Pueblo (ERP) había abierto un frente de guerrilla rural un año antes, con la Compañía del Monte Ramón Rosa Jiménez. La zona elegida se ubicaba al suroeste de la provincia, entre la sierra del Aconquija —con alturas de hasta 5000 metros— y la llanura donde se ubicaban los ingenios azucareros conectados por la Ruta Nacional 38, con una alta densidad de población sobreexplotada y pauperizada por una política que impulsó el cierre de ingenios.
Montoneros, que tenía algunos núcleos urbanos en la capital provincial, envió varios observadores al frente rural abierto por el ERP y estableció una unidad de apoyo logístico, pero no había instalado aún fuerzas permanentes en el "monte" con el fin de establecer un "foco" liberado (lo haría a comienzos de 1976 con la Fuerza de Monte del recién creado Ejército Montonero).
El Operativo Independencia militarizó la provincia de Tucumán e impuso un régimen de terrorismo de Estado ejecutado por el Ejército y grupos parapoliciales ligados a la Triple A.
En la misma época, el 27 de febrero Montoneros secuestró y "ajustició" al cónsul de Estados Unidos en Córdoba, John Patrick Egan. El asesinato del cónsul estadounidense generó una crisis entre los gobiernos de Argentina y Estados Unidos, en la época que el secretario de Estado era Henry Kissinger, quien hacia la misma época se encontraba organizando el Plan Cóndor, mediante el cual se coordinó el terrorismo de Estado en América del Sur.

#### "La lucha guerrillera en la base de la fábrica"
El 12 de febrero la embajada estadounidense en Argentina envió un cable titulado «Terrorismo industrial: la lucha guerrillera en la base de la fábrica», en la que da cuenta de la actuación de las organizaciones guerrilleras en las grandes fábricas ubicadas en los cordones industriales de Buenos Aires y Córdoba. El cable informa que las organizaciones guerrilleras presionaban a los gerentes, apoyando las demandas laborales de los trabajadores:

Los gerentes de Relaciones Industriales y de Personal aparecen como los mayores blancos de asesinato cuando las empresas no acceden a las demandas de los trabajadores. Casi invariablemente, las compañías afectadas satisfacen completamente las exigencias terroristas, que normalmente consisten en la concesión de demandas económicas, el pago de salarios perdidos por huelgas y la reincorporación de trabajadores despedidos. Probablemente, los directivos tienen pocas alternativas.

Una de las áreas en la que Montoneros tuvo mayor presencia entre los trabajadores fabriles fue la que correspondía a la Columna Norte, que operaba en toda la franja norte que iba de la Capital Federal hasta Zárate y Campana.

#### Fundación del Partido Peronista Auténtico

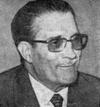
Oscar Bidegain, desplazado como gobernador de la Provincia de Buenos Aires fue elegido presidente del Partido Auténtico.

El 11 de marzo de 1975 se anunció públicamente en el histórico restaurante Nino, ubicado en Vicente López, la fundación del Partido Peronista Auténtico (PPA), como cobertura política legal de Montoneros. Poco después el nombre debió ser cambiado a Partido Auténtico, ante la oposición del Partido Justicialista al uso de la palabra "peronista", aceptada por la justicia electoral. La junta promotora incluía figuras políticas destacadas del peronismo, como los históricos sindicalistas Andrés Framini y Dante Viel, los desplazados gobernadores Oscar Bidegain (elegido presidente del partido), Jorge Cepernic y Alberto Martínez Baca, así como los comandantes montoneros Norberto Habegger, Armando Cabo, Arnaldo Lizazo e Ismael Salame. Otros dirigentes del partido fueron Rodolfo Puiggrós, Raúl Laguzzi, Miguel Bonasso y Juan Gelman.
El 13 de abril de 1975, el Partido Auténtico, con el nombre de Partido Descamisado, se presentó a elecciones en la provincia de Misiones, formando una alianza electoral con el partido Tercera Posición, obteniendo un magro 5 % de los votos, mucho menor que lo esperado.
El 25 de mayo de 1975 murió en combate en Mar del Plata, uno de los fundadores de las FAR, Arturo Lewinger, durante el ataque a una comisaría con la intención de liberar a varios militantes presos.

#### Primera ofensiva de Montoneros

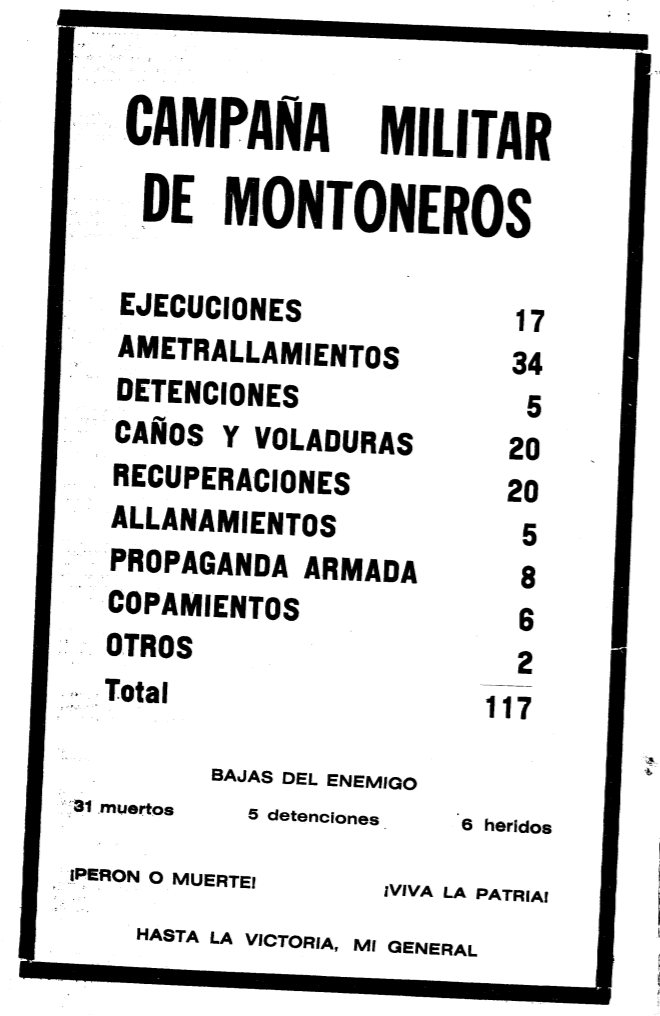
Parte de guerra de abril de 1975 publicado en Evita Montonera.

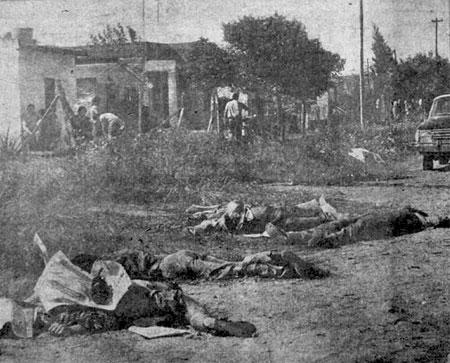
La Masacre de Pasco del 21 de marzo de 1975. Ocho militantes de la JP asesinados, incluyendo dos niños.

Mientras tanto, en el primer trimestre de 1975, Montoneros lanzó su primera ofensiva después de haber retomado la lucha armada en septiembre de 1974. Realizó ciento cincuenta operativos, entre actos de propaganda, ajusticiamientos y diversos atentados. El 15 de marzo una bomba explotó en la Plaza Colón de Buenos Aires, al lado del Comando General del Ejército, donde tenía su asiento el general Jorge Rafael Videla, futuro dictador de Argentina y por entonces uno de los líderes golpistas. En el atentado murió el camionero Alberto Blas García y hubo 29 heridos, entre ellos cuatro coroneles. El 23 de abril, tres pelotones de combate de Montoneros asesinaron al comisario inspector Telémaco Ojeda, que integraba el Servicio Antisubversivo de Rosario. "Esta acción es en respuesta al atropello cometido por las fuerzas de seguridad en todos los pueblos del cordón industrial", decía el parte de guerra de Montoneros.
La organización estableció una serie de reglas y orientaciones para llevar adelante la lucha armada. Se le dio especial importancia a los "ajusticiamientos" de torturadores y autores de ejecuciones extrajudiciales —generalmente policías— y de gerentes de empresas que colaboraban con el secuestro de delegados de personal. Por otro lado se adoptó el criterio de evitar en lo posible disparar contra soldados que estaban cumpliendo el servicio militar obligatorio. También se le dio mucha importancia a las recomendaciones para evitar ser detenidos y en caso de que sucediera, cómo protegerse y proteger a otros militantes, así como la forma en que se debía actuar ante los interrogatorios y torturas.

...se pueden dar normas generales para neutralizar e incluso frenar el trabajo de los torturadores. En general la tortura cesa cuando consideran que el detenido no da más. Por eso conviene mostrarse como que ya se ha llegado al límite, exagerando siempre las manifestaciones de dolor, con habilidad. Está el ejemplo de un compañero que trataba de contenerse cuando le aplicaban la picana donde más le dolía y gritaba mucho cuando le daban en las zonas más soportables; logró engañarlos y redujo sustancialmente el dolor. Es útil mantener firmeza y seguridad, pero sin ser violentos ni responder con más energía cuando nos hacen acusaciones falsas. Las posturas heroicas no solo son inútiles en esa situación, sino también negativas porque dejan sin efecto la imagen de inocencia que debemos representar.

El 21 de marzo la Triple A produjo dos grandes masacres contra militantes de la Tendencia, la Masacre de Pasco en Lomas de Zamora y la Masacre del cinco por uno en Mar del Plata.

#### Surge el Ejército Montonero
En la segunda mitad de 1975, Montoneros dio lo que consideró un "salto cualitativo" en su organización, formando el Ejército Montonero, para grandes operaciones, manteniendo también las milicias populares, para operaciones de menor magnitud. Según Perdía le contó a Guillespie, por entonces Montoneros contaba con 12 mil combatientes, de los cuales 2300 eran oficiales. La organización se completaba con "unas 120 mil personas más o menos organizadas que adherían”.
El 22 de agosto, día del aniversario de la masacre de Trelew, Montoneros hizo estallar en todo el país más de cien bombas. 
Entre las operaciones se destacó el hundimiento del destructor misilístico ARA Santísima Trinidad, joya de la Armada Argentina, mientras se encontraba en construcción el Astillero Río Santiago, empresa estatal administrada por la Marina de Guerra. El ataque fue realizado por el pelotón Arturo Lewinger —quien había comandado él mismo hasta su muerte en mayo de 1975—, integrado por seis combatientes bajo el mando de Rolando Hugo Jeckel, entre ellos tres buzos tácticos. El grupo estuvo preparando el operativo durante diez meses. Se prepararon tres cargas explosivas de 85 k de gelamón, con sistemas de ignición con retardo, que fueron llevadas en automóvil hasta un punto del Río de la Plata ubicado aguas arriba del astillero, donde cuatro integrantes las subieron a un bote camuflado que llegó por el Delta del río Santiago hasta 700 m del astillero donde se encontraba el destructor, custodiado por guardias de la Marina en un área fuertemente iluminada por reflectores. Desde allí tres buzos cruzaron el canal llevando las cargas, mantenidas a flote mediante flotadores con válvulas reguladoras, aunque una de ellas se hundió en la travesía, demorando más de una hora las operaciones. Algunos ruidos alertaron a los guardias militares que rastrearon la zona con linternas, sin resultados. Las dos cargas restantes fueron atadas con cuerdas a los pilotes sobre los que reposaba la nave. Luego de más tres horas en el agua los buzos volvieron al bote y se retiraron. La explosión produjo un hueco de 1 metro de diámetro y una rajadura de 30 metros en el casco, que mantendría inutilizada a la nave durante cinco años. No hubo víctimas personales. Uno de los buzos tácticos que colocó la bomba sería capturado dos años después y reclutado para los servicios de inteligencia de la Marina. El Astillero de Río Santiago sería la empresa en la que más represión habría sobre sus trabajadores, con 44 delegados desaparecidos, otros 12 asesinados y casi setenta sobrevivientes que padecieron la detención clandestina y las torturas, durante las que eran interrogados por el ataque.

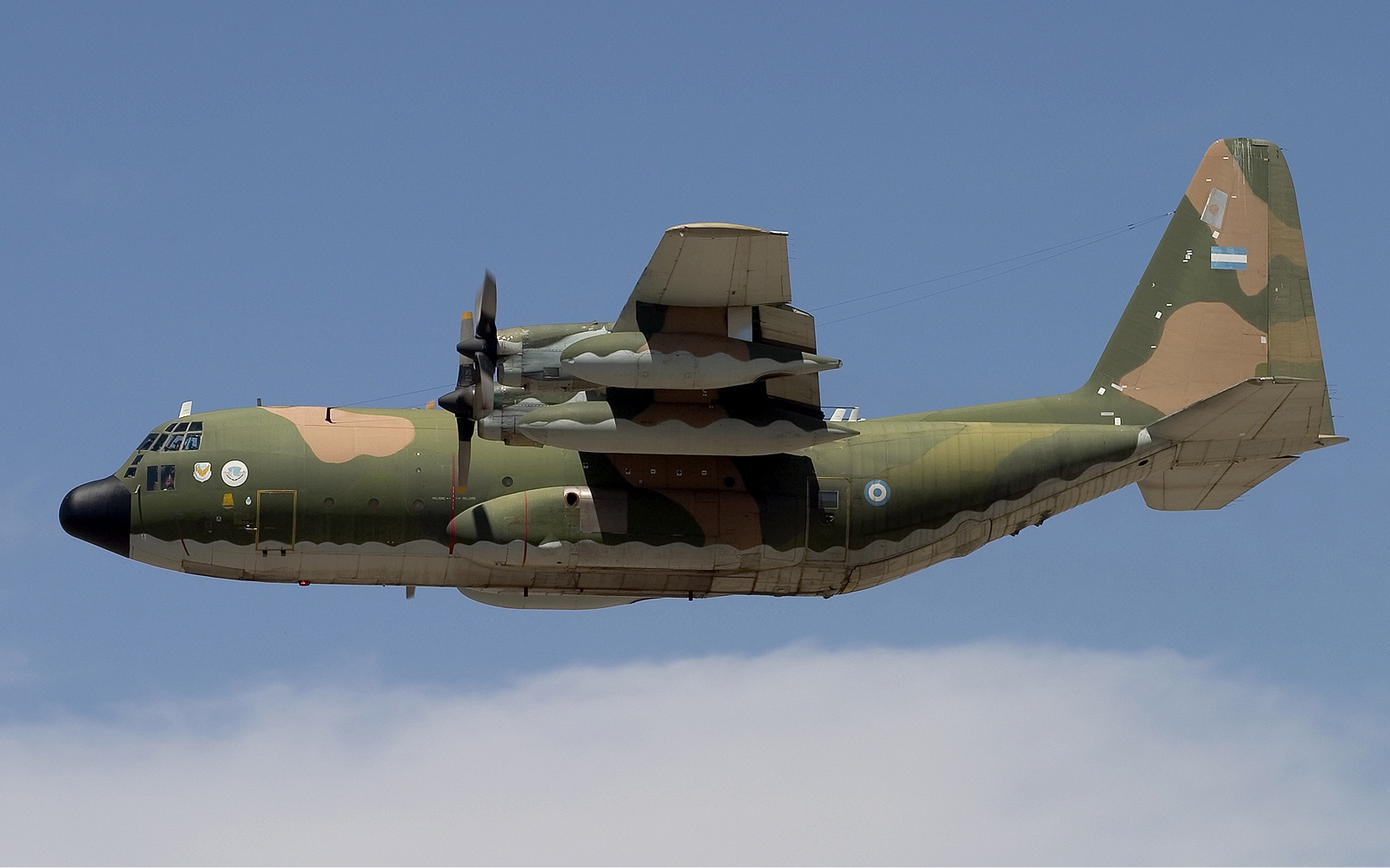
El 28 de agosto Montoneros derribó un avión Hércules en Tucumán.

El 28 de agosto el pelotón montonero Marcos Osatinsky llevó a cabo la «Operación Gardel» haciendo explotar un sistema interconectado de bombas, colocadas debajo de la pista del aeropuerto de San Miguel de Tucumán, derribando un avión Lockheed C-130 Hércules (patente TC-62) de la Fuerza Aérea en el momento que despegaba, transportando 114 miembros de fuerzas especiales de la Gendarmería Nacional, con un resultado de seis muertos y 29 heridos. La colocación de los explosivos llevó cuatro meses de obra, en una provincia que se encontraba militarizada debido al Operativo Independencia, al igual que el aeropuerto. El comando aprovechó un sendero peatonal informal y un canal de desagüe que cruzaba la pista por debajo, que el Ejército había descuidado. Para instalar lo explosivos los guerrilleros debieron entrar diez veces al túnel y abrir un boquete cónico utilizando explosivos,aprovechando el despegue de aviones para tapar el ruido. El cono fue diseñado para orientar la explosión hacia arriba, colocando en el vértice una semiesfera de 5k de dinamita, cubierta por una capa de 60k de un explosivo identificado como "dietamon" y 95k de amonita. La detonación se realizó desde una fuente eléctrica conectada a los detonadores mediante un cable de 250m. Luego de dos intentos fallidos, el comando instaló la bomba todos los días durante 28 días, hasta que identificaron el blanco. Concretada la explosión, todos los guerrilleros que participaron del operativo ser retiraron sin ser detectados. El operativo estuvo al mando del oficial Juan Carlos Alsogaray (Paco), hijo del exjefe del Ejército Argentino, general Julio Rodolfo Alsogaray.
El 3 de septiembre en un asalto de Montoneros a un camión del Ejército para aprovisionarse de armas, en el Camino General Belgrano, asesinaron al sargento ayudante Anselmo Ríos. Al día siguiente, el militante montonero Arturo Ovejero Soria fue asesinado en Tucumán por el grupo paramilitar Comando José Rucci. El 15 de septiembre fue asesinado en Córdoba el oficial de policía retirado Simeón Alejandro Douglas y el 3 de noviembre el comisario José Robles; ambos asesinatos fueron atribuidos a Montoneros, pero investigaciones más recientes determinaron que habían sido asesinados por la propia policía cordobesa, para evitar que denunciaran las torturas que se realizaban en el Departamento de Investigaciones (D2). La investigación determinó que la policía cordobesa asesinó al menos a 12 policías y colocó gran cantidad de bombas, atribuyendo dichos crímenes a Montoneros.
El 8 de septiembre de 1975 por Decreto del Poder Ejecutivo Nacional N.º 2452/75, firmado por la presidenta María Estela Martínez de Perón y sus ministros, se prohibió 

...el proselitismo, adoctrinamiento, difusión, requerimiento de ayuda para su sostenimiento y cualquier otra actividad que efectúe para lograr sus fines el grupo subversivo autodenominado "Montoneros", ya sea que actúe bajo esa denominación o bajo cualquier otra que la sustituya.

En los fundamentos del decreto se señalaba que el país padecía "...el flagelo de una actividad terrorista y subversiva que no era un fenómeno exclusivamente argentino", que "tal internacionalización dificultaba en gran medida la total represión del terrorismo y el proceso de pacificación argentino", lo cual exigía extremar las medidas tendientes a ese objetivo, precisando que "aquella actitud subversiva constitucionalmente configuraba el delito de sedición", agregando que la medida adoptada no se trataba de prescripciones o discriminaciones ideológicas, porque "nada justifica la asociación ilícita creada para la violencia y los hechos que la produzcan o fomenten", puntualizando finalmente que en esa situación se encontraba el grupo subversivo autodenominado "Montoneros", sea que actuase bajo esa denominación o bajo cualquier otra.
Los días 15 y 16 de septiembre, en recuerdo del golpe militar que derrocó al presidente Perón en 1955, hubo una nueva andanada de bombas y operaciones en todo el país. 

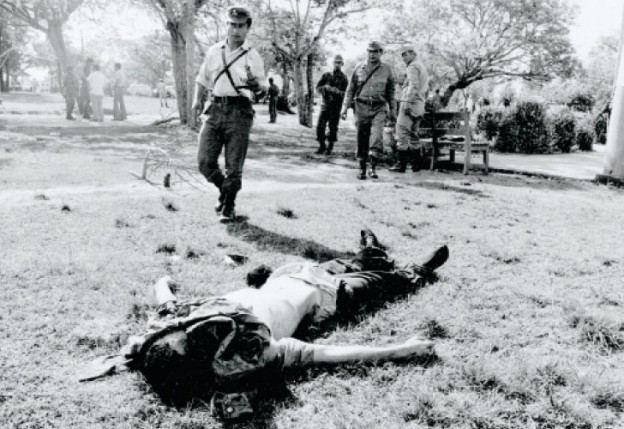
Combatiente montonero muerto en el ataque al Regimiento de Infantería de Monte 29 en Formosa.

El 5 de octubre de 1975 se produjo el bautismo de fuego del Ejército Montonero, con uniformes y grados militares. Unos 40 combatientes, gran parte de los cuales fueron transportados en un avión (otros 20 combatientes actuaron en Buenos Aires), tomaron el aeropuerto de la ciudad de Formosa, en el extremo norte del país, atacaron el Regimiento de Infantería de Monte 29 —uno de los regimientos militares con mayor capacidad de fuego— con el fin de apoderarse de armas y abandonaron el lugar en tres aviones. El resultado de la operación fue incierto: de un lado Montoneros mostró una capacidad militar que sorprendió al gobierno y las fuerzas armadas, logró apropiarse de 50 fusiles FAL y retirarse sin ser atrapados, preservando la mayoría de sus combatientes; por el otro lado no logró copar el regimiento y encontró una resistencia inesperada de los ciudadanos que estaban realizando el servicio militar obligatorio, diez de los cuales murieron en combate defendiendo la guarnición. Las bajas fueron judicialmente establecidas en 16 muertos en las filas del Ejército y 19 en el bando montonero, aunque el número varía según las fuentes. Años después se establecería que nueve de los montoneros caídos habían sido asesinados luego de ser detenidos. En la provincia de Formosa desde el año 2002, a partir de la sanción de la ley provincial N.º 1395, los días 5 de octubre de cada año se conmemora el «Día del Soldado Formoseño».
El ataque de Montoneros al cuartel militar de Formosa provocó una conmoción tal en todo el país que llevó a que, al día siguiente, Ítalo Argentino Luder, en ese momento presidente interino constitucional debido a que la presidenta Martínez había solicitado una licencia por enfermedad, dictase otros tres «decretos de aniquilamiento» ampliando a todo el país la lucha contra la guerrilla, creando un Consejo de Seguridad Interna, comandado por el propio presidente, otorgándole a las Fuerzas Armadas el poder para militarizar el país y recurrir a las fuerzas de seguridad y policiales para "aniquilar el accionar subversivo".
El 24 de octubre de 1975, miembros de Montoneros secuestraron al gerente de producción de Mercedes Benz, Franz Metz, y pidieron 7 millones de dólares por el rescate del ciudadano alemán. El 26 de este mismo mes, cinco agentes de policía en Buenos Aires resultaron muertos dentro de sus vehículos luego de que fueron tiroteados en una emboscada, a metros de la Catedral de San Isidro. El 3 de diciembre de 1975, Montoneros asesinó al general de división retirado Jorge Esteban Cáceres Monié, exjefe de la Policía Federal durante la dictadura de Alejandro Agustín Lanusse. Se llevaron a la esposa, también herida, y la dejaron en una zanja a 15 kilómetros, muerta. Ese mismo mes, Montoneros asaltó la fábrica de armamentos Halcón de Banfield. Se llevaron 250 armas nuevas, 150 fusiles calibre 7,62 mm y 100 pistolas ametralladoras de 9 mm.
Al finalizar 1975 Montoneros había completado 745 intervenciones armadas, el pico anual más alto de toda su existencia. Ese promedio se mantendría en los primeros cinco meses de 1976, en los que realizó 351 acciones, comenzando a decaer desde entonces. A pesar de la clandestinidad y la represión, Montoneros logró mantener una considerable presencia en los frentes de masas, especialmente en el frente fabril-sindical, adonde volcó la militancia de los frentes barriales y estudiantiles.

#### Relaciones con el ERP
A partir de 1975 se realizaron conversaciones para un acercamiento entre la dirigencia de Montoneros y el Ejército Revolucionario del Pueblo (ERP), la otra organización guerrillera que actuaba por entonces en Argentina. El ERP tenía una ideología marxista-trosquista, era el brazo armado del Partido Revolucionario de los Trabajadores (PRT) y estaba liderado por Mario Roberto Santucho. A diferencia de Montoneros, el ERP no había suspendido en ningún momento la lucha armada durante período constitucional iniciado en mayo de 1973, y ya había sido declarado ilegal por el gobierno en septiembre de dicho año.
Con la vuelta a las armas decidida por Montoneros en septiembre de 1974, se abrió la posibilidad de un acercamiento entre ambas organizaciones guerrilleras. Montoneros destacó observadores al frente rural del ERP y creó una Unidad Básica de Combate Logística (UBCL) con la que apoyó a la Compañía de Monte Ramón Rosa Jiménez del ERP que actuaba en el impenetrable monte tucumano, proporcionando armas, medicamentos y refugio a los guerrilleros "erpianos".
En un boletín del ERP, analizando la relación entre ambas organizaciones se reconocía que: 

Hace poco más de seis meses se retomaron las relaciones a nivel dirección de nuestro partido y Montoneros y ha habido positivos avances en las discusiones realizadas. Se abrieron perspectivas amplias para el trabajo unitario e incluso para la formación de un solo “partido” y un solo ejército guerrillero en nuestra patria.

La Embajada de EE. UU. estimaba que, al inicio de 1975, Montoneros contaba con 2000 combatientes armados, mientras que el ERP tenía entre 400 a 800 combatientes.
A comienzos de 1976 Montoneros crearía la Fuerza de Monte del Ejército Montonero para operar también en el área selvática de Tucumán, donde el ERP ya había sido prácticamente derrotado, pero la experiencia duró pocos meses. Algunas fuentes estimaban que los efectivos Montoneros que operaban en Tucumán eran de 150 a 200 militantes y 2500 simpatizantes.

#### Detención y desaparición de Roberto Quieto
El 28 de diciembre de 1975 fue detenido por la policía en una playa de la zona norte del Gran Buenos Aires Roberto Quieto, número tres de Montoneros detrás de Firmenich y Perdía, y líder de las FAR hasta la fusión en octubre de 1973. La noticia fue difundida por la prensa al mismo tiempo que legisladores radicales denunciaban el hecho en el Congreso, pero el gobierno de la presidenta Isabel Perón lo mantuvo en condición de detenido-desaparecido, confinado en un centro clandestino de detención —probablemente Campo de Mayo—, donde fue torturado e interrogado.
En enero Habegger y Perdía se entrevistaron con el general Harguindeguy para intentar negociar la liberación de Quieto, pero poco después Montoneros informó internamente que habían caído algunos locales de importancia conocidos por Quieto, atribuyendo el hecho a datos que había proporcionado Quieto bajo tortura. De inmediato, la Conducción decidió cesar todas las gestiones por su liberación y llevarlo a juicio revolucionario en ausencia. El 14 de febrero de 1976 el Tribunal Revolucionario encontró a Quieto culpable de los delitos de deserción en operación y delación, siendo condenado a muerte y a degradación.
La condena a muerte de Quieto abrió un debate sobre el comportamiento debido de los militantes bajo tortura y la capacidad para resistirla, que se extendió durante muchos años.

#### Fuerza de Monte del Ejército Montonero
A mediados de 1975, se había iniciado la tarea de reclutamiento y entrenamiento dentro de los Montoneros para formar la «Compañía Montoneros de Monte» que operaría en el noroeste de Tucumán. Se efectuaron reconocimientos y se prepararon 40 depósitos, que serían futuras bases de operaciones. Para minimizar su detección entre la población civil se había formado la unidad principalmente con cuarenta voluntarios solteros oriundos de la provincia. La zona de operaciones prevista fue el noroeste de la Sierra de Medina de Tucumán. En esos tiempos el Ejército estimaba que la guerrilla del PRT-ERP tenía entre 300 y 500 combatientes en Tucumán.
El 28 de agosto de 1975 se produjo el atentado de la Operación Gardel en San Miguel de Tucumán, en la que hicieron detonar completamente una aeronave Lockheed C-130 Hércules, dependiente del Grupo 1 de Transporte Aéreo de la I Brigada Aérea, mientras este despegaba del antiguo Aeropuerto Internacional Teniente Benjamín Matienzo transportando 114 gendarmes más seis miembros de la tripulación a San Juan.

#### 1976: los tres meses anteriores al golpe
A comienzos de 1976 Montoneros analizó la situación imperante en la fábrica metalúrgica estadounidense Bendix, ubicada en el partido de Vicente López, en el conurbano bonaerense, donde trabajaban alrededor de mil trabajadores. Según se probó judicialmente años después, los ejecutivos de la empresa señalaban a determinados representantes sindicales como "tipos peligrosos" y entregaban sus datos personales a las fuerzas represivas, para que procedieran a secuestrarlos, torturarlos y en algunos casos asesinarlos o hacerlos desaparecer clandestinamente. Como consecuencia de ello Montoneros procedió a realizar un "juicio revolucionario" donde se sentenció a muerte a cuatro ejecutivos de la empresa: el gerente general Roca, el subgerente Rosas, el gerente de Relaciones Industriales Alberto Olavarrieta y el jefe de Personal Jorge Sarlenga. La acción fue ejecutada la Columna Norte el 29 de enero de 1976, por tres milicianos y dos mujeres armadas, que ingresaron a la fábrica, mientras otros cinco soldados permanecían afuera como apoyo. Dos de ellos encontraron en sus oficinas a Olavarrieta y Sarlenga y los mataron. El tercer soldado se dirigió a la gerencia general, pero Roca no había llegado aún, razón por la cual destrozó la oficina con una granada, sin causar heridos. Al salir, uno de los comandos se encontró casualmente con un vecino suyo, el policía bonaerense Juan Carlos Garavaglio, y procedió a matarlo, debido a que lo reconoció, recibiendo la recriminación del jefe del comando. La operación tenía como fin servir de ejemplo para aquellos gerentes de empresas que colaboraban con las fuerzas represivas para secuestrar representantes sindicales.
El 23 de febrero de 1976 desapareció Juan Carlos Alsogaray, quien se encontraba al mando de la Columna Montoneros de Monte en Tucumán. Inmediatamente, su pareja Adriana Barcia, le avisó de la desaparición a su padre, el general Julio Rodolfo Alsogaray, quien había sido comandante en jefe del Ejército. Aprovechando su cargo, el general Alsogaray y su esposa, la madre de Juan Carlos, se dirigieron a Tucumán a entrevistarse con el comandante del Operativo Independencia, general Antonio Bussi. Allí Bussi les mostró una foto de su hijo desfigurado y ante el llanto de la madre, le prohibió llorar. "Pudieron recuperar el cuerpo y hacer pericias. La foto mostraba a Juan Carlos con un uniforme azul, el que usaban los montoneros en operaciones. El parte de la V Brigada era que había muerto en combate. Los informes periciales no daban lugar a dudas: había sido apresado vivo y matado a golpes, tiros y bayonetazos". Tres década después el general Bussi sería condenado a prisión perpetua.

#### El Partido Montonero
En el primer número de la revista Evita Montonera publicado luego del golpe de Estado del 24 de marzo de 1976, Montoneros dio a conocer que había conformado el Partido Montonero, con la intención de asumir así la conducción de todo el movimiento peronista.

El tránsito de OPM a Partido no es un mero cambio de nombre ni de estructuras organizativas, ni de cantidad de miembros. Es un cambio cualitativo indispensable para legitimarnos como conducción del Movimiento Peronista que conduzca, a partir de sus sectores más avanzados, a todos los trabajadores y el pueblo en un poderoso Movimiento de Liberación Nacional y Social y que garantice los intereses de la clase obrera en el futuro FLN.

La decisión había sido tomada ya en octubre de 1975, tomando en cuenta la huelga general y las grandes manifestaciones obreras contra el gobierno peronista de Isabel Perón, que hicieron fracasar el Rodrigazo, el primer "plan de ajuste" de la historia argentina, en línea con las nuevas visiones de la economía impulsadas por la Escuela de Chicago, liderada por Milton Friedman. Era la primera vez que el movimiento sindical argentino organizado en la CGT declaraba una huelga general contra un gobierno peronista. Montoneros interpretó estos hechos, sucedidos luego de la muerte de Perón, como un síntoma del "agotamiento del peronismo".
El Partido Montonero estaba dirigido en ese momento por una Conducción Nacional de cuatro miembros, todos varones, con el siguiente orden de prelación: Mario Firmenich, Roberto Perdía, Carlos Hobert y Raúl Yager.

### Durante la dictadura instalada en 1976

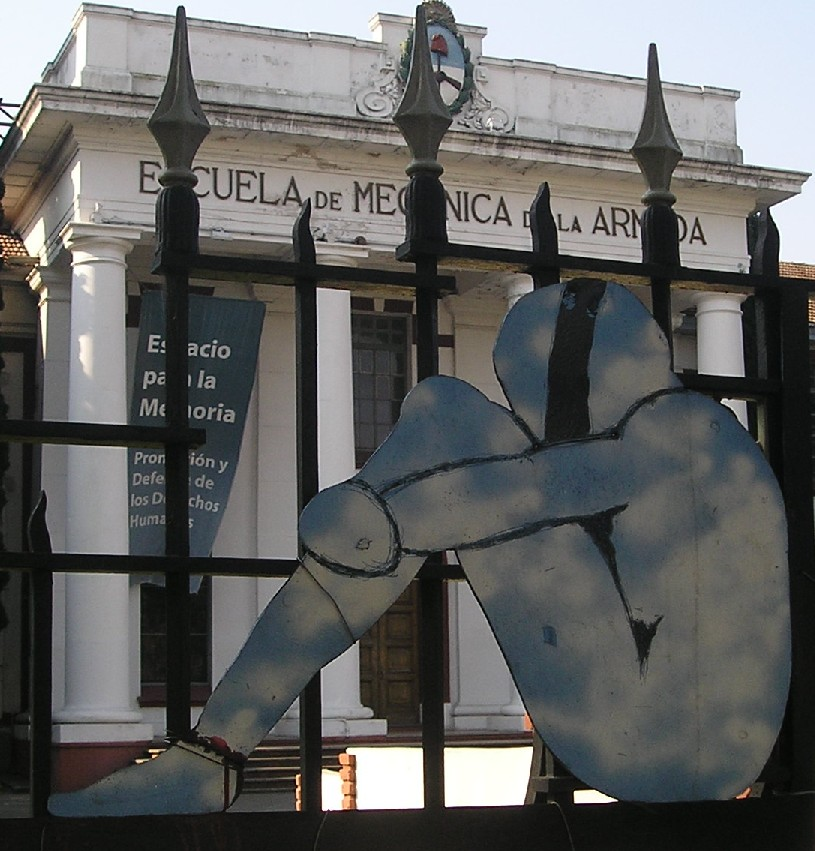
La dictadura implementó un plan sistemático de terrorismo de Estado, que incluyó la instalación de centros clandestinos de detención, tortura y exterminio, como la ESMA, en plena ciudad de Buenos Aires.

La conducción de Montoneros sabía desde octubre de 1975, como todo el país, que se aproximaba un golpe de Estado cívico-militar e incluso tenía, gracias a sus informantes —entre ellos el hijo del general Numa Laplane—, detalles y precisiones del mismo. Montoneros sostenía que el gobierno constitucional de Isabel Perón era “traidor” al pueblo y no constituía una democracia. Evaluaba que su derrocamiento por una dictadura eliminaría las confusiones que generaba su origen electoral y la condición de peronista de Isabel Perón y su gabinete, impulsando la unificación a los sectores populares en la lucha contra la dictadura. Pilar Calveiro opinó que "Bajo esta idea, la organización Montoneros, igual que el ERP, consideró que el golpe de 1976 era benéfico para sus objetivos puesto que agudizaría las contradicciones y se aclararía un enfrentamiento que resultaba difuso, dadas las prácticas de represión ilegal provenientes de un gobierno elegido democráticamente; se esperaba que todo ello permitiera acelerar el momento del triunfo.
Firmenich dijo al respecto: "no hicimos nada por impedirlo porque, en suma, también el golpe formaba parte de la lucha interna en el movimiento Peronista". El exmontonero Héctor Ricardo Leis cuenta que "La apuesta a que el golpe iba a empujar a las masas para nuestro lado no se cumplió".
En los meses anteriores al golpe y debido a la clandestinidad, Montoneros había reducido notablemente su actividad en los frentes de masas, sobre todo en los barrios, universidades y colegios y algo menos en las fábricas:

Ello significó perder una vital infraestructura para llevar adelante su funcionamiento clandestino. Dependían del aparato propio, y del dinero necesario para financiarlo. A esto se sumaron las numerosas bajas entre sus cuadros militares, lo que redujo notablemente su capacidad ofensiva. La guerra contra las Fuerzas Armadas que se proponían ganar estaba a punto de culminar con su derrota aun antes de comenzar.
Fernando Almirón, Campo Santo

La dictadura implementó un régimen de terrorismo de Estado sistemático (torturas, inteligencia, desapariciones y exterminio), ejecutado por militares y policías, coordinado con las demás dictaduras sudamericanas (Chile, Uruguay, Paraguay, Brasil, Bolivia y Perú) mediante el Plan Cóndor y fortalecido por el apoyo de Estados Unidos, que resultó fulminante para Montoneros y el ERP. 
La Orden Parcial n.º 405/76 del 21 de mayo del Estado Mayor del Ejército, firmada por el general Roberto Viola dice que "el Ejército posee documentación capturada al enemigo que dice textualmente esta guerra conducida por las F.F.A.A. comenzó a desarrollarse hace unos meses (septiembre de 1975), poniendo en marcha una campaña de cerco y aniquilamiento. La campaña fue planteada combinando el cerco político con el aniquilamiento militar. Las F.F. A.A. han logrado importantes victorias en el interior del país. Córdoba, Mendoza, Noroeste y Litoral son ejemplos evidentes".

##### 1976: sistematización del terrorismo de Estado
Montoneros continuó con su táctica de combinar asesinatos de militares, policías y empresarios, relacionados generalmente con actos de tortura o delación, con grandes operaciones de carácter militar. Entre las grandes operaciones se destacaron el asesinato del jefe de la Policía Federal, la bomba en la Superintendencia de la Policía Federal (23 muertes), el ataque contra un ómnibus policial en Rosario (11 muertes), un atentado fallido contra el dictador Videla, la bomba en el Círculo Militar, el ataque contra el centro clandestino de detención conocido como Pozo de Arana, la bomba en el Ministerio de Defensa (14 muertes). La dictadura atribuyó también a Montoneros el asesinato del general Omar Actis, que fue probablemente asesinado por la propia dictadura por disputas internas relacionadas con el Mundial de Fútbol de 1978.
El 18 de junio el Pelotón de Combate "Carlos Caride" del Ejército Montonero, comandado por Horacio Mendizábal, detonó una bomba que terminó con la vida del jefe de la Policía Federal, general de brigada Cesáreo Cardozo, acusado de ordenar el asesinato y desaparición de 20 personas por día. La bomba fue colocada debajo de su cama por la soldado Ana María González quien estableció amistad con la hija de Cardozo, aprovechando que ambas concurrían juntas a la escuela de magisterio. González había sido detenida y torturada quince días antes del atentado, pese a lo cual continuó con su misión. Murió en combate el 4 de enero del año siguiente, sin que supieran de quién se trataba, hasta dos meses después. En una entrevista a Mendizábal y González, publicada el 16 de agosto de ese año por la revista Cambio 16, González contó:

Durante un mes y medio tuve que frecuentar la casa de Cardozo, como compañera de estudios de la hija, mientras él mismo dirigía el secuestro, tortura y asesinato de decenas de compañeros. Debí compartir su mesa y soportar con una sonrisa sus comentarios, cada vez que era asesinado un hombre del pueblo.
Ana María González

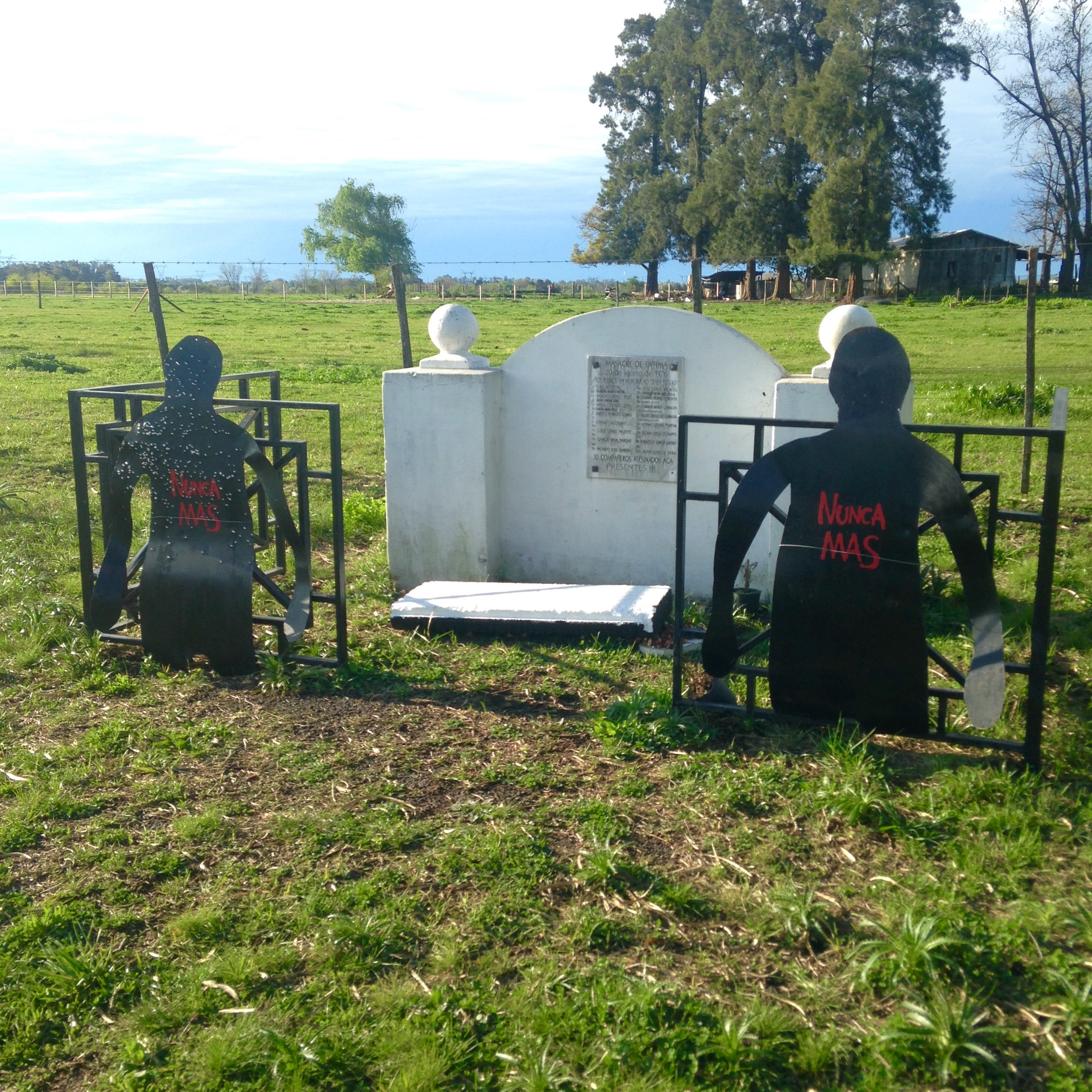
Monolito en conmemoración a los 30 caídos en la Masacre de Fátima ocurrida el 20 de agosto de 1976, en represalia por el asesinato del general Cardozo y el atentado contra la Superintendencia.

El 2 de julio colocaron una bomba en la Superintendencia de Seguridad Federal (Coordinación Federal) de la Policía Federal Argentina, que obraba como centro clandestino de detención y tortura y sede del Grupo de Tareas No 2, causando la muerte de 23 policías y dejando heridas a 66 personas. El atentado se realizó con una bomba "vietnamita" construida con nueve kilos de trotyl y cinco kilos de bolas de acero. La bomba fue introducida al comedor por José María Salgado, un policía militante de Montoneros que durante varios días había logrado relajar las medidas de seguridad, entrando con un paquete idéntico. Como represalia por el asesinato del jefe de Policía Cardozo y el atentado en la Superintendencia, el 20 de agosto la Policía Federal tomó a treinta detenidos (diez mujeres y veinte hombres), mayoritariamente militantes de Montoneros, asesinándolos en lo que se conoció como la Masacre de Fátima. Solo dieciséis víctimas pudieron ser identificadas. Treinta años después, dos responsables de la matanza, los comisarios Carlos Gallone y Juan Carlos Lapuyole, fueron condenados a prisión perpetua. Gallone, también condenado en 2019 por violaciones y abusos sexuales reiterados en el CCD de Superintendencia, se hizo internacionalmente conocido a raíz de una foto del fotógrafo Marcelo Ranea, publicada en tapa por el diario Clarín en octubre de 1982, en el que da la sensación que es abrazado por una madre de Plaza de Mayo, cuando en realidad se trataba de un forcejeo.
El 12 de septiembre Montoneros destruyó un ómnibus policial en Rosario con un coche bomba, matando a once personas (nueve policías y dos civiles) e hiriendo a una veintena. El ataque fue realizado cuando un contingente de unos cuarenta policías regresaban de trabajar en la seguridad de un partido de fútbol en el estadio del Club Rosario Central, por medio de un auto marca Citroën que llevaba en su interior una bomba de tipo "vietnamita", que fue detonada cuando el bus pasó a su lado. La explosión alcanzó un automóvil Renault 12, matando a dos de sus ocupantes, e hiriendo a la hija de los mismos.
El 2 de octubre el Pelotón Oficial Superior Tito Molina estuvo a punto de matar al dictador Jorge Rafael Videla, luego de colocar una bomba en el palco que ocupó en Campo de Mayo, durante un desfile militar. Videla escapó ileso debido a una falla en el reloj de la bomba, que la hizo detonar cinco minutos después de que bajara del palco. La embajada de Estados Unidos calificó al atentado como "extremadamente grave" y concluyó que indicaba "un aumento en la capacidad de los terroristas de penetrar la seguridad militar". La prensa argentina no hizo ninguna mención del hecho. El 8 de octubre fueron atacados con bombas las oficinas de las compañías Fiat, Mercedes Benz y Chevrolet.
El 16 de octubre otra bomba detonó en el club de cine del Círculo Militar, que no causó muertos pero hirió a 60 personas, en su mayoría familiares y militares retirados. El 16 de noviembre unos 40 guerrilleros atacaron un puesto policial en Arana, provincia de Buenos Aires. Según datos recogidos por la Victoria Advocate, murieron varios de los atacantes.
El 16 de diciembre el Pelotón Norma Esther Arrostito hizo estallar un bomba en el microcine del Ministerio de Defensa, durante una reunión de altos mandos, matando a nueve militares y cinco funcionarios civiles, resultando heridos 30 oficiales. La bomba fue colocada por el oficial José Luis Dios, asesor del Ministerio de Planeamiento, responsable de la Juventud Trabajadora Peronista (JTP) de Lomas de Zamora y posteriormente secretario de Prensa de la Columna Norte; murió en combate al año siguiente.
Durante los primeros meses del gobierno militar murieron más de 70 policías en enfrentamientos con los guerrilleros urbanos. El 14 de abril de 1976 mataron a tres policías de Buenos Aires, al ejecutivo de Chrysler, Ricardo Jorge Kenny, y el capitán de fragata José Guillermo Burgos. El 21 de abril de 1976 fue "ejecutado" el agente de los Servicios de Información del Estado (SIDE) Carlos Alberto Farinatti, resultando su esposa levemente herida. El 26 de abril de 1976 abatieron al excoronel Abel Héctor Elías Cavagnaro. El 27 de junio mueren tres policías de Santa Fe. El 1 de julio de 1976 fue asesinado el sargento Raúl Godofredo Favale. El 11 de agosto mataron al cabo Jorge Antonio Bulacio con dos balazos en la cabeza e incendiaron un camión militar perteneciente al Batallón de Comunicaciones de Comando 141. El 10 de octubre matan al directivo de la empresa Renault, Domingo Lozano. El 18 de octubre de 1976 Montoneros mató al ingeniero Enrique Luis Arrossagaray, gerente de Producción de la fábrica de motores diésel Borgward Argentina al salir de su domicilio ubicado en el Pasaje Las Cuevas y calle Baltar de Ciudadela. El hecho fue ampliamente cubierto por los medios de comunicación de la época. En noviembre fue asesinado Carlos Roberto Souto, ejecutivo de Chrysler. El 9 de noviembre un bombero falleció en el atentado dirigido contra el comando policial de La Plata.

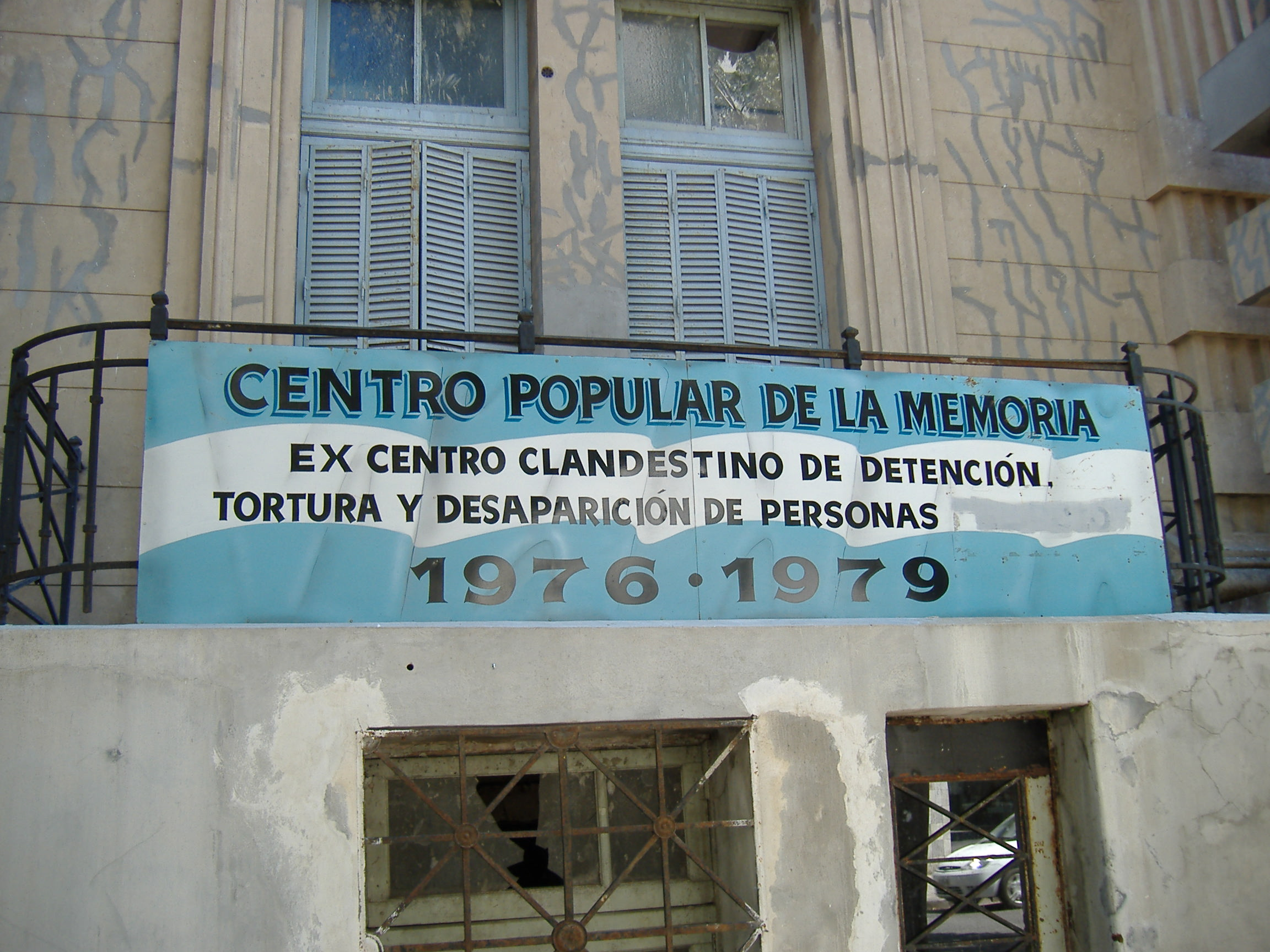
El Pozo de Rosario, donde operaban los policías santafesinos que cometieron las masacres de Los Surgentes e Iberlucea, contra militantes montoneros, sometidos también a torturas y abusos sexuales.

Entre las bajas de Montoneros en 1976, se encuentra la Masacre de la calle Azcuénaga 1816, en Tucumán, el 20 de mayo, donde fueron asesinados María Niklison, Fernando Saavedra Luque (fundador de Descamisados), Juan Carlos Meneses, Atilio Brandsen y Eduardo González Paz, estos últimos integrantes de la última conducción montonera en Tucumán; en 2011 fueron condenados a cadena perpetua por el crimen, el general Luciano Benjamín Menéndez y el policía Roberto Albornoz. El 27 de mayo, en la localidad de Haedo, murió en combate el oficial primero Carlos Caride, proveniente de las FAP, de las que fue uno de sus fundadores. El 17 de junio murió en combate en Mendoza, el poeta Paco Urondo, autor del libro La patria fusilada (1973), que reveló lo acontecido en la Masacre de Trelew. El 29 de septiembre se produjo la Masacre de la calle Corro, en la casa donde funcionaba la Oficina de Prensa Nacional de Montoneros, muriendo en combate los oficiales superiores Alberto Molinas y Carlos Coronel, el oficial primero Ignacio Bertran y los oficiales segundos Ismael Salame y María Victoria Walsh, hija del escritor Rodolfo Walsh. Sobrevivieron, fueron detenidos y pasaron varios años en la cárcel, los hermanos Maricel y Juan Cristóbal Mainer y su madre Luci Mailde Gómez, hijos y esposa de los propietarios de la casa. Ese mismo día policías santafesinos asesinaron a Daniel Barjacoba, María Márquez, Costanzo, Ana Lía Murguiondo, Sergio Jalil, Eduardo Laus, y José Antonio Oyarzabal, que se encontraban desaparecidos en el Pozo de Rosario, en lo que se ha conocido como la Masacre de Los Surgentes; en 2012 fueron condenados el general Ramón Díaz Bessone, el comisario José Rubén Lo Fiego y los policías Mario Marcote, Ramón Vergara y Carlos Scorteccini. y en 2020 fueron condenados otros trece policías santafesinos acusados de abusos sexuales, torturas y homicidios contra las víctimas. El 18 de diciembre, la policía santafesina de Rosario fue autora de la Masacre de Ibarlucea, asesinando a Carlos Aguirre, Alberto Azam, Nora Larrosa, Horacio Melilli, Segundo Núñez y Rodolfo Segarra; doce policías fueron imputados por los crímenes. El 2 de diciembre fue capturada Norma Arrostito por un grupo de tareas de la Marina, que simuló su muerte en combate, con el fin de interrogarla bajo tortura en la ESMA, donde fue asesinada dos años después. Mientras estaba cautiva, Arrostito escribió un documento que fue sacado clandestinamente del centro clandestino de detención.

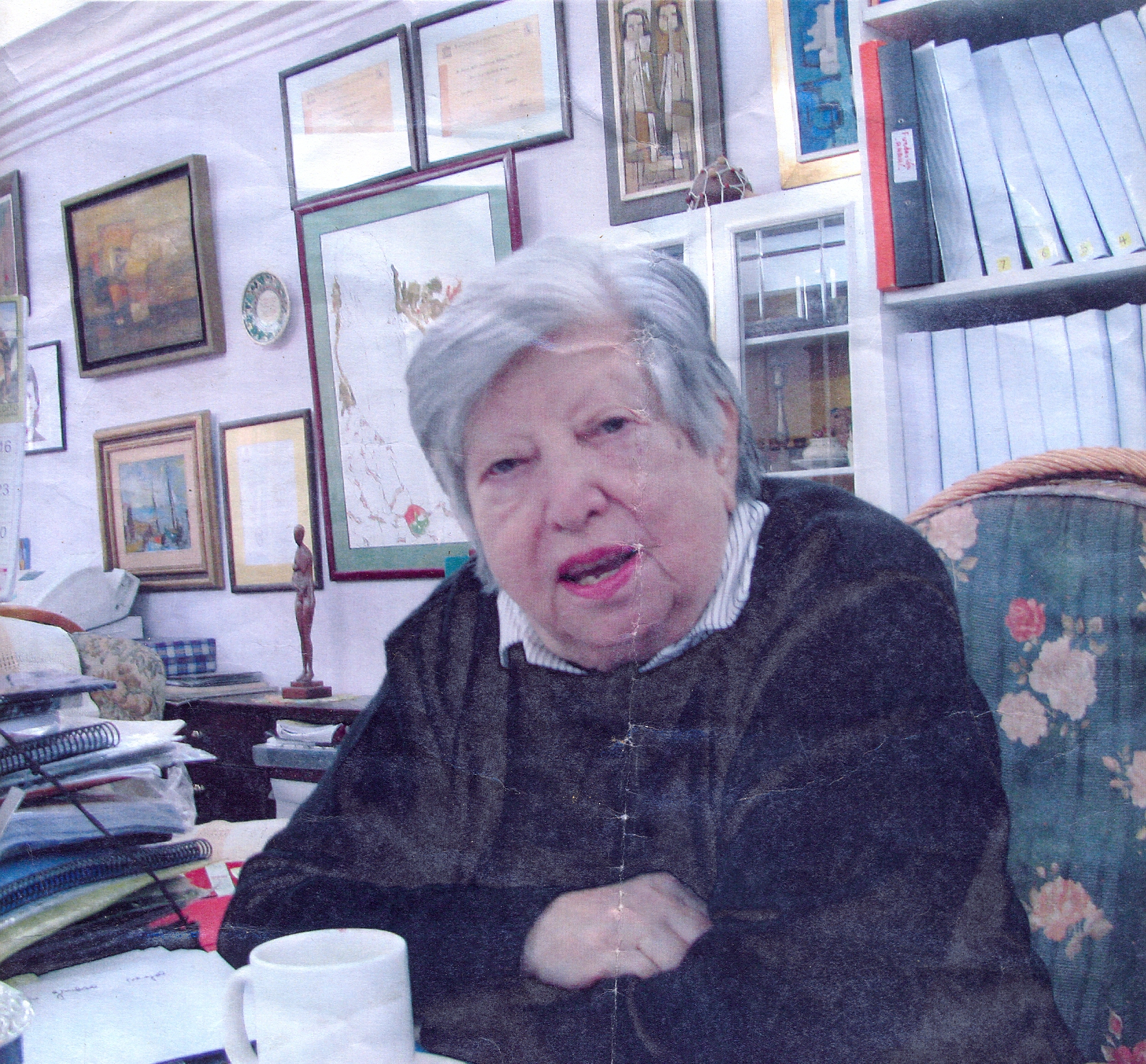
Chicha Mariani, fundadora y primera presidenta de Abuelas de Plaza de Mayo, luego de la muerte de su hija y el secuestro de su nieta Clara Anahí, en el combate del 24 de noviembre de 1976.

Entre los combates se destaca también el sucedido el 24 de noviembre, en la casa de la calle 30, número 1136 de la Ciudad de La Plata. Allí se encontraba la imprenta clandestina con la que se imprimían los 5000 ejemplares por número de la revista Evita Montonera. En la casa se encontraban la dueña, Diana Teruggi y su hija de tres meses Clara Anahí Mariani, Roberto Porfidio, Daniel Mendiburu Eliçabe, Juan Carlos Peiris y Alberto Bossio. La casa fue rodeada poco después del mediodía por más de cien efectivos del Ejército, la Policía Bonarense, la Gendarmería Nacional y grupos de tareas, dirigidos desde la otra cuadra por el jefe del Primer Cuerpo del Ejército, general Guillermo Suárez Mason, el jefe de la Policía bonaerense, coronel Ramón Camps y su mano derecha el comisario Miguel Osvaldo Etchecolatz, el jefe de la 10° Brigada de Infantería Adolfo Sigwald, el jefe del Regimiento 7 Alberto Presti y el jefe de la Comisaría Quinta de La Plata, Osvaldo Sertorio. El grupo montonero no acató la voz de rendición y las fuerzas de la dictadura lanzaron un ataque con artillería liviana, vehículos blindados, armas cortas, largas, helicópteros y granadas incendiarias. Luego de tres horas y media de combate y con la casa semidestruida, los atacantes tomaron la casa. Cuatro montoneros, entre ellos Diana Teruggi, mueren en el combate, mientras que la bebé fue secuestrada por los atacantes. El quinto ocupante fue tomado prisionero herido y ejecutado posteriormente en un centro de detención clandestino. La casa fue preservada en el estado que quedó, por las madres y padres de Diana Teruggi y su esposo Daniel Mariani. Cuando la madre de Diana Teruggi, Chicha Mariani, fue a preguntar por su nieta recién nacida, Clara Anahí, las autoridades negaron que allí hubiera habido una niña, razón por la cual fundó Abuelas de Plaza de Mayo, siendo su primera presidenta. Cada año la Asociación Anahí realiza un acto homenaje a los caídos frente a la casa y reafirma la decisión de encontrar a Clara Anahí.
El 17 de diciembre murió combatiendo Carlos Hobert, Conducción Nacional de Montoneros. El hecho decidió a la organización a trasladar la Conducción fuera del país. En los años siguientes la dictadura planearía el asesinato de la Conducción de Montoneros en el exterior, llegando a pedir autorización a Francia, Italia y España, para cometer dichos asesinatos en sus territorios, que les fueron denegados. Hobert fue reemplazado en el cuarteto de Conducción por Julio Roque (Firmenich, Perdía, Yager y Roque).
También en 1976, murió en combate el 19 de julio, Roberto Santucho, máxima figura del ERP. El golpe dañó irreversiblemente al ERP, debido a que en la casa se encontraron los nombres de 395 miembros, que fueron asesinados entre 1976 y 1977, pero fundamentalmente porque Santucho expresaba un liderazgo simbólico cuya caída arrastró a la organización como tal.
Un aspecto especial del terrorismo de Estado fue el tratamiento dado a las mujeres detenidas y particularmente a las guerrilleras. Las periodistas y exguerrilleras de Montoneros, Miriam Lewin y Olga Wornat, escribieron el libro Putas y guerrilleras, sobre la violencia sexual, emocional y psicológica a las que fueron sometidas las detenidas-desaparecidas, que llegaron a cumplir el rol de amantes, novias y hasta esposas de sus torturadores, sufriendo el silencio y el desprecio impuesto por los prejuicios machistas:

Él (el Tigre Acosta, jefe de la ESMA) tenía bien claro el peso simbólico que tenía que ellos se apropiaran de nuestros cuerpos. Como dice Rita Segato: para las víctimas, las que luego nos convertimos en sobrevivientes y en ese momento éramos desaparecidas, para sus compañeros o novios o esposos que eran testigos y también para esa fratria, esa hermandad de machos violadores. Por eso se da tanto la violación en manada, como se dice erróneamente porque los animales no actúan así. Porque el mensaje iba para la víctima directa, para la violada, pero también para los varones de esa hermandad represora y para los que formaban parte de ese colectivo de los militantes desaparecidos.
Miriam Lewin

A la mayoría les llevó muchos años poder denunciar porque sobre muchas mujeres cayó una doble estigmatización y una doble sospecha que cuesta desterrar: la del consentimiento en las relaciones sexuales (que no era tal) y la de la posible delación.

Hacia fines de 1976, el terrorismo de Estado aplicado sistemáticamente para aniquilar toda manifestación «subversiva», estaba desbordando a Montoneros. Años después Firmenich reconocería que "el grado de criminalidad" que alcanzó la represión llevada adelante por la dictadura, superó las previsiones que había realizado Montoneros sobre el golpe:

No alcanzamos a prever el grado de criminalidad que tendría la táctica del desaparecido. Nos imaginamos que esta iba a ser una dictadura más dura, más represiva que todas las conocidas, pero en una diferencia cuantitativa, no cualitativa.
Mario Firmenich

#### Los Papeles de Walsh y su Carta abierta

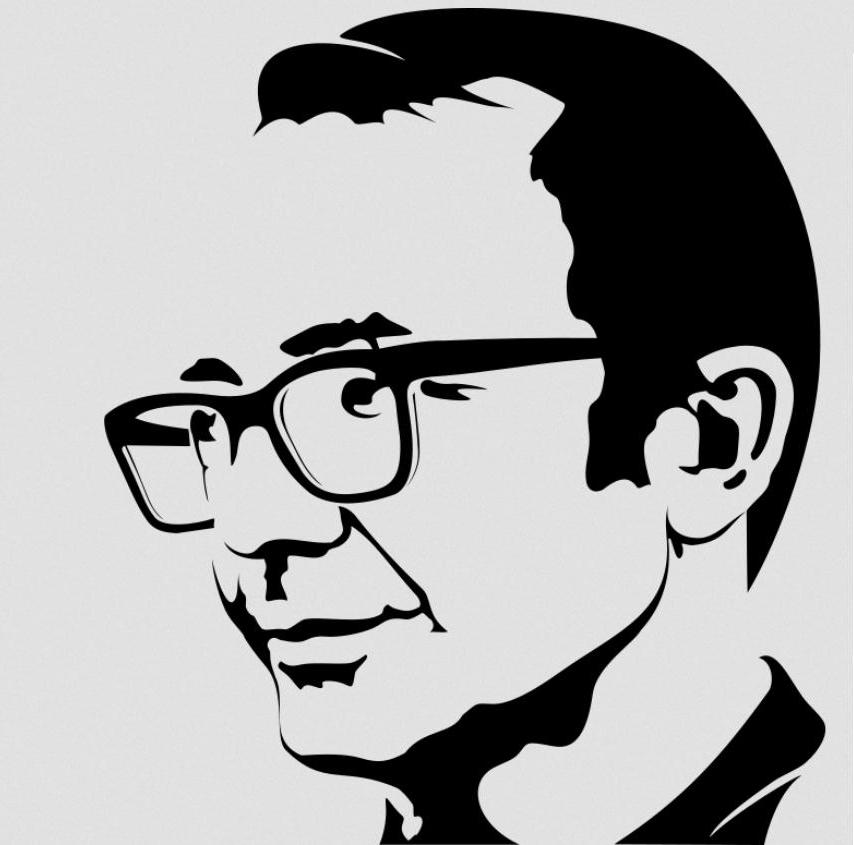
Rodolfo Walsh escribió varios documentos de gran importancia en las semanas previas a su desaparición.

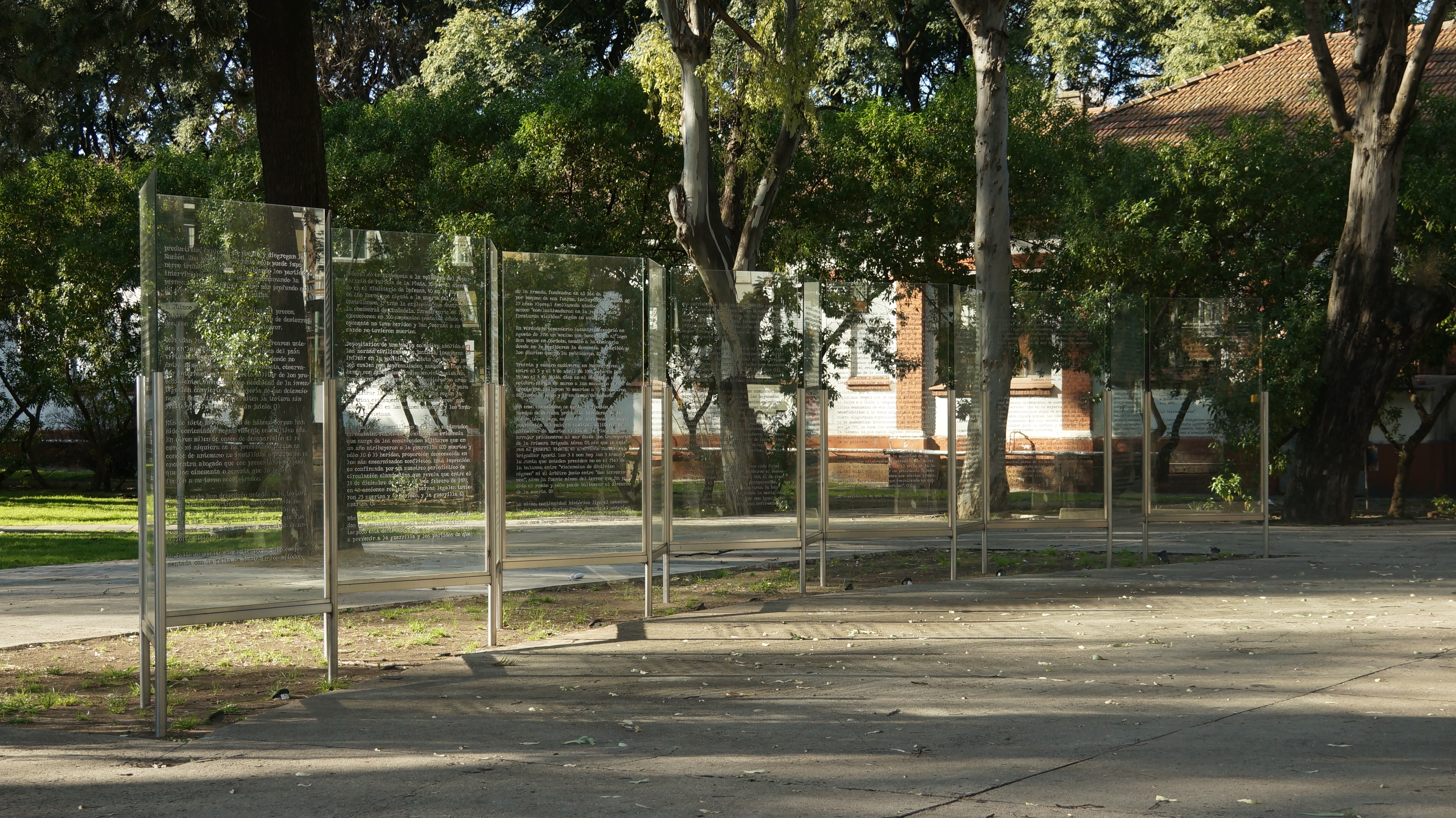
'Carta abierta' de Rodolfo Walsh, obra de León Ferrari ubicada en el Espacio Memoria y Derechos Humanos (exESMA).

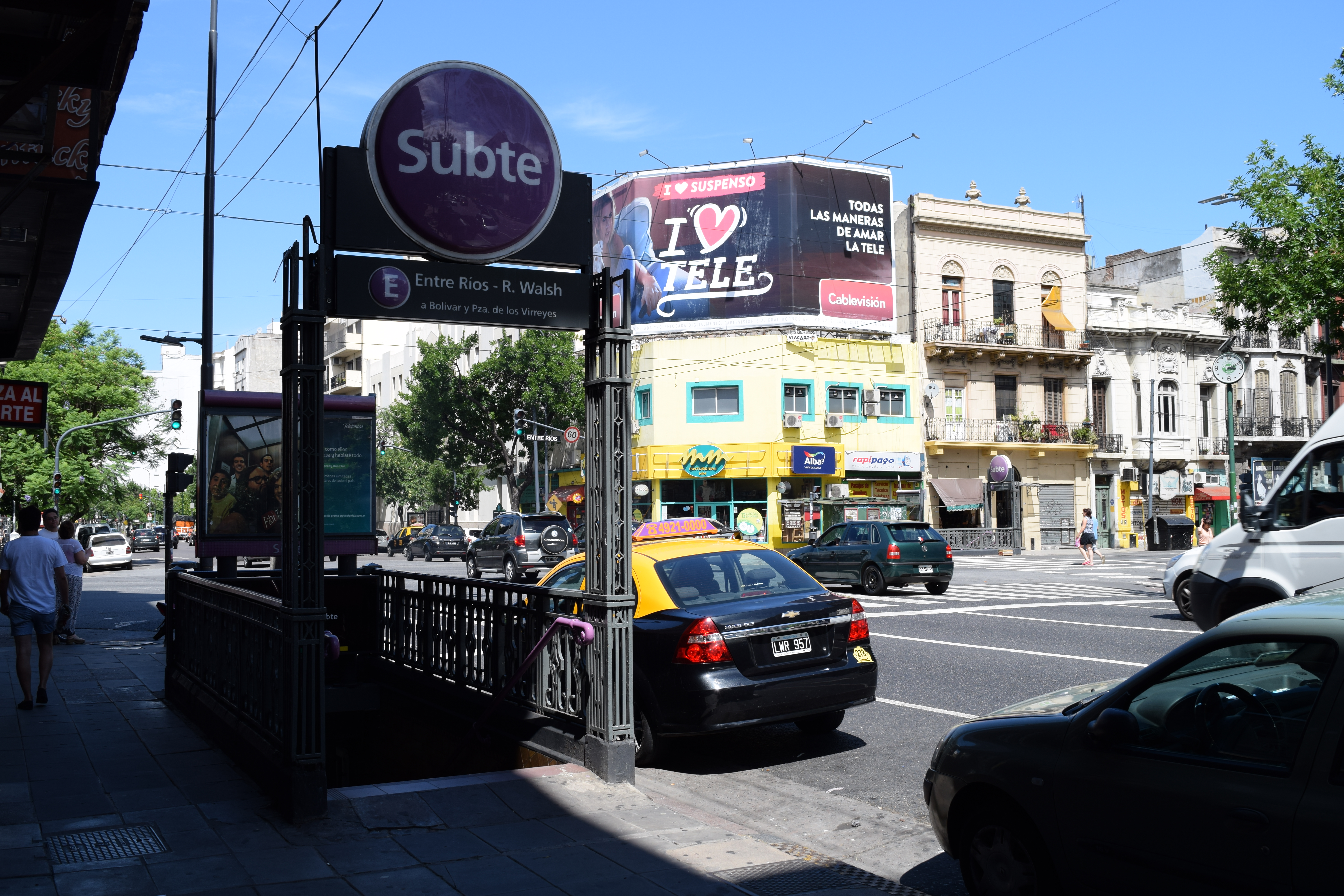
Estación Rodolfo Walsh, en el lugar donde fue abatido el conocido escritor montonero.

Entre noviembre de 1976 y enero de 1977 Rodolfo Walsh, que tenía grado de oficial primero bajo los nombres de guerra de “Esteban" o "Neurus”, escribió cinco documentos internos criticando punto por punto varios documentos autocríticos emitidos por la Conducción de Montoneros en esos días. Estos documentos internos conocidos como los Papeles de Walsh, se encuadran en la redacción simultánea de la célebre "Carta abierta de un escritor a la Junta Militar", fechada un día antes de desaparecer, el 25 de marzo de 1977.
La crítica de Walsh es terminante. Aclara en los papeles que se trataba de su opinión y las de "sus subordinados". Walsh sostiene que la autocrítica de la Conducción es aparente y que sus documentos "soslayan la real gravedad de nuestra situación militar", criticando el enfoque "triunfalista" y "militarista" —utiliza esos términos—, que había adoptado la Conducción, que subestimaba por un lado a la dictadura y por el otro adoptaba métodos de lucha que también violaban los derechos humanos, refiriéndose a los asesinatos de personas:

Uno de los grandes éxitos del enemigo fue estar en guerra con nosotros y no con el conjunto del pueblo. Y esto en buena medida por errores nuestros, que nos auto aislamos con el ideologismo y nuestra falta de propuestas políticas para la gente real. Nuestras armas también son violatorias de las convenciones internacionales. Ellos se autoaislan, pero nosotros también, y en ese trueque ganan ellos, porque nosotros teníamos con qué impedirlo y ellos no.
Rodolfo Walsh en "Observaciones sobre el documento del Consejo del 11/11/76"

Walsh sostenía que la raíz del problema era política: la equivocada suposición de Montoneros que el movimiento peronista se había agotado y que su lugar lo estaba ocupando el "movimiento montonero". Desmiente que exista en el seno del pueblo y puntualmente en la clase obrera, un sentimiento de adhesión a un supuesto "movimiento montonero". Todo lo contrario, el terrorismo de Estado, sostiene Walsh, llevó al pueblo a refugiarse aún más en su propia cultura política, el peronismo, y a alejarse de Montoneros, perdiendo "la representatividad popular" que supo tener dos años antes. De ese modo, Montoneros y sus militantes, en lugar de refugiarse en la amplia cobertura que le ofrecía el peronismo, se separó del mismo, quedando sin refugio ante una represión que llegó a niveles desconocidos.

Negamos el Movimiento Peronista y el Movimiento Montonero no existe. Entonces ¿dónde nos vamos a refugiar cuando el enemigo aprieta?
Rodolfo Walsh en "Observaciones sobre el documento del Consejo del 11/11/76"

Walsh consideraba que aún había tiempo para "replegarse hacia el peronismo", disolver el Ejército Montonero, abandonar la "tarea de inventar el Movimiento Montonero, que no tendrá existencia real" y dar amplia autonomía a los grupos militantes, "para resistir junto con el pueblo a la dictadura". Los cinco documentos internos de Walsh fueron publicados por Roberto Baschetti y pueden ser consultados en línea, en una edición especial de la revista Sudestada.
El 24 de marzo de 1977, mientras Montoneros debatía las críticas formuladas en los Papeles, Walsh envió a las redacciones de los diarios su célebre Carta abierta de un escritor a la Junta Militar, calificada por Gabriel García Márquez como una «obra maestra del periodismo». El texto de Walsh es un texto pavoroso. Les habla a los miembros de la Junta en primera persona. Les habla sobre su hija "muerta combatiéndolos", unos meses antes. Les habla "del cuadro de exterminio", del "terror más profundo que ha conocido la sociedad argentina", de las "desapariciones", de los "campos de concentración", de los miles de habeas corpus rechazados, de "la tortura absoluta, intemporal, metafísica", las masacres, la coordinación de la represión con otros países sudamericanos y Estados Unidos, la ilegitimidad del gobierno, de la política antipopular que estaban ejecutando: 

Estos hechos, que sacuden la conciencia del mundo civilizado, no son sin embargo los que mayores sufrimientos han traído al pueblo argentino ni las peores violaciones de los derechos humanos en que ustedes incurren. En la política económica de ese gobierno debe buscarse no sólo la explicación de sus crímenes sino una atrocidad mayor que castiga a millones de seres humanos con la miseria planificada.
Rodolfo Walsh, Carta abierta...

Walsh concluye su carta con un pedido a la Junta y una advertencia anticipatoria, aunque aclara que sabe que no será escuchado: 

...pedir a los señores Comandantes en Jefe de las 3 Armas que meditaran sobre el abismo al que conducen al país tras la ilusión de ganar una guerra que, aun si mataran al último guerrillero, no haría más que empezar bajo nuevas formas, porque las causas que hace más de veinte años mueven la resistencia del pueblo argentino no estarán desaparecidas sino agravadas por el recuerdo del estrago causado y la revelación de las atrocidades cometidas.
Rodolfo Walsh, Carta abierta...

Al día siguiente un grupo de tareas de unos 30 hombres intentó secuestrar a Rodolfo Walsh en la esquina de San Juan y Entre Ríos, en el barrio de San Cristóbal de Buenos Aires, pero Walsh los enfrentó con su arma y fue herido de muerte. Su cuerpo fue llevado a la ESMA y se encuentra desaparecido. La estación de subte que se encuentra en el lugar en que fue abatido, lleva su nombre, mientras que en los jardines de la exESMA, convertido en Espacio Memoria y Derechos Humanos, se encuentra una obra del artista León Ferrari, llamada "Carta abierta", en la que se reproduce el texto de la carta, sobre paneles de acrílico transparente.

#### 1977: entre Argentina y el exilio
En el año 1977 Montoneros sufrió la profundización de la desarticulación que le había causado la aplicación del terrorismo de Estado. En el primer trimestre del año la JUP dejó de existir como tal, como consecuencia de sucesivas olas represivas, desapariciones y masacres. "La inmensa mayoría de los militantes de la JUP secuestrados fueron enviados al centro clandestino El Atlético".

La gran desarticulación del frente universitario de Montoneros comienza a principios de 1977 y alcanza su pico máximo en términos cuantitativos de bajas en marzo y abril de ese año. Excepciones fueron Arquitectura y Filosofía y Letras, donde la represión golpeó tempranamente. Excepción también fue Derecho, que mientras los otros frentes se deshacían a pedazos siguió adelante con un número inusitado de integrantes dado el momento. Allí los compañeros bancaron la resistencia organizados y solos -más solos porque además Derecho funcionó durante más de un año suelto, totalmente desenganchado de la Orga. Y así llegaron hasta junio del 78, cuando en las otras facultades nada quedaba. Corno dije, Filosofía y Letras, un frente compuesto por una multiplicidad de carreras, desarrolló un funcionamiento normal hasta mediados del 76, en que se produce la primera de las cuatro barridas que sufrió.
Marisa Sadi

Al cumplirse un año de la instalación de la dictadura en Argentina, las bajas montoneras sumaban dos mil militantes, un tercio más de lo que había previsto la Conducción. En mayo la dictadura logró matar otro miembro de la Conducción nacional, al morir en combate Julio Roqué. Su lugar fue ocupado por Horacio Mendizábal, quien había sido el secretario Militar desde abril de 1976. La Conducción quedó así integrada por Firmenich, Perdía, Yager y Mendizábal.
Simultáneamente con la desarticulación de Montoneros en el interior de Argentina, en 1977 se consolidó su accionar en el exilio. La partida hacia el exilio de militantes montoneros había comenzado en 1974, mediante lo que fue conocido como "los opcionados". El sistema constitucional argentino del estado de sitio, establece que el presidente de la Nación puede detener personas sin orden judicial, pero con la condición de que estas personas tengan la opción de "salir fuera del territorio argentino", si así lo prefieren (art. 23, CN). Esta cláusula de la Constitución argentina permitió que, cuando un detenido era "legalizado", y no existían cargos para ponerlo a disposición de la justicia, optaran por partir al exilio. Ello hizo que una gran cantidad de militantes, intelectuales, artistas y científicos, incluyendo una considerable cantidad de montoneros, hubieran partido individualmente al exilio, principalmente a México, donde se instaló la Conducción Nacional, y en menor medida Francia, España y otros países de Europa, cumpliendo con la "retirada estratégica" decidida a fines de 1976.
El 21 de abril la Conducción Nacional de Montoneros, encabezada por Firmenich, dio una conferencia de prensa en Roma dando a conocer la creación del Movimiento Peronista Montonero (MPM), con Firmenich como secretario general, sumando esta estructura a las dos ya existentes, el Ejército Montonero y el Partido Montonero. En la conferencia estuvieron presentes también los exgobernadores Oscar Bidegain y Ricardo Obregón Cano, así como el segundo jefe montonero, Fernando Vaca Narvaja, entre otros dirigentes. Desde fines de 1976 Montoneros había tomado la decisión de enviar fuera de la Argentina a sus principales cuadros de conducción. En 1977 se abrió la Casa Montonera, en la calle Alabama 17, de Colonia Nápoles, en el DF de México. También en México, Montoneros estuvo activo a través del Comité de Solidaridad con el Pueblo Argentino (COSPA), liderado por Rodolfo Puiggrós, que comenzó a funcionar en agosto de 1976 y dio a conocer desde un primer momento la estructura del terrorismo de Estado en Argentina y la utilización sistemática de la desaparición de personas, identificando el centro clandestino de detención que funcionaba en la ESMA.
La instalación de la Conducción Nacional en México y la organización de la actividad militante en el exilio, llevó a Montoneros a priorizar las relaciones internacionales de la organización, ante los gobiernos, los partidos políticos y las organizaciones no gubernamentales extranjeras. A tal fin fue creada la Secretaría de Relaciones Exteriores del MPM, a cargo de Fernando Vaca Narvaja.
Hacia mediados de 1977 aún existía un funcionamiento orgánico, con reuniones periódicas y comunicaciones con la organización, pero a partir de ese momento los grupos de militantes comienzan a quedar completamente desconectados. El responsable de la JUP en la Facultad de Derecho de la UBA, cuenta que a fines de 1977 había decidido irse de Argentina, debido a que "todo lo que se hiciera de allí en más era suicida". Al año siguiente se realizaría en Argentina la Copa Mundial de Fútbol y Montoneros desde México ya había ordenado aprovechar el evento internacional, para dar a conocer la situación de pobreza creciente y violación de derechos humanos. Al reunirse con los militantes, les dio a conocer que el estado de Montoneros era desesperante: "no tenemos conducción, no tenemos política, no tenemos nada". Pese a ello, un grupo de 15 a 20 militantes decidió quedarse y seguir militando, aunque la situación del grupo de Derecho fue excepcional, porque en los demás lugares, ya casino quedaban militantes de superficie, hacia fines de 1977, y los ataques eran cada vez más esporádicos.

#### 1978: el año del Mundial de Fútbol

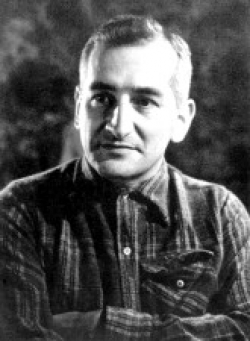
En 1978 desapareció Héctor Germán Oesterheld, militante montonero y guionista, autor de la célebre historieta El Eternauta, un relato de ficción sobre una heroica resistencia guerrillera ante una invasión extraterrestre en Buenos Aires.

En enero de 1978 la dictadura mandó un comando a México, con cobertura de la dictadura de Brasil usando los canales del Plan Cóndor, con el fin de asesinar a la Conducción de Montoneros, utilizando detenidos-desaparecidos quebrados por la tortura, las amenazas contra sus familiares y un programa de modificación de identidades políticas dirigido por el almirante Emilio Massera. La "Operación México" fracasó estrepitosamente, porque Tulio Valenzuela, se escapó de sus captores una vez en México y reveló la situación a la Conducción de Montoneros que de inmediato realizó una conferencia de prensa dando a conocer los hechos y generando un escándalo internacional. Dos agentes secretos argentinos, el teniente Manuel Augusto Pablo Funes y Miguel Vila Adelaida, fueron detenidos por las autoridades mexicanas y expulsados del país. 
En represalia fue asesinada la esposa de Valenzuela, Raquel Negro, luego de dar a luz a mellizos, que también desaparecieron (uno de ellos fue encontrado 30 años después). Como parte de la represalia fueron asesinadas también todas las personas que estaban detenidas desaparecidas en el centro clandestino de detención conocido como Quinta de Funes. El hecho fue relatado en la novela Operación México, Tucho o lo irrevocable de la Pasión escrita por Rafael Bielsa en 2014 y la película Operación México, un pacto de amor, realizada sobre el libro, por el director Leonardo Bechini, en 2016. Luego del intento de asesinato, la Conducción de Montoneros se trasladó a Cuba donde estableció su base.
Durante el Mundial de Fútbol (junio y julio), Montoneros adoptó una línea de apoyar el Mundial como una "aspiración" popular, pero al mismo tiempo utilizarlo para realizar acciones de propaganda y exponer al régimen dictatorial. Un folleto de la época decía:

El Mundial ‘78 es una aspiración del pueblo y los Montoneros queremos que se haga. La dictadura pretende usarlo para decir al mundo “aquí no ha pasado nada”, pero hay gremios intervenidos, fueron anuladas las conquistas sindicales, hay miles de presos y secuestrados, la dictadura reprime ferozmente y asesina sin piedad.

El 1 de agosto de 1978, una poderosa explosión conmovió el Barrio Norte de la ciudad de Buenos Aires, causando 3 muertos y 10 heridos. Dos edificios de departamentos afectados, fueron luego demolidos. La operación fue llevada a cabo por el Pelotón de Combate Especial “Eva Perón”, en un atentado contra la vida del dictador Armando Lambruschini (miembro de la Junta Militar) en el que murió su hija Paula Lambruschini.
En octubre de 1978 el Consejo Nacional del Partido Montonero tomó la decisión de eliminar el secretariado y ampliar la Conducción Nacional, de cuatro a seis miembros. De este modo la Conducción Nacional quedó integrada jerárquicamente por Mario Firmenich, Roberto Perdía, Raúl Yäger, Horacio Mendizábal, Fernando Vaca Narvaja y Horacio Campiglia. Los cuatro primeros con el grado de comandantes y los dos últimos con el grado de comandantes segundos.

#### Separación del grupo de Galimberti
En marzo de 1977, el grupo de Rodolfo Galimberti, que se desempeñaba como capitán dentro de la Columna Norte, decidió exiliarse en México. Allí se integró a la estructura que estaba armando Montoneros en México, realizando una autocrítica de la postura crítica que su grupo había planteado el año anterior, proponiendo una estructura más descentralizada. Finalmente, en febrero de 1979, Galimberti, junto a Juan Gelman, Patricia Bullrich, Pablo y Miguel Fernández Long, entre otros dirigentes, rompieron con Montoneros.
La Conducción Nacional, que por entonces estaba radicada en Cuba, los acusó de traición y los sometió a "juicio revolucionario". El tribunal condenó a muerte a Galimberti, ordenando su fusilamiento en el lugar donde se encontrara.

#### Contraofensivas de 1979 y 1980
En 1979, llegaron a Argentina cuatro pelotones de combatientes que efectuaron varios atentados. El edificio donde vivía Walter Klein, secretario de Coordinación Económica, fue dinamitado pero sobrevivieron él y toda su familia. El secretario de Hacienda del gobierno nacional, Juan Alemann, fue ametrallado pero salió vivo del atentado. El empresario Francisco Soldati y su chofer fueron asesinados en la Avenida 9 de Julio por un comando montonero usando uniformes policiales.
Pero el balance general para Montoneros fue negativo: muchos guerrilleros fueron descubiertos por los servicios de inteligencia militar, y a otros los delataron sus compañeros quebrados por las torturas y abusos que padecieron.
En 1980 la conducción montonera, que estaba refugiada en Cuba, continuó el plan de la contraofensiva, pero un nuevo pelotón fue secuestrado y desaparecido en marzo cuando llegó al país. Varios de ellos habían realizado cursos en el Líbano como Tropas Especiales de Infantería (TEI).
En total fueron alrededor de un centenar de guerrilleros montoneros los que regresaron de manera clandestina al país entre 1979 y 1980. Una parte importante de la contraofensiva fueron integrantes de las Ligas Agrarias en el nordeste argentino con el fin de reorganizar al colectivo de militancia campesina, que estaba integrado por trabajadores rurales y pequeños productores que proponían un modelo económico alternativo.
Luego de una estadía en La Habana, la dirigencia de los Montoneros se trasladó a Europa. Los montoneros sobrevivientes de la Columna Oeste de Gran Buenos Aires formaron el «Batallón Héroes Montoneros»; entre ellos figuraban Graciela Estela Alberti y Ricardo Soria, quienes fueron secuestrados en Buenos Aires el 17 de marzo de 1980. En México Montoneros constituyó la Brigada Sanitaria "Adriana Haidar" encabezada por Silvia Berman que cumplió una importante misión durante la guerra contra Somoza en Nicaragua.
La represión tuvo también coordinación con los militares de Uruguay: en 1977-1978, en el marco de los operativos contra los GAU y otros grupos de extrema izquierda, elementos Montoneros presentes en Uruguay fueron sistemáticamente perseguidos.
Durante el transcurso del "Proceso", la mayoría de los cuadros activos de la organización Montoneros fueron muertos o secuestrados, quedando a disposición de las Fuerzas Armadas o de seguridad como "detenidos/desaparecidos".
Tres miembros de la cúpula dirigente de Montoneros sobrevivieron (Firmenich, Perdía y Vaca Narvaja). En el curso de los años se difundieron versiones imprecisas sugiriendo que algunos de ellos pudieron haber actuado como agentes de contrainteligencia.
Entre 2021 y 2023 se dictaron sentencias en varios juicios sobre crímenes de lesa humanidad cometidos durante las contraofensivas de 1979 y 1980. Los alegatos de la fiscal Gabriela Sosti son una importante fuente documental para comprender mejor los hechos de un capítulo histórico poco estudiado, oscurecido por mitos y operaciones propagandísticas:

En estos juicios se repasa, se repiensa y se expone la historia como en ningún otro espacio. Son los protagonistas mismos los que llegan a decir cosas que no se pueden decir en otro lado más que frente a un tribunal... Sirvió para desmitificar el mito urbano político por excelencia de la resistencia militante de los 70 que asegura que Montoneros mandó matar a su gente en la contraofensiva. Nada más irreal.
Gabriela Sosti

#### Guerra de las Malvinas
El 2 de abril de 1982 Argentina recuperó las Islas Malvinas. Tres meses antes el general Galtieri, un militar estrictamente alineado con "Occidente" en la Guerra Fría, había desalojado del poder al general Viola cuestionado, junto a Jorge Rafael Videla, por haber continuado las relaciones con la Unión Soviética y Cuba.
Contra lo que se esperaba de él, Galtieri ordenó tomar militarmente las Islas Malvinas, ocupadas por el Reino Unido, miembro clave a su vez de la OTAN, trastocando súbitamente la postura de la dictadura argentina en la Guerra Fría, que quedó de pronto enfrentada a "Occidente", debiendo buscar apoyo en el Movimiento de Países No Alineados, liderado por Cuba.
El cambio radical de la ubicación argentina en la Guerra Fría y la decisión de recuperar territorio nacional que aún estaba baja régimen colonial, llevó a que la mayoría de las fuerzas opositoras pospusieran su enfrentamiento con el régimen militar para dar prioridad al conflicto con el Reino Unido, sin por ello legitimar la dictadura.
Firmenich, en nombre de Montoneros, exhortó a apoyar al gobierno militar en su enfrentamiento con el Reino Unido y finalmente contra Estados Unidos: 

No nos engañamos con este súbito arranque de patriotismo del gobierno. [...] Por sí misma e independientemente de quién lo hace y por qué lo hace, hay que apoyar la recuperación de las Islas e ir a la guerra con Inglaterra si es necesario.
Mario Firmenich

El 28 de abril de 1982 Montoneros publicó un documento llamando a la resistencia al ataque británico. Para ello, pidió la liberación de los presos políticos y la libre entrada al país de los exiliados con el objeto de formar milicias populares para guarnecer las Malvinas y los territorios continentales amenazados por el Reino Unido.
También exmiembros de Montoneros, que habían participado en el atentado al buque Santísima Trinidad —y se consideraban el núcleo inicial de una «marina montonera»—, se involucraron durante el conflicto en la frustrada Operación Algeciras.

### De la recuperación de la democracia hasta la actualidad
La derrota en la Guerra de Malvinas produjo el colapso de la dictadura y abrió una salida electoral, sin condicionamientos. La vida política y sindical regresó con una considerable libertad, aun cuando la dictadura continuó en el poder hasta el 10 de diciembre de 1983. En ese contexto, Montoneros debió replantear su estrategia.
Al retornar la democracia en 1983, la organización Montoneros ya no existía como estructura político militar. Muy pocos de sus militantes orgánicos habían sobrevivido al proceso de represión iniciado por el gobierno de María Estela Martínez de Perón y continuado por la dictadura militar iniciada en 1976. Fue una de las organizaciones guerrilleras con más pérdidas de vidas, con 5000 muertos o desaparecidos según Mario Firmenich. Entre los sobrevivientes, existen aquellos que critican con dureza a la que fuera su conducción nacional, algunos que intentan minimizar o negar su participación en esa época y otros que, aún reconociendo muchos errores graves, reivindican su pertenencia y su práctica en la organización guerrillera enmarcándola en un contexto histórico y geopolítico. En marzo de 1982, Mario Firmenich planteó la formación de un frente que agrupara a todos los sectores argentinos a excepción de la oligarquía con el fin de dar paso a un régimen pluralista.
En mayo de 1983, ya convocadas las elecciones nacionales para el día 30 de octubre, tuvo una fuerte repercusión social el Caso Cambiaso-Pereyra Rossi, el asesinato de dos dirigentes montoneros, que fue visto por la opinión pública como un ataque de los militares —aún en el poder—, al peronismo en su conjunto.
Algunos de los supervivientes montoneros, que respondían todavía a la conducción de Firmenich y disponían de fuertes recursos económicos en Cuba, se aliaron con un sector del peronismo y participaron en la interna peronista de 1983 promoviendo la candidatura a presidente de Vicente Saadi con el sublema de "Intransigencia y movilización", reclamando juicio y castigo a los culpables de la dictadura. Entre los dirigentes se contaban Susana Valle, Miguel Unamuno y como representante de la juventud, Patricia Bullrich. A su vez reeditaron un periódico propio, La Voz, y en las universidades comenzaron a resurgir algunos activistas de la JUP.
Sin embargo, sus intentos de captar el apoyo popular fracasaron y en la interna peronista ganó la fórmula de centro Lúder-Bittel, que eran partidarios de una "ley del olvido" para los militares. La reacción de los argentinos osciló entre el rechazo y la indiferencia, evidenciando que el movimiento político montonero no tenía capacidad de revitalización.

#### Decreto promoviendo la persecución penal de dirigentes montoneros
El 10 de diciembre de 1983 asumió el gobierno democrático encabezado por el presidente Raúl Alfonsín, quien culpaba de la violencia política en Argentina tanto a las Fuerzas Armadas como a los grupos guerrilleros, sosteniendo la necesidad de juzgar a las cúpulas militares y guerrilleras. Esta postura es conocida como la "teoría de los dos demonios".
En esa dirección, el 13 de diciembre de 1983, apenas tres días de asumir la Presidencia, Alfonsín dictó los Decretos N.º 157/83 y 158/83. El primero de ellos ordenaba «promover la persecución penal» de los jefes guerrilleros y el segundo ordenaba someter a juicio sumario a nueve de los diez militares de las tres armas que integraron las Juntas que dirigieron el país desde el golpe militar del 24 de marzo de 1976 hasta la guerra de las Malvinas en 1982.
En los fundamentos de esa medida se destacaba que pese a la amnistía de mayo de 1973, estos grupos de personas desoyendo el llamado a la reconstrucción "instauraron formas violentas de acción política con la finalidad de acceder al poder mediante el uso de la fuerza", que afectaron seriamente las normales condiciones de convivencia "en la medida que éstas resultan de imposible existencia frente a los cotidianos homicidios, muchas veces en situaciones de alevosía, secuestros, atentados a la seguridad común, asaltos a unidades militares de fuerzas de seguridad y a establecimientos civiles y daños; delitos todos estos que culminaron con el intento de ocupar militarmente una parte del territorio de la República". Y allí también se reconocía la "existencia de intereses externos que seleccionaron a nuestro país para medir sus fuerzas", destacándose que si bien la represión militar "condujo a la eliminación física de buena parte de los seguidores de la cúpula terrorista y de algunos integrantes de ésta", impidió el juzgamiento de los restantes, tarea esa que debía completar la democracia, para cumplir con el postulado constitucional de afianzar la justicia.
Los jefes montoneros cuyo procesamiento ordenó Alfonsín fueron Mario Eduardo Firmenich, Fernando Vaca Narvaja, Ricardo Armando Obregón Cano, Rodolfo Gabriel Galimberti y Roberto Cirilo Perdía.

#### Disolución de Montoneros y detención de Obregón Cano
El 20 de diciembre de 1983 volvieron al país los exgobernadores Ricardo Obregón Cano y Oscar Bidegain. A raíz del dictado del decreto 157/83, se produjo la primera detención de un dirigente montonero el día 20 de diciembre de 1983 en el Aeropuerto Internacional de Ezeiza, cuando estaba regresando al país el exgobernador de Córdoba Ricardo Obregón Cano, integrante del Consejo Superior de la organización. Previamente el Consejo Superior del Movimiento Peronista Montonero había comunicado a sus militantes que siguieran con la actividad política, advirtiendo que el gobierno argentino podría seguir persiguiendo a cualquier otro actor político, sin importar los cambios que pudiesen seguir en el futuro.
Bidegain realizó una conferencia de prensa y leyó una declaración firmada por Mario Firmenich, Roberto Perdía, Ricardo Obregón Cano, Fernando Vaca Narvaja y él mismo, anunciando la disolución del Movimiento Montonero, la recreación del Partido Auténtico y el desconocimiento de Isabel Perón como líder del peronismo. También se encontraban presentes el exgobernador de Mendoza, Alberto Martínez Baca y Dante Gullo como referente de la Juventud Peronista..

#### Detención y extradición de Firmenich
A pedido de las autoridades argentinas, el 13 de febrero de 1984 fue detenido en Río de Janeiro el jefe máximo de la organización Mario Eduardo Firmenich, quien pese a oponerse a su proceso de extradición, fue remitido a la Argentina sin cumplir los procedimientos legales, el 20 de octubre de 1984 y encarcelado en la cárcel de Villa Devoto. Permaneció preso siete años para hacer frente a varias acusaciones existentes en su contra, hasta que el 29 de diciembre de 1990 recuperó su libertad al ser indultado por el presidente Carlos Menem.
La denuncia que la defensa de Firmenich realizara por la duración de la prisión preventiva a la que se lo sujetase mientras se sustanciaban esos procesos, fue rechazada por la Comisión Interamericana de Derechos Humanos.

## Ideología
Montoneros adoptó una ideología peronista y católica. Para muchos jóvenes, la lucha contra la dictadura de Onganía implicaba asumir una identidad “peronista”, como máxima expresión opositora. Significaba también una crítica generacional a sus propios padres, de familias tradicionalmente conservadoras y anti peronistas (los peronistas los tildaban despectivamente como “gorilas”).
Hacia fines de la década de 1960 fueron alineándose con el peronismo revolucionario, que se definía como nacional, popular y antiimperialista, y pretendía fusionar elementos de la doctrina peronista con el marxismo latinoamericano revolucionario del Che Guevara y de Fidel Castro.
También recibieron fuertes influencias desde el Movimiento de Sacerdotes para el Tercer Mundo. Varios fundadores de lo que luego se transformaría en una organización armada se conocieron cuando eran seguidores del sacerdote tercermundista Carlos Mugica. Una de las máximas que aglutinaba a estos jóvenes correspondía al sacerdote Camilo Torres Restrepo, precursor de la unión entre católicos y marxistas: "el deber de todo cristiano es ser revolucionario, y el deber de todo revolucionario es hacer la revolución".
Autodefinidos como una vanguardia armada (inspirados en el “foquismo”, con la creencia que podían llevar la situación general a una “etapa revolucionaria”) y utilizando consignas como “Perón o muerte”.

## Origen del nombre
El nombre “Montoneros” fue tomado de las montoneras gauchas federales que en el siglo XIX combatieron en las guerras civiles argentinas, contra las fuerzas unitarias del centralismo porteño, que estaban lideradas por los caudillos del interior como "Chacho" Peñaloza y Felipe Varela. 
Buscaba así establecer una línea política nacionalista, antiimperialista y federal que la hacían partir de José de San Martín y las guerras de la independencia, pasar por los caudillos y Juan Manuel de Rosas y desembocar en Perón. En las primeras épocas de la organización guerrillera, varios de sus comandos operativos (Unidades de Combate) adoptaron circunstancialmente el nombre de esos caudillos para firmar sus “partes de guerra”. Esta práctica se abandonó cuando sus militantes comenzaron a caer en combate y los comandos firmaban entonces con los nombres de los compañeros muertos.
Norma Arrostito, en un trabajo escrito antes de morir cuando estaba cautiva en la ESMA y que fue sacado clandestinamente, da a conocer que la iniciativa de denominar a la organización con el nombre de "Montoneros", provino del grupo santafecino Reconquista, liderado por Roberto Perdía (pelado Carlos).

## Interpretación de la historia
La interpretación de la historia que hicieron los Montoneros puede verse en la publicación aparecida en El Descamisado. A partir del número 10 de la revista (24/07/1973) se presenta la historieta América Latina 450 años de guerra donde se señala: “Vamos a contar la historia de cómo nos robó el Imperialismo” y se afirma: “No somos pueblos subdesarrollados. Somos pueblos robados”.
En ese mismo número pedían a Perón la expulsión de López Rega, vocero de la extrema derecha. Con una amplia movilización de jóvenes se proponían "romper el cerco", diferenciando a Perón de su entorno.
Años más tarde, Firmenich participa en la película Resistir (1978), dirigida por Jorge Cedrón con textos de Juan Gelman, denunciando casos de torturas aberrantes a militantes montoneros durante el Proceso militar.

## Estimación de la cantidad de efectivos guerrilleros
En 1983, el gobierno del general Reynaldo Bignone, afirmó que la cifra total de militantes pro guerrilla en todo el país alcanzaba a 25 000, de los cuales 15 000 serían combatientes armados. Esta última estimación contenida en su llamado «Documento Final» contradijo inteligencia previa que contabilizaba un total de 1.300 combatientes del ERP en su pico máximo a mediados de los años 70, y de 300 a 400 combatientes de Montoneros en 1977. Las conclusiones del Documento Final son rechazadas por varios autores, en particular por Prudencio García que sitúa a la capacidad combativa de la guerrilla en 1000 a 1300 combatientes armados permanentes. Otros autores de habla inglesa sostienen que hubo más de 5000 combatientes en la organización guerrillera Montoneros, mientras que la Embajada de EE. UU. para el año 1975 estimaba que dicha cifra era de aproximadamente 2000 para Montoneros y de 400 a 800 combatientes para el ERP. Lo que es cierto es que Montoneros fue una de las organizaciones más castigadas admitiendo la pérdida de 5000 miembros.

## Participación de miembros de las fuerzas de seguridad en Montoneros

### Participación de miembros del Ejército
El dirigente Roberto Perdía, en su libro Montoneros. El peronismo combatiente en primera persona (Buenos Aires, Planeta, 2013) afirma: "Es verdad que algunos hijos de militares integraban nuestras filas". También relata que Montoneros celebraba reuniones en el domicilio del general Eduardo Labanca y que tenían vínculos con otros militares de tendencia nacionalista que se sublevaron —sin éxito— en las guarniciones de Azul y Olavarría en octubre de 1971 en contra del entonces presidente, el general Lanusse.
El punto de mayor cercanía entre los montoneros y el ejército se produciría dos años más tarde, en octubre de 1973, con la participación conjunta en el Operativo Dorrego, siendo jefe del Ejército el general Jorge Carcagno.
El domingo 5 de octubre de 1975, Montoneros realizó el ataque al Regimiento de Infantería de Monte 29, en Formosa, conocido como Operación Primicia, en el que resultaron muertos doce soldados conscriptos y quince guerrilleros.
Después de ese ataque, Perdía reconoce: “Obviamente, las simpatías con las que podríamos haber contado dentro del Ejército desaparecieron, y los viejos contactos y amigos se esfumaron”.

### Participación de policías
Héctor Ricardo Leis, un exmontonero, en su Testamento de los años 70 señala como el subjefe de la policía Julio Troxler —sobreviviente de los fusilamientos de José León Suárez y también montonero—, hizo “desaparecer” una investigación policial sobre un enfrentamiento que protagonizaron miembros de la organización.
El 2 de julio de 1976 los montoneros realizaron un atentado contra la Policía Federal Argentina en el comedor de la Superintendencia de Seguridad Federal en el que resultaron asesinadas 23 personas y quedaron 60 heridos. El hecho criminal —semejante, en parte, al Atentado de la cafetería Rolando perpetrado antes por la ETA— provocó no solo la sustitución de Arturo Corbetta, jefe de la Policía Federal que se oponía a la represión ilegal, sino el rechazo de miembros de la propia organización. Por otra parte, poco tiempo después y como probable respuesta a este atentado, sectores de la policía participan en la denominada Masacre de Fátima.

### Participación de miembros de la Armada
Roberto Perdía relata en su libro Montoneros. El peronismo combatiente en primera persona (Buenos Aires, Planeta, 2013, pág. 260) que el "Manual militar" de Montoneros fue elaborado con la colaboración de exoficiales de las Fuerzas Armadas que pertenecían a la organización; entre los que destaca al teniente de navío Carlos Lebrón (más tarde asesinado en Tucumán) y al oficial de la Marina Julio César Urien (quien luego estuvo preso varios años durante el gobierno militar). Urien era pariente —por parte de madre—, del general Ernesto Trotz, cuya intervención lo salvó de ser fusilado.

## Asesinato de dirigentes
Parte de la acción de Montoneros consistía en matar o "ejecutar" a determinadas personas consideradas enemigas o traidoras. Para ello, realizaba "juicios revolucionarios", en los que se establecía la condena. Una vez ejecutado el asesinato, Montoneros se atribuía el mismo. La participación en dichas acciones era considerada para ascender en la organización.
El sindicalista José Alonso fue asesinado el 27 de agosto de 1970. El 10 de septiembre, un comunicado del "Comando Montonero Emilio Maza del Ejército Nacional Revolucionario" se adjudicó el hecho. Cuatro años después, en octubre de 1974, en una nota aparecida en la revista La Causa Peronista, los autores relataron los detalles y enumeraron los motivos alegados para el asesinato. La razón que dio Montoneros para asesinar a Alonso era que "había sido uno de los principales responsables del levantamiento de la huelga del 1 y 2 de octubre del ’69, se había entregado francamente al régimen de Onganía y ahora pretendía darle apoyo sindical y político a los delirios nacional-populistas de Levingston y su cría de trasnochados. Era uno de los burócratas más vinculados a las organizaciones sindicales internacionales del imperialismo. Estaba además en una actitud de franca rebeldía a las directivas del General Perón".
El sindicalista Rogelio Coria, asesinado el 22 de marzo de 1974. Montoneros informó públicamente en la revista El Descamisado del 26 de marzo de 1974, que el asesinato fue cometido por dos jóvenes "perejiles" pertenecientes a la organización, que solo debían hacer tareas inteligencia, pero que al reconocer al sindicalista decidieron matarlo, sin órdenes expresas. Debido a la acción, Montoneros condecoró a los autores, debido a que Coria era considerado uno de los sindicalistas corruptos que traicionaron a Perón.
Arturo Mor Roig dirigente de la Unión Cívica Radical que había sido Ministro del Interior durante la dictadura de Lanusse y que se había retirado de la política, fue asesinado por Montoneros —acusado de ser uno de los responsables de la Masacre de Trelew—, el 15 de julio de 1974 mientras almorzaba en un restaurante de San Justo. El periodista Pablo Giussani, en su libro Montoneros. La Soberbia Armada afirma que Montoneros presentó el asesinato de Arturo Mor Roig como un “apriete” al líder radical Ricardo Balbín, para obtener concesiones políticas en una negociación.
José Ignacio Rucci, secretario general de la Confederación General del Trabajo, asesinado el 13 de septiembre de 1973. La investigación judicial nunca estableció quienes fueron sus autores. Montoneros se atribuyó el asesinato dos años después, en el número 5 de la revista Evita Montonera.
Como medio para conseguir financiamiento, Montoneros admitía la comisión de delitos como robos a bancos, y secuestros extorsivos, así como robo de armas en sedes policiales y militares ("recuperación" de armamento, se lo llamaba).
Algunos sectores también le han atribuido a Montoneros crímenes que no se atribuyeron, entre ellos los siguientes:
- el sindicalista Augusto Timoteo Vandor, asesinado antes de la constitución de Montoneros; algunos observadores se lo atribuyen a un grupo integrado por personas que luego ingresaron a Montoneros. Vandor lideraba un sector del peronismo que negociaba con la dictadura militar la posibilidad de legalizar un "peronismo sin Perón".
- el sindicalista Hipólito Acuña (alto dirigente de la Unión Obrera Metalúrgica), asesinado el 13 de febrero de 1975.[485]
- Teodoro Ponce (secretario adjunto de la UOM Rosario y miembro del Secretariado nacional), asesinado el 21 de febrero de 1975.[485]
- el 18 de marzo de 1972, tres hombres y una mujer que dijeron pertenecer a Montoneros, ingresaron a la casa del dirigente político Roberto Mario Uzal, de la junta Promotora Provincial del partido derechista Nueva Fuerza. Al intentar secuestrarlo, Uzal se resistió y en el tiroteo resultó herido: falleció dos días más tarde, el 20 de marzo. Los guerrilleros se retiraron luego de pintar la casa con consignas.

## Código de Justicia Revolucionario
Montoneros tenía un Código de Justicia Penal Revolucionario aprobado el 4 de octubre de 1975 que era aplicable a todos los integrantes (art. 1°). Se basaba en las “Disposiciones” previamente aprobadas a fines de 1972, haciéndolas aún más estrictas en particular en lo referido a la resistencia a la tortura.
Entre las penas se incluía la de muerte para ciertas conductas de sus integrantes (art. 21) que debía ser dictada por el Consejo Nacional (art. 28°). El 26 de agosto de 1975, antes de que ese código fuera puesto en vigencia, Fernando Haymal, perteneciente a Montoneros, fue acusado de traición y delación, juzgado por un “tribunal revolucionario” sin sustento legal, condenado y asesinado por la organización el 2 de septiembre.

## Las mujeres y su participación
La actuación femenina en las agrupaciones guerrilleras y revolucionarias encuentra antecedentes en toda América Latina. En su mayoría son mujeres de las clases media y alta, entre las que puede mencionarse: Rogelia Cruz Martínez, en Guatemala; Lucía Topolansky, en Uruguay; Tamara Bunke, nacida en Argentina, que combatió en Bolivia junto al Che Guevara; Vera Grabe, en Colombia, y Amanda Peralta, única mujer del grupo de Taco Ralo.
En el caso de Montoneros, aunque en el frente militar hubo mayoritariamente hombres, algunos testimonios afirman: “La participación femenina era grande y, por lo general, las cifras de hombres y mujeres estaban bastante equilibradas. [...] Es cierto que las mujeres no pasaron de cuadros medios”.
El cuidado de los hijos implicaba para las mujeres una desventaja para su ascenso en la organización, ya que no disponían de tanto tiempo. Se formaron dos líneas, las que privilegiaban la atención de sus hijos y las que privilegiaban la militancia. “O perdíamos como militantes, o perdíamos como madres. [...] El terror tanto mío como de las otras militantes era qué pasaba con los hijos si nos agarraban. Ya fuera porque nos mataran o porque nos chantajearan amenazándolos".
Como se pretendía que los militantes confiaran solo en otros miembros de la organización el cuidado de sus hijos, durante el exilio en Cuba se estableció una Guardería en el barrio Miramar de La Habana, cerca de la casa donde funcionaba la conducción de Montoneros.
Entre las mujeres montoneras que tuvieron importante participación, puede mencionarse a Norma Arrostito; María Victoria Walsh, María Antonia Berger; Adriana Lesgart; Lili Massaferro, Pirí Lugones, Patricia Bullrich, entre otras.
La joven estudiante Ana María González, perteneciente a Montoneros, fue la encargada de colocar una carga explosiva debajo de la cama del Jefe de la Policía Federal, General de Brigada Cesario Cardozo, provocando su muerte. La joven moriría pocos meses más tarde en un enfrentamiento.

## Prensa montonera
En 1973, la organización lanzó el semanario El Descamisado, de gran importancia para la época, con la dirección de Dardo Cabo, que publicó 47 números y llegó a una tirada de 100 000 ejemplares. En 1974, fue clausurado y de inmediato reemplazado con otra revista de iguales características: El Peronista para la Liberación Nacional, dirigida por Miguel Lizaso, que apenas sobrevivió seis números antes de ser clausurada. Poco después, apareció La Causa Peronista con dirección de Galimberti; en septiembre de 1974, luego de publicar un reportaje acerca de cómo fue asesinado Aramburu, fue clausurado.
El intento más serio por parte de Montoneros, fue el lanzamiento del diario Noticias, dirigido por Miguel Bonasso y que tuvo un plantel de periodistas considerados de primer nivel, como el poeta y escritor Juan Gelman, Rodolfo Walsh, Francisco Urondo, Horacio Verbitsky, Pablo Giussani, el diputado y periodista uruguayo Zelmar Michelini entre muchos otros. Fue clausurado hacia agosto de 1974 después de 8 meses y 267 números.
En 1975, ya en la clandestinidad Montoneros lanzó la revista Evita Montonera, que tuvo 25 números entre 1975 y 1979, dirigida inicialmente por Enrique Walker hasta su secuestro en julio de 1976 y supervisada por la conducción nacional de la organización.
Editaron otras revistas clandestinas, como Estrella Federal, perteneciente al "Ejército Montonero" o El Montonero. También desde el exilio, hicieron El Descamisado, edición Centroamérica y Noticias de la Resistencia. Las revistas Ya! es hora del Pueblo o Militancia Peronista, si bien no respondían a Montoneros, le eran afines a su universo conceptual.
En 1975, el Partido Auténtico, de vínculo con Montoneros, lanzó un tabloide quincenal, El Auténtico, que solo editó 8 números. Fue la última publicación legal de Montoneros.
Ya en dictadura, Walsh, que militaba en el sector de inteligencia como oficial segundo, organizó la agencia clandestina de noticias ANCLA, que tuvo gran relevancia en el primer año y medio del "Proceso".
Montoneros utilizó el periodismo como arma de difusión política y cobertura operativa: así controló el diario Noticias (20 de diciembre de 1973 – 27 de agosto de 1974), cuya redacción integraban Rodolfo Walsh, Horacio Verbitsky, Juan Gelman y un joven Ricardo Horacio Roa (hoy editor de Clarín), hasta su clausura por el gobierno de Isabel Perón; tras el golpe de 1976, Walsh fundó la Agencia de Noticias Clandestina (ANCLA), que distribuyó más de 200 cables sobre secuestros y asesinatos pese a la censura militar, hasta su muerte en marzo de 1977.
La militancia inicial de Roa en la Juventud Peronista y en la revista El Descamisado lo vinculó directamente con Mario Firmenich y las estructuras montoneras; casi medio siglo después, su nombre reaparece como secretario de la Fundación Ñandú —transformada en asociación civil en 2013— y como socio familiar de Ticketear S.A., la firma que percibe el 15 % de cada inscripción de la Maratón de Buenos Aires, un negocio que en 2024-2025 rozó los 3000 millones de pesos y motivó denuncias por evasión y lavado.

## El contexto de la Guerra Fría
En el contexto de la Guerra Fría, ya en la década de 1960 los servicios de inteligencia de las Fuerzas Armadas argentinas consideraban la hipótesis de que el peronismo se transformara en la punta de lanza del marxismo: «un nacionalismo más o menos socialista y profidelista puede ofrecer un “caballo de Troya” a la penetración comunista en la Argentina». Algunos sectores peronistas, especialmente aquellos agrupados genéricamente en lo que se denominaba «la derecha peronista» como el Comando de Organización liderado por Alberto Brito Lima, adoptaron una posición similar frente a Montoneros, calificándolos como "zurdos":

Porque ellos pertenecían a una clase social que no era la nuestra. Y eran tendientes a cambiar de vinculación. Estaban en un lado y en otro. Terminaron zurdos. (…) Ellos lo reivindican a Perón nada más que tácticamente.
Alberto Brito Lima

En este último grupo se incluyó también la Triple A, que llevó adelante un plan de terrorismo de Estado entre 1973 y 1976.
Otros autores consideraban que Montoneros carecía de relaciones con Cuba, la Unión Soviética y el bloque comunista en general, atribuyendo su origen a sectores internos de las Fuerzas Armadas:

El núcleo duro de Montoneros anidaba en el Ministerio del Interior de Onganía, a cargo del general Francisco Imaz, pero cuyo secretario de Interior (virtualmente un viceministro) era Darío Saráchaga, un miembro de la masonería a quienes los montoneros reportaban.

Ernesto Salas, por su parte, afirma que durante el gobierno de Onganía, Diego Muñiz Barreto —luego Diputado Nacional por el Frejuli— junto con el mayor del ejército, Hugo Miori Pereyra, se comunicaban con Firmenich, quien concurría asiduamente al Ministerio del Interior.

## Aislamiento y derrota
Ni la acción guerrillera, ni el sistema represivo que instrumentaron las fuerzas armadas para derrotarla (que tuvo como base los criterios del ejército francés en la Guerra de Argelia), pueden entenderse sin atender al contexto internacional, que propiciaba la insurrección armada de la juventud para la toma del poder.
Para las fuerzas armadas era una confrontación promovida por fuerzas ajenas al país, en el marco de la Guerra fría entre los Estados Unidos y la Unión Soviética. Para Perón, el origen era el Mayo francés: “Es un movimiento organizado en el mundo, con tendencia marxista, pero que no se sistematiza en nada: es una lucha para tomar el poder, exclusiva y directamente; una lucha activa y armada”.
A partir de 1974 se aceleró el aislamiento de los Montoneros de la base popular peronista y del resto de la sociedad, debido al predominio de su postura violenta y "militarista", lo que los llevaría a ser totalmente derrotados por la dictadura, autodenominada como Proceso de Reorganización Nacional.
En la semana previa al golpe militar del 24 de marzo de 1976, fueron asesinados 25 guerrilleros en diversas operaciones y 63 militantes del peronismo revolucionario en atentados de la Triple A, a la vez que fueron asesinados 13 policías durante la ofensiva denominada "Tercera Campaña Militar Nacional Montonera".
Según el análisis de Pilar Calveiro, "la derrota política de la izquierda, en general, y de la izquierda peronista, en particular, precedió a la derrota militar y la hizo posible". Sobre las causas de la derrota montonera la autora señala que "intentaron construir una alternativa y hasta cierto punto lo lograron, pero terminaron por reproducir lógicas y mecanismos autoritarios".
En un sentido similar se pronuncia el periodista Pablo Giussani, que trabajó en el diario Noticias, al considerar que los Montoneros se convirtieron en un movimiento fascista, por su culto a la violencia y su rígida estructura jerárquica.
Por su parte, Ignacio Vélez sintetiza las causas del fracaso: "Si la lucha armada nos marginaba de las luchas sociales y políticas no importaba, porque el pueblo ya tenía su vanguardia. Había nacido el actor principal y todo debía subordinarse a él. Esto nos llevó a considerarnos elegidos, predestinados, entregados a un accionar central e imprescindible. [...] Terminaron imponiéndose (en términos generales) conceptos traídos del ejército burgués como aquel que 'las órdenes primero se cumplen y después se discuten'. [...] Y esta concepción valorativa de 'lo militar' condicionó los méritos y castigos. Los más audaces, los más jugados, los más valientes en el combate, eran los mejores cuadros, los más confiables. En términos generales se puede afirmar que ascendía el más audaz, al más fierrero".
En las calles murieron en enfrentamientos con los denominados Grupos de tareas de las fuerzas armadas muchos montoneros reconocidos, como Carlos Caride, Carlos Hobert, miembro fundador de montoneros, Sergio Puiggrós, Miguel Zavala Rodríguez, Rodolfo Walsh y Paco Urondo. Ya para 1981, Montoneros se limitaba a lanzar panfletos y tratando de reconstruir ya golpeada estructura.

## Montoneros y su relación con otras organizaciones
Montoneros mantuvo relaciones con otras organizaciones político-militares, como la Organización para la Liberación de Palestina (OLP). Se señala, sin embargo, "que el vínculo entre ambas OPM era más bien de carácter circunstancial, sobre todo si se considera la matriz ideológica, circunstancias, procedimientos y entorno de cada una; muy diferentes en ambos casos. Es probable que la OLP haya hecho buen
uso del asesoramiento técnico provisto por Montoneros, cuando en su momento un miembro de esta última fue al Líbano e instaló allí una fábrica de explosivos".
También existen versiones de que hubo relaciones con la ETA Político-militar, por ejemplo el escritor y diplomático Abel Posse, que se define a sí mismo como cronista de hechos que le ha tocado conocer o presenciar, relata "una importante reunión de la cúpula montonera en país vasco con comandantes de la ETA para la profundización del conocimiento del manejo de explosivos”.
En Latinoamérica, la actividad del Frente Sandinista de Liberación Nacional (FSLN) en Nicaragua, atrajo la participación de las estructuras montoneras enmarcado en la contraofensiva. "Al respecto, el informe elaborado como conclusión de la experiencia de la Brigada Sanitaria Adriana Haidar, cuyos integrantes procedían en su mayoría del exilio mexicano, apuntaba a que la participación en el proceso nicaragüense se orientó “a despejar una atmósfera enrarecida” por lo que se describe como “patología del exilio”. Así, la conformación de las diversas brigadas montoneras
en Nicaragua se orientó en términos orgánicos a romper con la inercia de “supervivencia personal” del exilio y “revitalizar viejas experiencias militantes".

## Sentencias judiciales sobre Montoneros
Luego del retorno de la democracia en 1983 se realizaron dos juicios contra integrantes de Montoneros: el primero por el secuestro de los hermanos Born en 1974 y el segundo por el asesinato de Francisco Soldati y Ricardo Durán y por el intento de asesinato de Juan Alemann. Los dos juicios resultaron condenatorios y confirmados por las instancias recursivas. Los jueces argumentaron que Montoneros era una asociación ilícita terrorista que tenía como fin la toma del poder y descartaron la defensa del derecho de resistencia a la opresión contemplado en el art. 21 de la Constitución Nacional, sostenido por los acusados.
En la sentencia dictada con motivo del juicio a las Juntas, el tribunal también expresó una opinión condenatoria de la organización Montoneros, pese a que ni dicha organización, ni ninguno de sus miembros, había sido acusado en dicho juicio, y que por lo tanto ni la organización ni ninguno de sus miembros tuvo posibilidad de ejercer su derecho a defensa ni aportar prueba en sentido contrario.
Todos los condenados resultaron indultados en 1989 y 1990 por el presidente Carlos Menem.

### Juicio a las Juntas
Entre los fallos dictados con referencia a Montoneros se encuentra el de fecha 9 de diciembre de 1985 de la Cámara Nacional de Apelaciones en lo Criminal y Correccional Federal de la Capital Federal, integrada por los jueces Jorge Torlasco, Ricardo Gil Lavedra, León Carlos Arslanián, Jorge Valerga Araoz, Guillermo Ledesma y Andrés J. D’Alessio dictado en el llamado Juicio a las Juntas. Debido a que en este juicio no fue acusado ningún integrante de Montoneros, no correspondía tampoco presentar pruebas de descargo, o realizar actos de defensa respecto de las afirmaciones realizadas por los jueces.
Al tratar las defensas articuladas por los militares acusados y analizar el contexto en que debió desarrollarse la represión militar, refiriéndose entre otras a la organización Montoneros, los jueces en voto unánime dijeron:

El fenómeno terrorista tuvo diversas manifestaciones con distintos signos ideológicos en el ámbito nacional con anterioridad a la década de 1970, pero es este año el que marca el comienzo de un período que se caracterizó por la generalización y gravedad de la agresión terrorista evidenciadas, no sólo por la pluralidad de bandas que aparecieron en la escena, sino también por el gran número de acciones delictivas que emprendieron e incluso por la espectacularidad de muchas de ellas.
Por resultar inherente a la forma de organización militar, las bandas terroristas dictaron sus propias normas disciplinarias y punitivas y constituyeron organismos propios con la finalidad de sancionar determinadas conductas que consideraban delictuosas. En tal sentido obran agregadas publicaciones en "Evita Montonera", Nros.8 y 13. Otra característica distintiva consistió en que los integrantes de esas organizaciones encubrían su actividad terrorista adoptando un modo de vida que no hiciera sospecharla. ... El material de propaganda de las bandas terroristas consigna que del accionar abierto debe pasarse a las acciones encubiertas y clandestinas.
El objetivo último de esta actividad fue la toma del poder político por parte de las organizaciones terroristas.

Esa sentencia fue confirmada el 30 de diciembre de 1986 por la Corte Suprema de Justicia de la Nación Argentina integrada por los jueces José Severo Caballero, Augusto César Belluscio, Carlos Santiago Fayt, Enrique Santiago Petracchi y Jorge Antonio Bacqué.

### Juicio contra Obregón Cano
El día 29 de mayo de 1986, la Sala II de la Cámara Nacional de Apelaciones en lo Criminal y Correccional Federal de la Capital Federal integrada por los jueces Jorge Valerga Araoz, Andrés J. D’Alessio y Guillermo Ledesma confirmó la sentencia que condenó a Ricardo Obregón Cano por la comisión del delito de asociación ilícita debido a su pertenencia a Montoneros, imponiéndole una pena de 6 años de prisión. Obregón Cano había sido elegido democráticamente el 11 de marzo de 1973 como gobernador de la Provincia de Córdoba y derrocado por un golpe de Estado policial el 27 de febrero de 1974 conocido como el Navarrazo, durante el gobierno de Juan Domingo Perón. Pocos meses después Obregón Cano se exilió en México, luego de que el grupo parapolicial Triple A, dirigido desde el gobierno, asesinara a quien fuera su vicegobernador, el sindicalista Atilio López. Obregón Cano regresó a la Argentina en 1984 y fue parte de la fundación del Movimiento Peronista Montonero (MPM). Poco antes el presidente Raúl Alfonsín había sancionado el decreto 157/83, equiparando a los grupos guerrilleros con la dictadura. El dirigente fue entonces encarcelado, según un fallo del juez federal Miguel Pons, en la causa n.º 4894, caratulada "Obregón Cano p.s.a. asociación ilícita". La prensa mexicana calificó a Obregón como “el prisionero personal de Alfonsín”.
La defensa de Obregón Cano se apoyó principalmente en el derecho de resistencia contra la opresión, que fue rechazado por los jueces. La sentencia entre otras consideraciones expresó:

...el Movimiento Peronista Montonero y la organización ilegal "Montoneros” fueron partes de una misma asociación…con… una misma unidad de fines: imponer en el país un clima de terror con el propósito de facilitar la toma del poder. cuando el artículo 21 de la Constitución Nacional coloca en cabeza de cada ciudadano la obligación de armarse en defensa de la Nación y de la propia Constitución, no se aparta, en modo alguno, de su regla general de que ello debe ser "conforme a las leyes que al efecto dicte el Congreso y a los decretos del Ejecutivo Nacional” (y que) en este argumento justificante hay un gran contrasentido: se utiliza la violencia para defender a la Constitución Nacional en momentos en que se encuentra funcionando un gobierno elegido legítimamente por el pueblo. Otra contradicción flagrante la constituye la circunstancia de que para defender a la Constitución Nacional se ataca indiscriminadamente a los destinatarios de sus declaraciones, derechos y garantías. …Resulta a todas luces evidente, que la terrorífica actividad desplegada por la organización "Montoneros” no guarda relación alguna con este derecho de resistencia a la opresión, ya que en todos los casos fue el pueblo el que en gran parte sufrió el duro accionar del grupo mencionado…los arteros ataques del grupo Montoneros fueron dirigidos, sin miramiento alguno, a la sociedad argentina en su totalidad. Bajo el fuego de sus armas cayeron, en forma indistinta, tanto integrantes de las fuerzas armadas como ciudadanos que nada tenían que ver con ellas o con las personas que detentaban el poder en forma ilegítima; ambos, claro está, supuestos tremendamente lamentables. Ya se dijo que la actividad delictiva desplegada por el grupo "Montoneros” tuvo desarrollo, también durante la vigencia de un gobierno democrático, en el cual se hallaban vigentes las garantías consagradas en nuestra Constitución. …La Organización Montoneros fue una asociación ilícita que se dedicó a cometer actos de barbarie tanto durante la vigencia del gobierno constitucional como del régimen militar atacando a la ciudadanía en general…no era la restauración de la Constitución Nacional ni el ejercicio legítimo de resistencia a la opresión la finalidad que perseguía el grupo terrorista Montoneros con su violento accionar”.

La condena quedó firme el 9 de septiembre de 1986, cuando por voto unánime de los jueces de la Corte Suprema de Justicia de la Nación Argentina se desestimó la queja que articulase la defensa.
Por Decreto 407/1989 del 2 de agosto de 1989, el presidente Carlos Menem indultó a Obregón Cano del resto de la pena que faltaba cumplir.

### Juicio por el caso Born
El 19 de mayo de 1987, el Juez Federal de San Martín Carlos Enrique Luft condenó en primera instancia al jefe montonero Mario Eduardo Firmenich por los secuestros de los hermanos Jorge y Juan Cristian Born y los homicidios de Alberto Luis Cayetano Bosch y el chofer Juan Carlos Pérez perpetrados el día 19 de septiembre de 1974 en la localidad de Olivos, Provincia de Buenos Aires. La condena fue confirmada el 4 de septiembre de 1988 por la Cámara Federal de Apelaciones de San Martín por voto unánime de sus jueces Hugo Rodolfo Fossati, Marta Herrera y Jorge Eduardo Barral, quienes le impusieron a Firmenich la pena de reclusión perpetua, limitando su cumplimiento a 30 años de la misma especie de pena de acuerdo a los términos de la extradición otorgada por Brasil, por considerarlo coautor de los delitos de doble homicidio agravado por el propósito de consumar otro delito, en concurso ideal con doble secuestro extorsivo. Al analizar los argumentos de la defensa sobre las razones para haber incurrido en esos actos violentos, entre otras cosas el tribunal señaló que:

El procesado Firmenich ni siquiera ha alegado que intentara, antes de adoptar tan extrema decisión, poner en funcionamiento mecanismos legales —y pacíficos—, para neutralizar la corrupción que advertía en el sector gobernante, más allá de la vocinglera referencia panfletaria o vertida en actos partidarios. No ha mencionado que se hubieran promovido juicios políticos a jueces, legisladores o administradores venales, que se hubieran intentado denuncias formales o echado mano de tantas otras formas de control previstas en la normativa vigente que no es del caso enumerar.[...] Por el contrario se recurrió a las armas —recurso que seguramente estimaron más rápido y convincente que el tratar de trasmitir ideales a un pueblo educado en el desdén por la violencia—, en lo que, como lo esboza el juez de grado, más que una defensa de las instituciones de una Patria libre se muestra en mi criterio como el deseo de hacer predominar la particular óptica política del procesado y su entorno conductor sobre la que desarrollaba su antiguo aliado Perón y los herederos que había designado al frente del gobierno del país. Para justificar tan espuria finalidad grupal se apeló a la pretendida interpretación de la voluntad popular —como suele acontecer en casos similares—, y se inició una guerra sin cuartel en la que se impuso el secuestro —de las características de los que aquí se juzgan—, el asesinato y el terror indiscriminado de la población —sin duda no representada por éste—, como formas válidas de subsistencia. Y reitero que en medio de todo esto desapareció casi toda una generación de argentinos y se produjeron desvastadores efectos en el ánimo del auténtico pueblo, del que con seguridad no ha logrado aún recuperarse.

El 9 de agosto de 1989 la Corte Suprema de Justicia de la Nación al confirmar la condena por el voto unánime de todos sus jueces, entre otros conceptos calificó de "ridícula" la argumentación de Firmenich invocando una cláusula constitucional como justificativo para atacar a las instituciones elegidas constitucionalmente, por aparecer como una pretensión de "hacer revoluciones con seguro de vida".
Por Decreto 2742/1990 del 30 de diciembre de 1990, el presidente Carlos Menem indultó a Obregón Cano del resto de la pena que faltaba cumplir.

### Juicio por los casos Soldati y Alemann
El 7 de noviembre de 1979 Montoneros intentó sin éxito en la ciudad de Buenos Aires el homicidio del entonces secretario de Hacienda de la Nación Juan Ernesto Alemann acompañado por sus custodias Francisco Cancilieri y Ventura Delfor Miño. Y el 13 del mismo mes y año, en acción similar llevada a cabo en pleno centro de esa ciudad, lograron asesinar al empresario Francisco Pío Soldati y su chofer Ricardo Manuel Durán. Por ambos hechos el día 25 de octubre de 1989 la Sala I de la Cámara Nacional de Apelaciones en lo Criminal y Correccional Federal de la Capital Federal, por voto unánime de sus jueces Mario Gustavo Costa, Juan Carlos Rodríguez Basavilbaso y Juan Pedro Cortelezzi confirmó la condena de Mario Firmenich a la pena de reclusión perpetua (limitada a 30 años de reclusión por la extradición concedida desde Brasil), por considerarlo coautor de los delitos de homicidio calificado por el concurso premeditado de dos o más personas en concurso real con la tentativa de similar delito, oportunidad en la cual, entre otras cosas se dijo:

Está plenamente demostrado, sin que se advierta controversia relevante al respecto, que la comisión material de los dos atentados terroristas que motivan este legajo y cuya descripción consta en la sentencia recurrida fue perpetrada por sujetos pertenecientes a las "Tropas Especiales de Infantería" (T.E.I.) del que se dio en llamar "Ejército Montonero" [...] La vinculación de las aludidas T.E.I. con la organización subversiva "Montoneros" también está fuera del debate. [...] Con idéntica fuerza de convicción encuentro acreditado que Mario Eduardo Firmenich condujo las actividades terroristas desarrolladas en el marco de la denominada "contraofensiva estratégica" de 1979, dentro de la cual se hallan comprendidos los dos episodios que motivan esta decisión [...] es destacable que la atribución de responsabilidad en cada hecho terrorista revela el propósito de discriminar aquellos en los que participaron tan disciplinados efectivos de otros que responden a un origen diverso [...] era la jerarquía del sistema terrorista la que seleccionaba los objetivos principales de los atentados y tenía de esa manera el dominio de la acción.

El 11 de septiembre de 1990 esta sentencia fue confirmada por la Corte Suprema de Justicia de la Nación Argentina por voto unánime de sus jueces Mariano Augusto Cavagna Martínez, Carlos Santiago Fayt, Augusto César Belluscio, Rodolfo Carlos Barra, Julio Salvador Nazareno, Julio César Oyhanarte y Eduardo José Antonio Moliné 0'Connor.
Por Decreto 2742/1990 del 30 de diciembre de 1990, el presidente Carlos Menem indultó a Obregón Cano del resto de la pena que faltaba cumplir.